# Arquitectura indoislámica

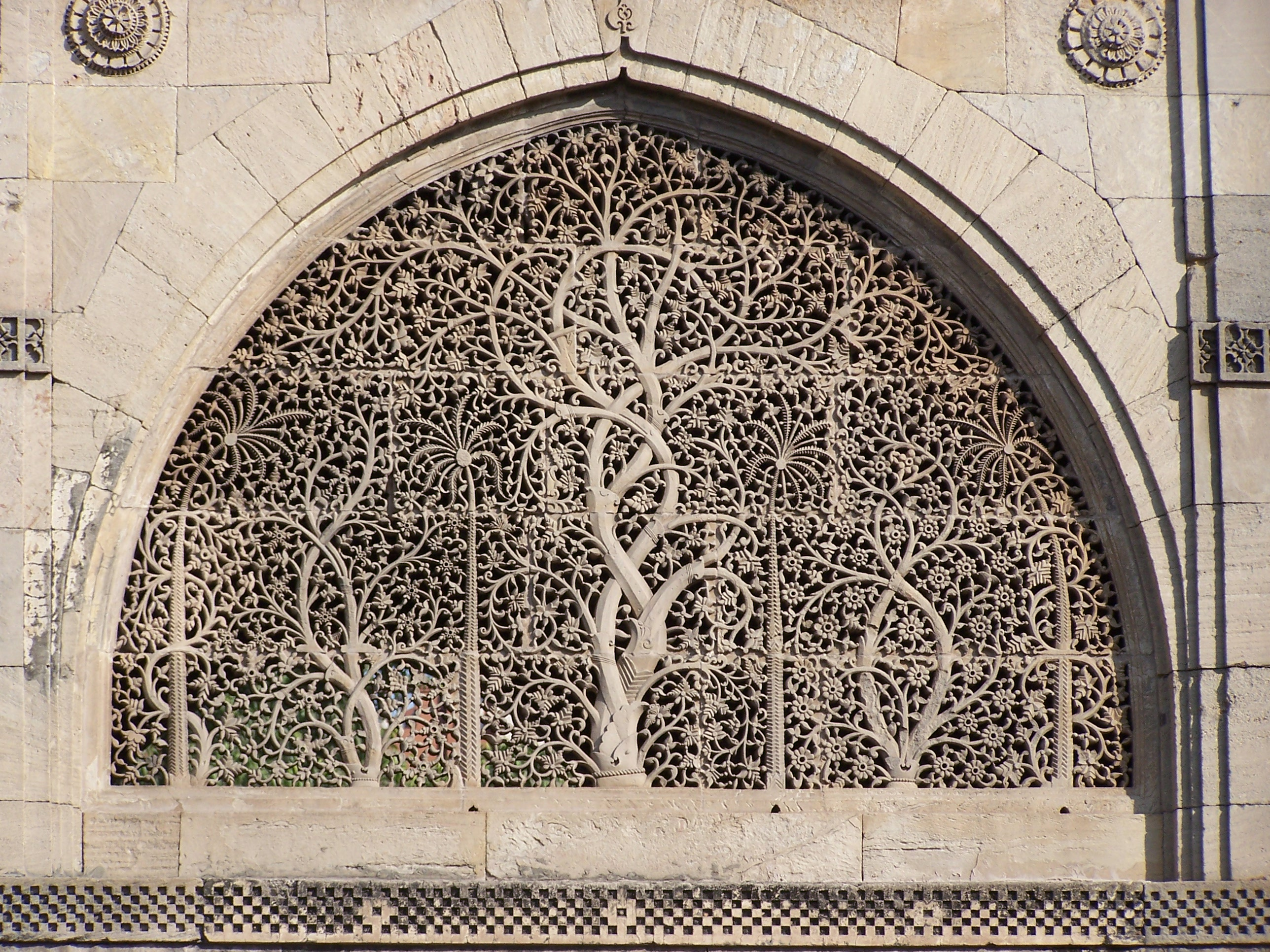
Ventana enrejada de piedra (Jali) con zarcillos de plantas y flores de loto estilizadas en las enjutas del arco de la mezquita Sidi Sayid (alrededor de 1570) en Ahmedabad (Guyarat, India Occidental)

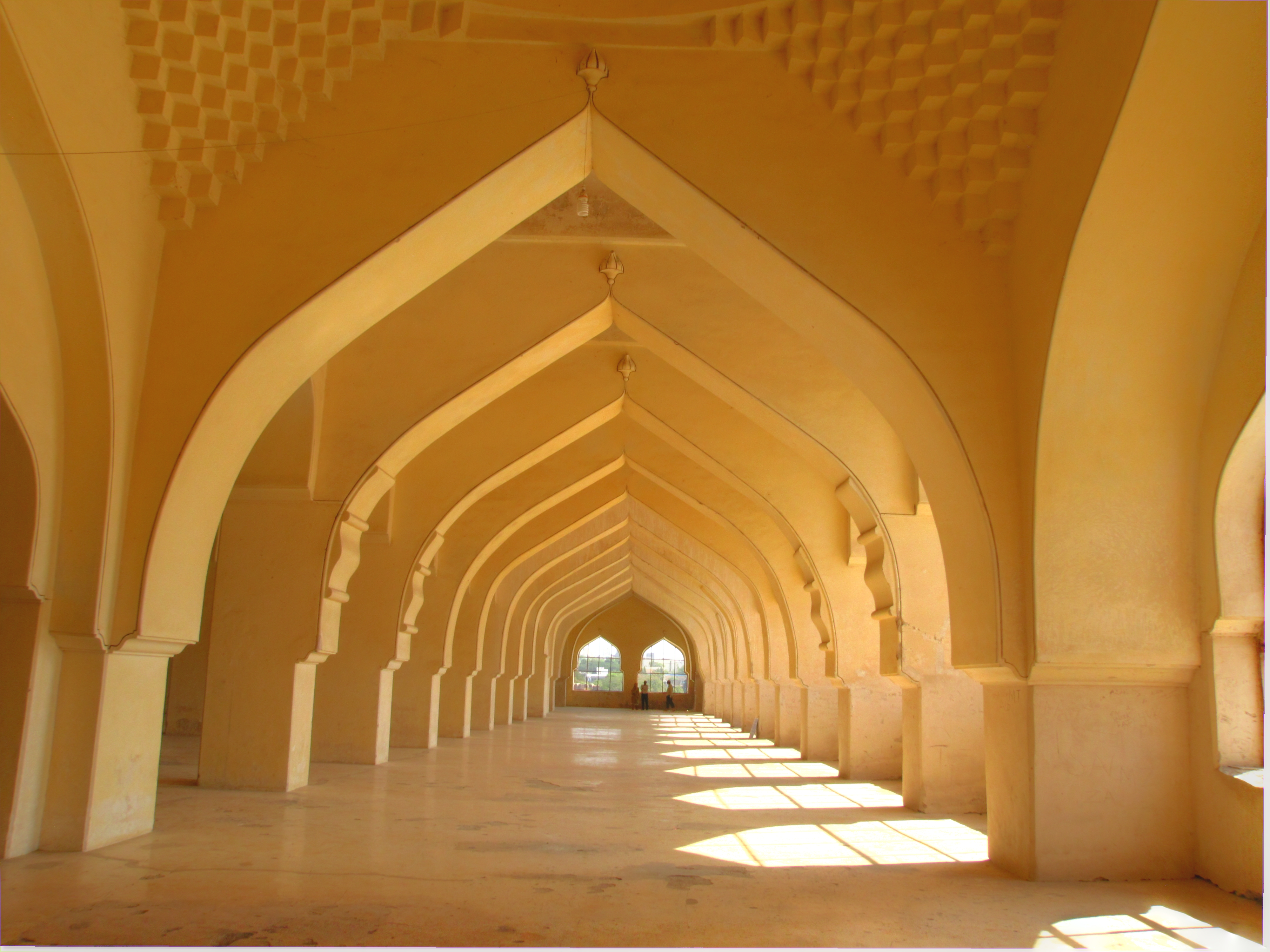
Arcos de la mezquita del Viernés (1367) de Kalaburagi de (Karnataka), ejemplo temprano de mezquita del Viernés en India y de la arquitectura bahmaní

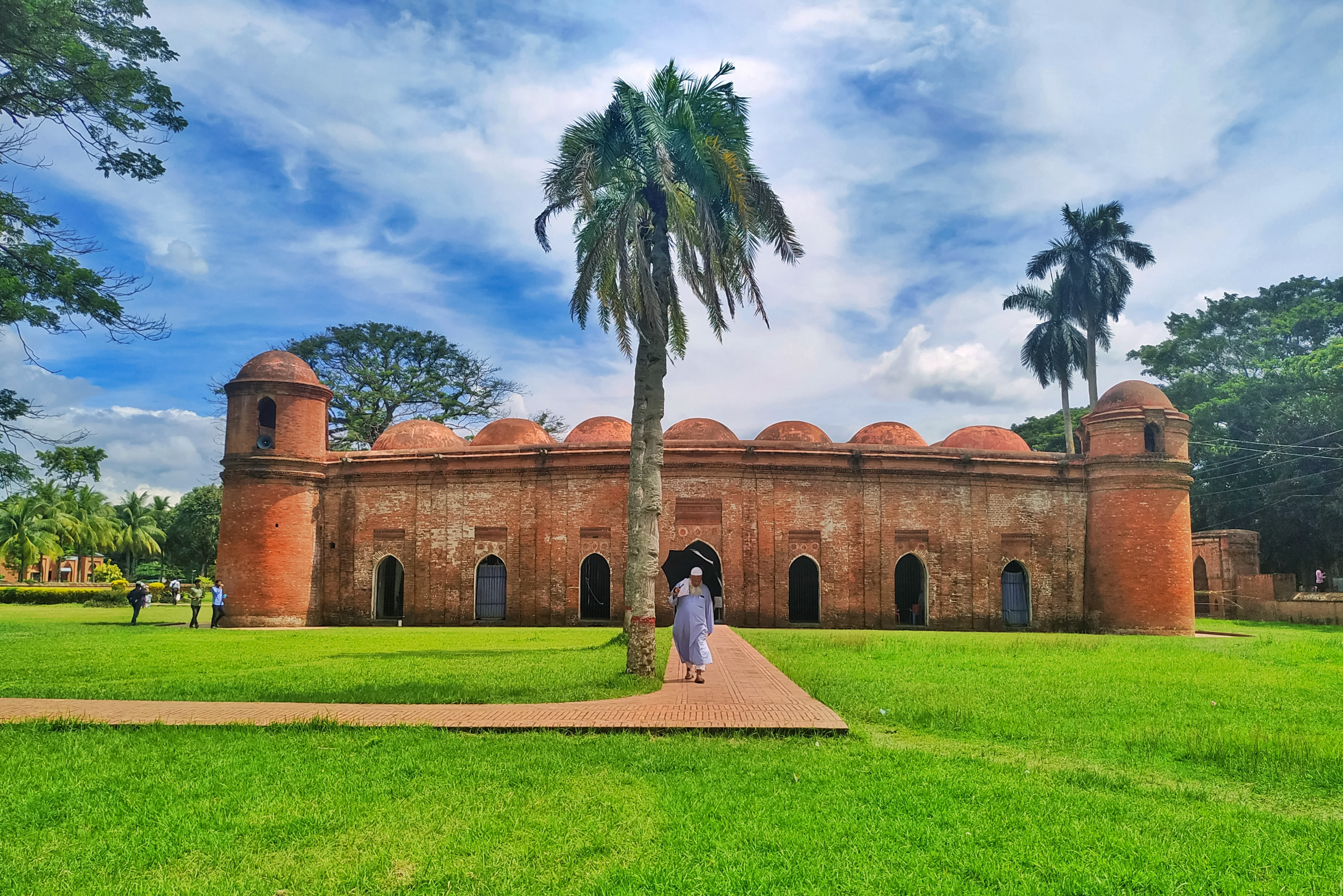
Mezquita de los Sesenta Pilares (s. XV) en Bagerhat, la mayor mezquita histórica de Bangladés

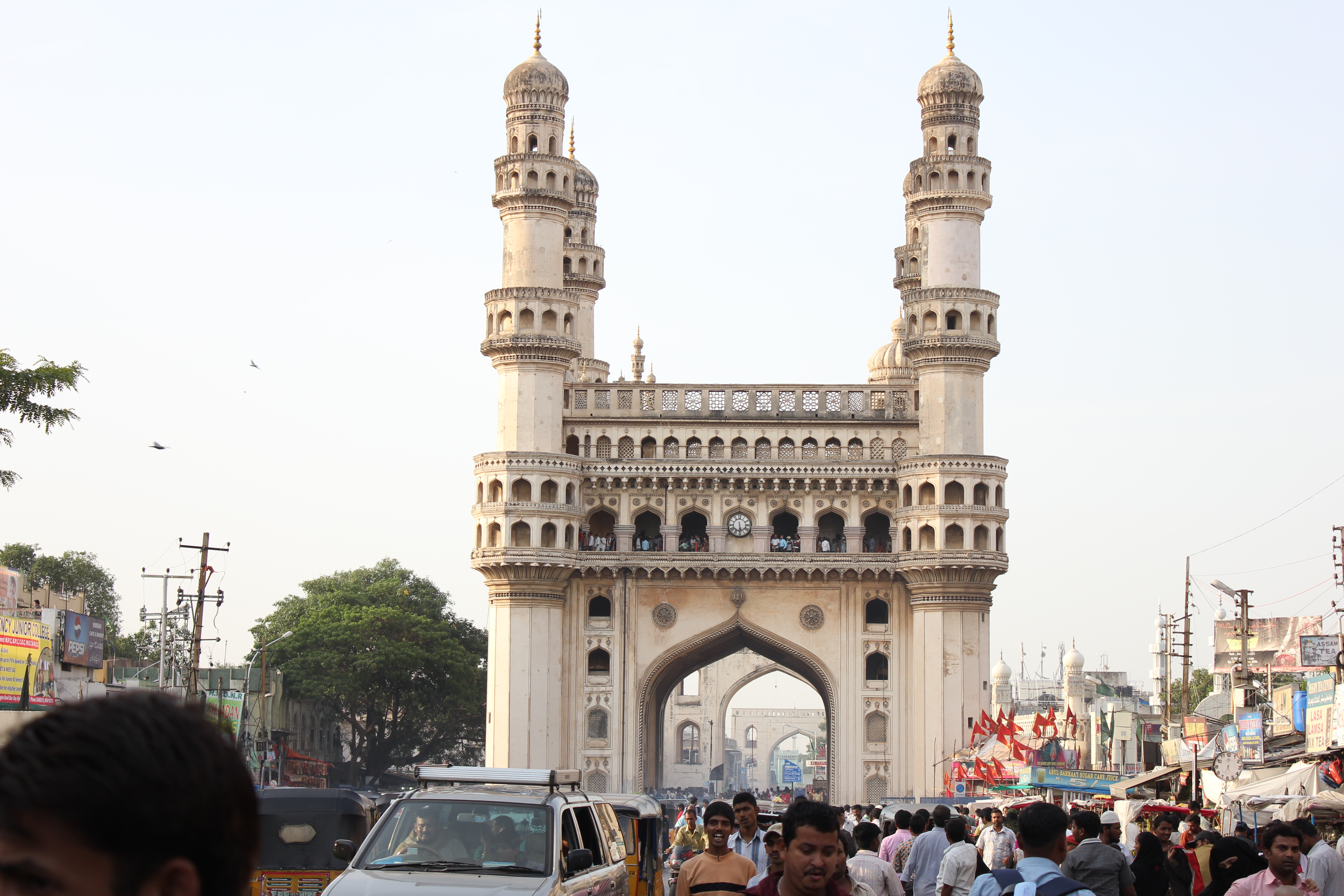
Charminar (1591) en la ciudad vieja de Hyderabad De los cuatro arcos emanan dos ejes que dividen la ciudad en cuatro, comparables al jardín del Edén de cuatro partes del Islam.

La arquitectura indoislámica es la arquitectura del subcontinente indio producida por y para patrocinadores y propósitos islámicos. A pesar de una presencia árabe inicial en Sindh, el desarrollo de la arquitectura indoislámica comenzó en serio con el establecimiento de Delhi como capital de la dinastía gúrida en 1193. Sucedió a los gúridas el Sultanato de Delhi, una serie de dinastías de Asia Central que consolidaron gran parte del norte de la India y, más tarde, el imperio mogol en el siglo XV. Ambas dinastías introdujeron la arquitectura y los estilos artísticos islámicos de Asia Occidental en el subcontinente indio.
Los tipos y formas de los grandes edificios que necesitaban las élites musulmanas, siendo las mezquitas y las tumbas los más comunes, eran muy diferentes de los construidos anteriormente en la India. Los exteriores de ambos estaban muy a menudo rematados por grandes cúpulas y hacían un uso extensivo de arcos. Ambas características apenas se utilizaron en la arquitectura de los templos hindúes y otros estilos indígenas de la India. Ambos tipos de edificios consisten esencialmente en un único gran espacio bajo una cúpula alta y evitan por completo la escultura figurativa tan importante para la arquitectura de los templos hindúes.
Inicialmente, los edificios islámicos adaptaron a sus propios diseños las habilidades de una fuerza laboral formada en tradiciones indias anteriores. A diferencia de la mayor parte del mundo islámico, donde tendía a predominar el ladrillo, la India contaba con constructores altamente cualificados y acostumbrados a producir mampostería de piedra de altísima calidad. Además de la arquitectura desarrollada en Delhi y centros destacados de la cultura mogol como Agra, Lahore y Allahabad, se desarrollaron una variedad de estilos regionales en los sultanatos de Bengala, Guyarat, Deccan, Jaunpur y Cachemira. En el período mogol, generalmente aceptado como el apogeo del estilo, aspectos del estilo islámico comenzaron a influir en la arquitectura hecha para los hindúes, e incluso los templos usaban arcos festoneados y, más tarde, cúpulas. Este fue especialmente el caso en la arquitectura palaciega. Tras el colapso del Imperio mogol, nababs regionales como los de Lucknow, Hyderabad y Mysore continuaron encargando y patrocinando la construcción de arquitectura de estilo mogol en los estados principescos.
La arquitectura indoislámica ha dejado un gran impacto en la arquitectura moderna india, paquistaní y bangladesí, como en el caso de su influencia en la arquitectura indo-sarracena del último Raj británico. Tanto los edificios seculares como los religiosos están influenciados por la arquitectura indoislámica.

Mausoleos indoislámicos (no mogoles)
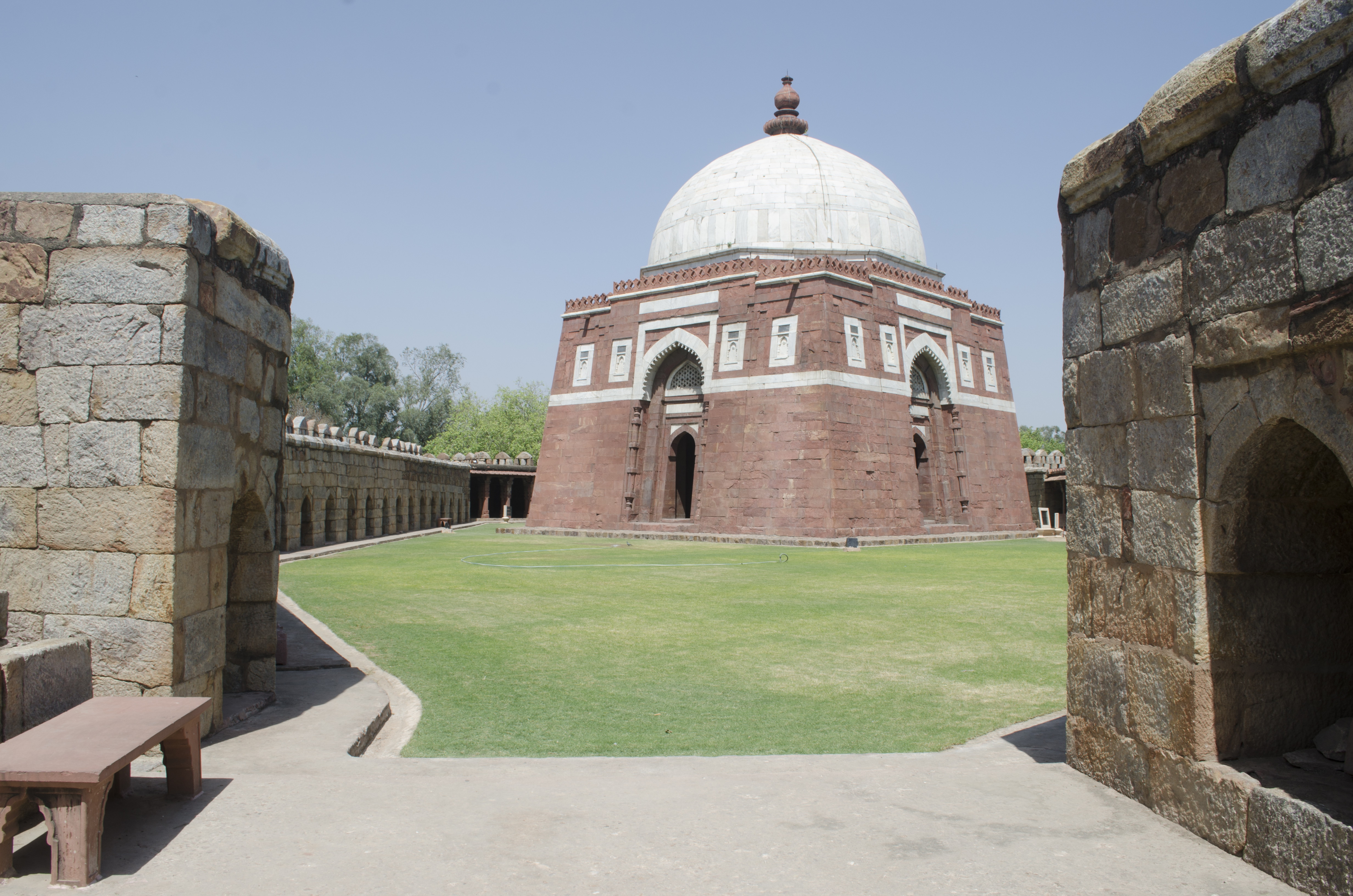
La tumba de Ghiyas-ud-Din (ca. 1325) en Delhi, es un ejemplo temprano de mausoleo indoislámico, una edificación cúbica con techo abovedado, paredes inclinadas y sobria decoración, muestra las características típicas del período Tughluq..
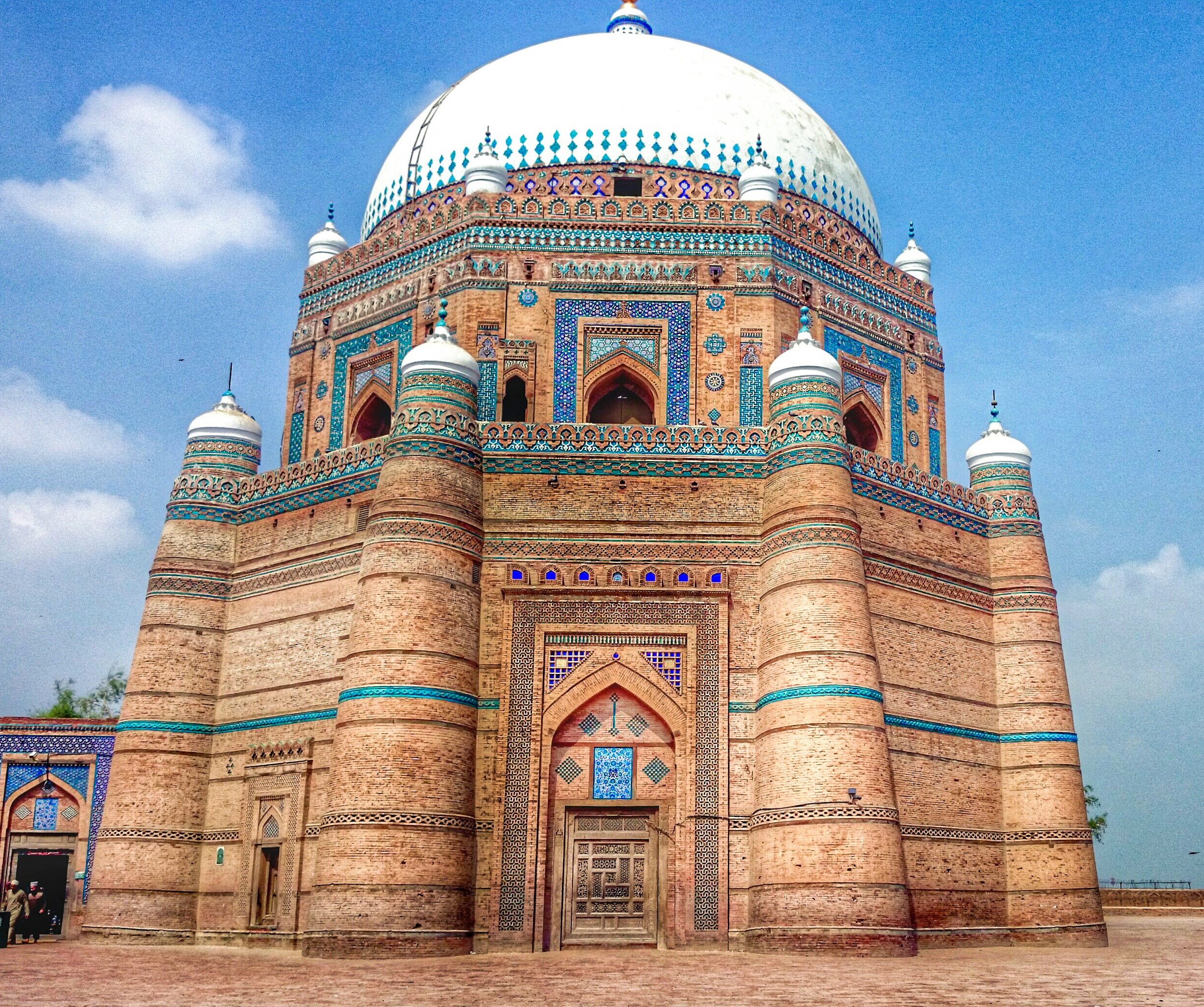
Tumba de Shah Rukn-e-Alam (construida entre 1320 y 1324) en Multan, Pakistán
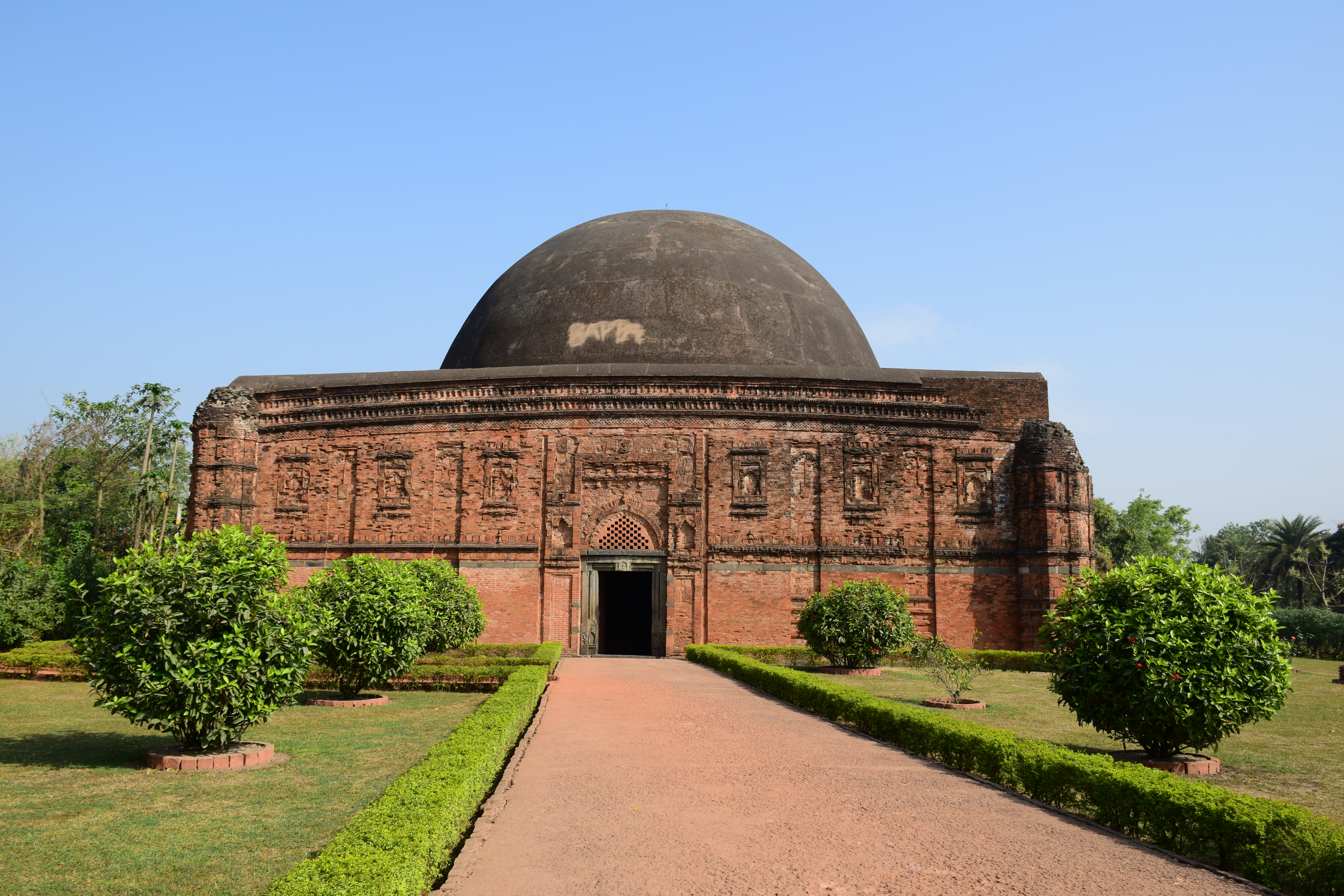
Mausoleo Eklakhi (principios del s. XV) en el sultanato de Bengala, con una única cúpula
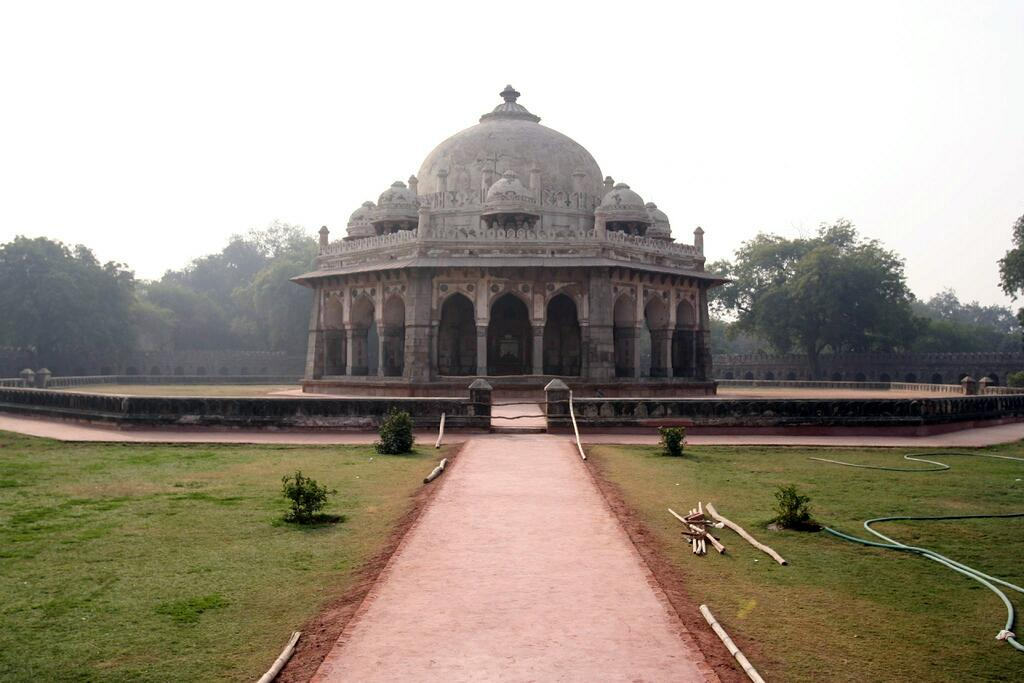
La tumba de Isa Khan (ca. 1548) en Delhi, ejemplo de mausoleo tardío en el sultanato. Son características la planta octogonal, la cúpula y la arcada circundante con cubierta en voladizo. La parte superior de loto de la cúpula y los chattris anticipan el estilo mogol posterior.
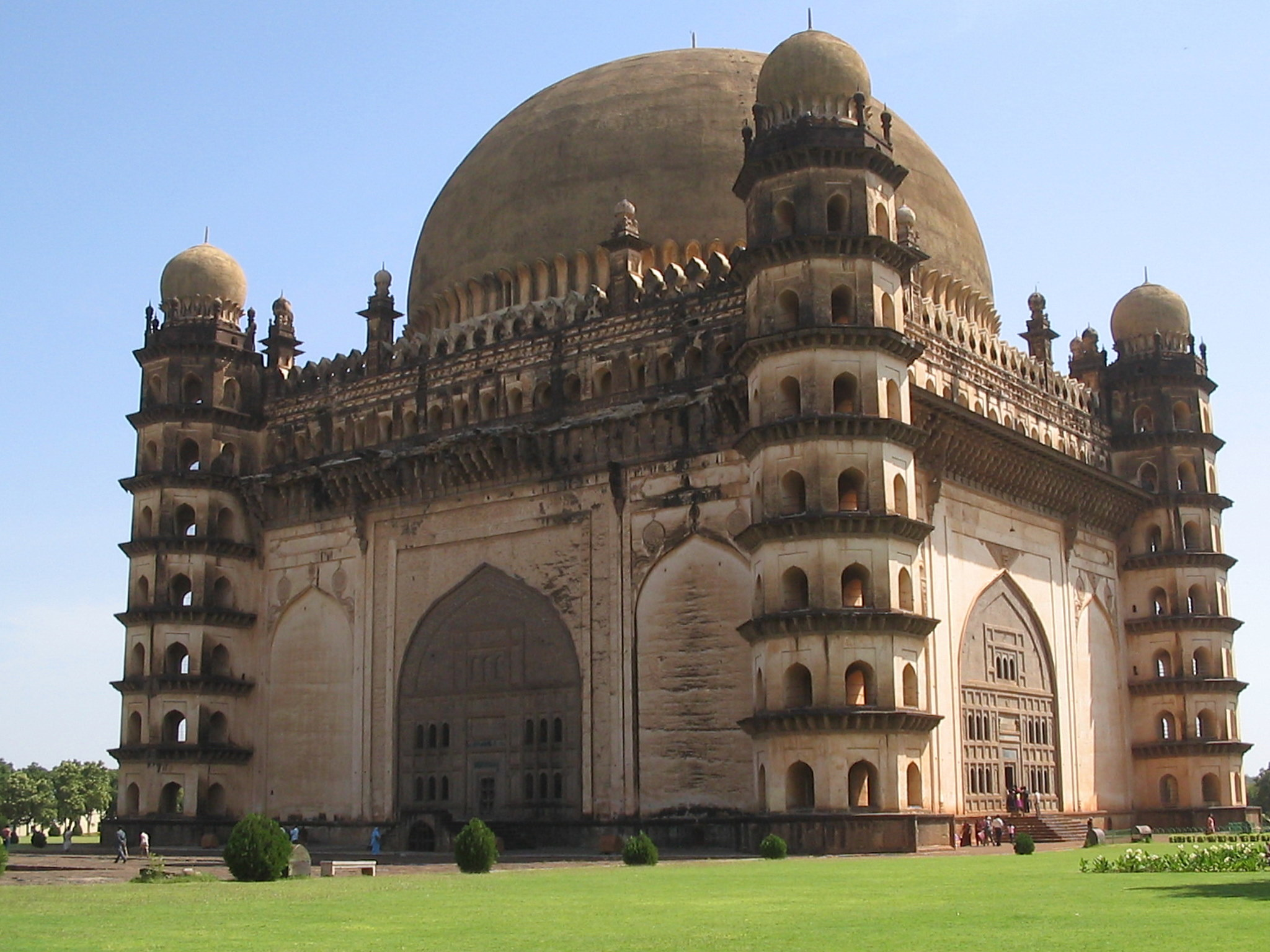
El mausoleo de Gol Gumbaz (fin. 1659), en el sultanato de Bijapur, tiene la cúpula premoderna mayor de India y la segunda del mundo (tras Santa Sofía en Estambul). Típica del estilo deccani tardío es la cúpula que se eleva desde un cáliz de flores y el techo sombreado sobresaliente. La corona almenada cuadrada también era común en las tumbas más antiguas del Decán

Mezquitas indoislámicas (no mogolas)
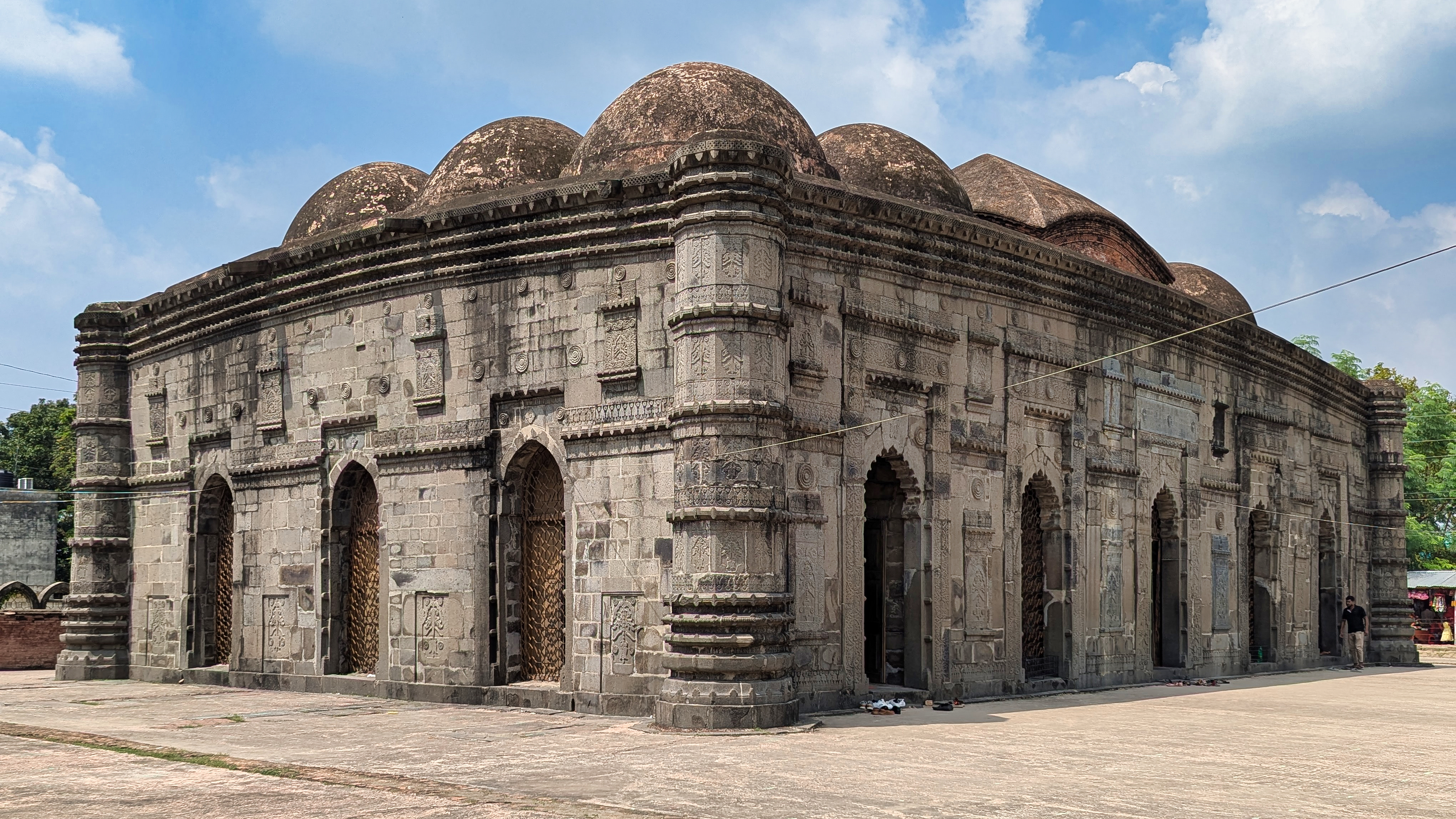
Choto Sona (lit., 'Pequeña mezquita dorada') (1493-1519), en el distrito de Chapai Nawabganj de Bangladés, obra del sultán de Bengala tiene doce cúpulas
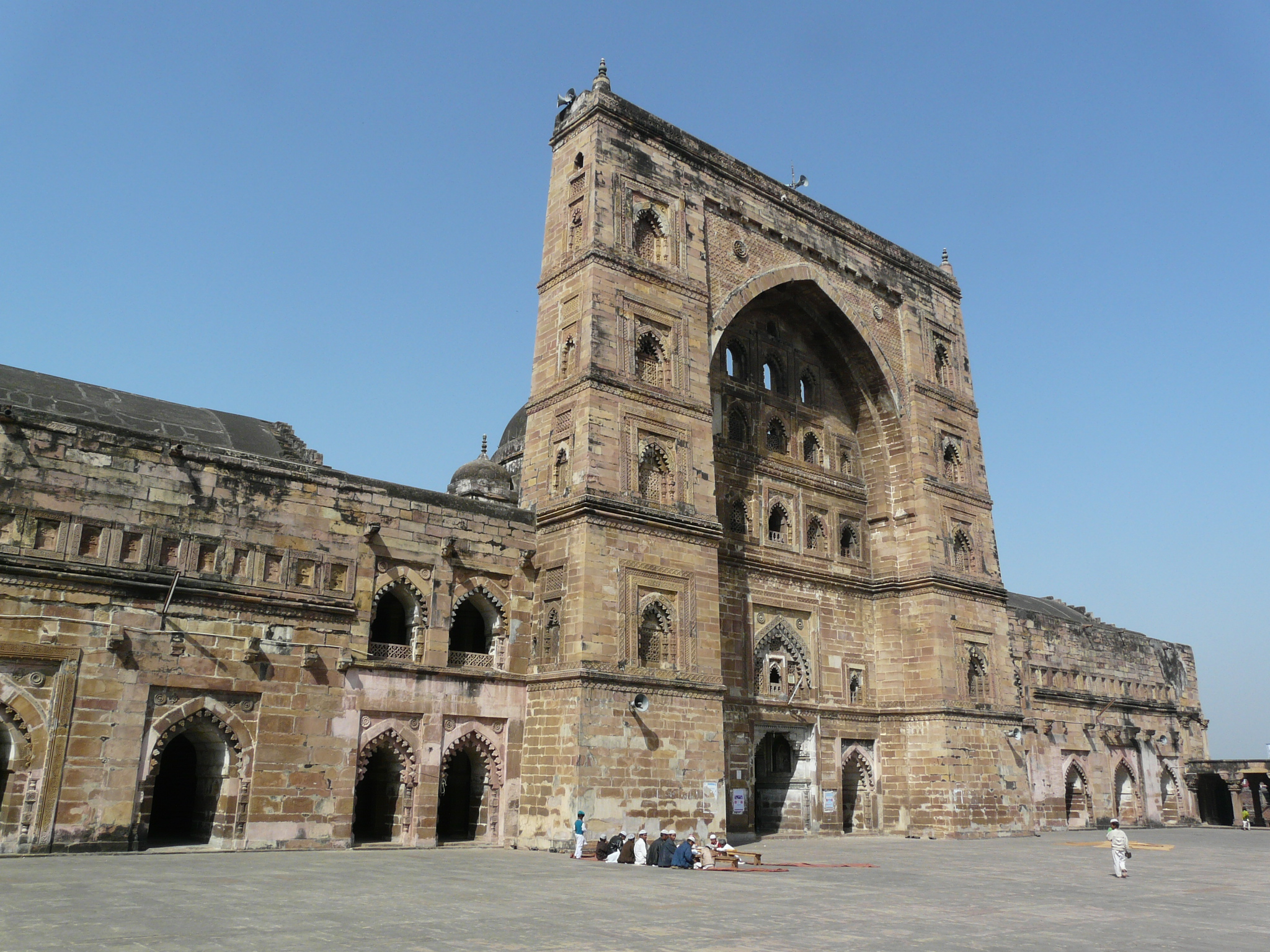
Arcada principal de la mezquita del Viernés (ca. 1470) en Jaunpur, ejemplo de arquitectura tughlaq y una de las mayores mezquitas del país
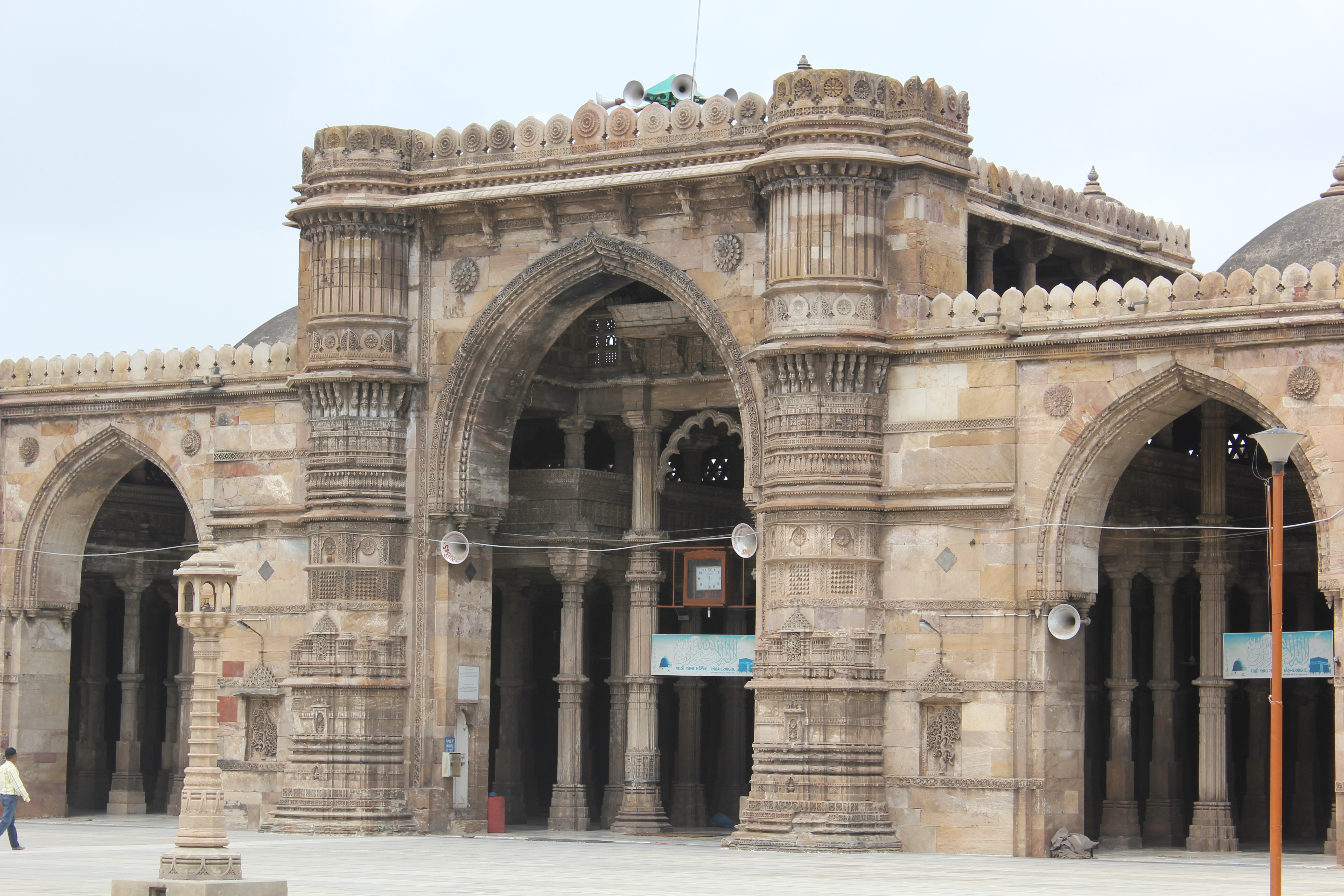
Mezquita del Viernés (1424-1470) en Ahmedabad, ejemplo de la arquitectura gujaratí. Perdió los dos minaretes, de los que quedan restos, en los terremotos de 1819 y 1956.
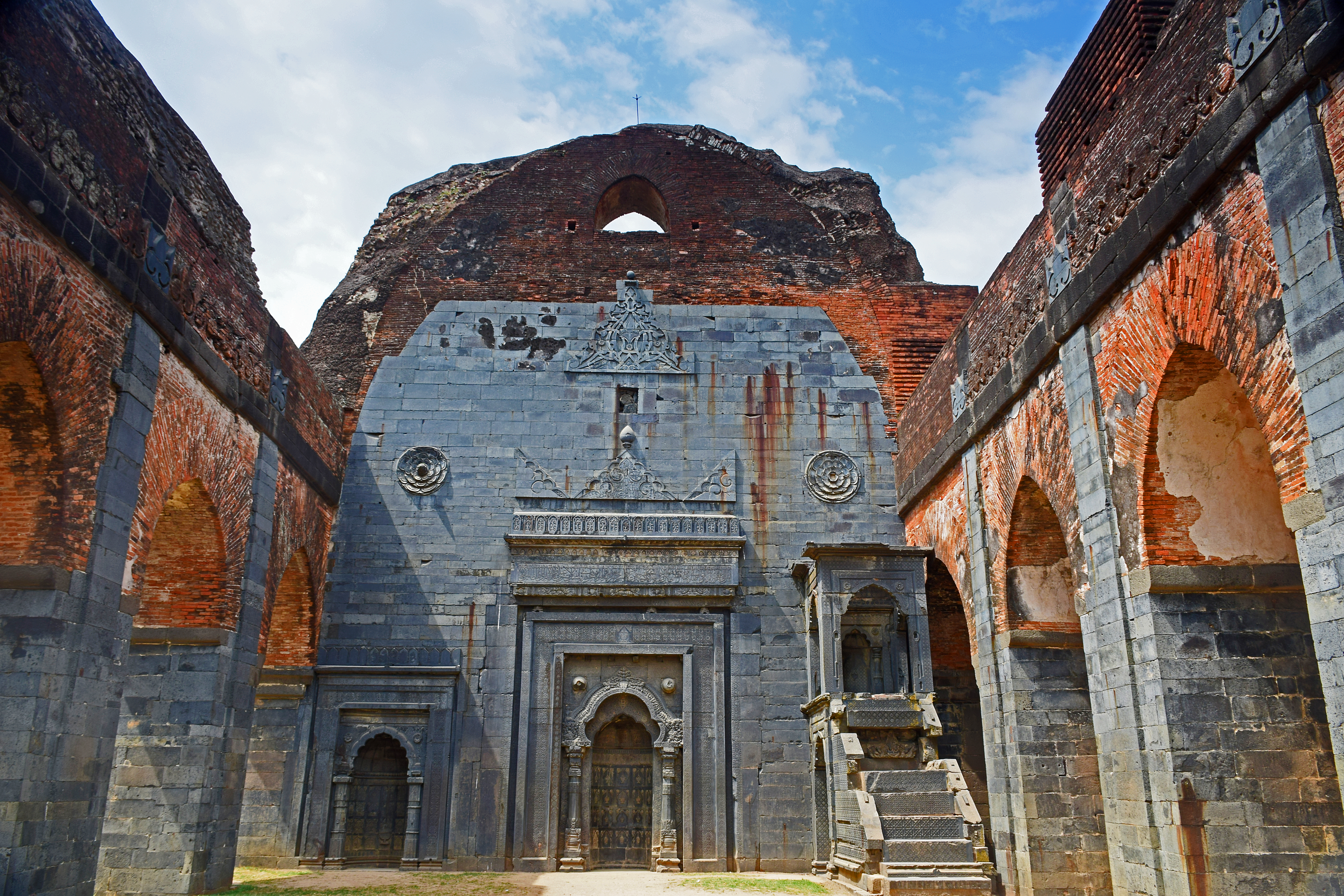
Ruinas de la mezquita de Adina (1373-1375) en  Firozabad, en el sultanato de Bengala, la mayor mezquita medieval del subcontinente indio
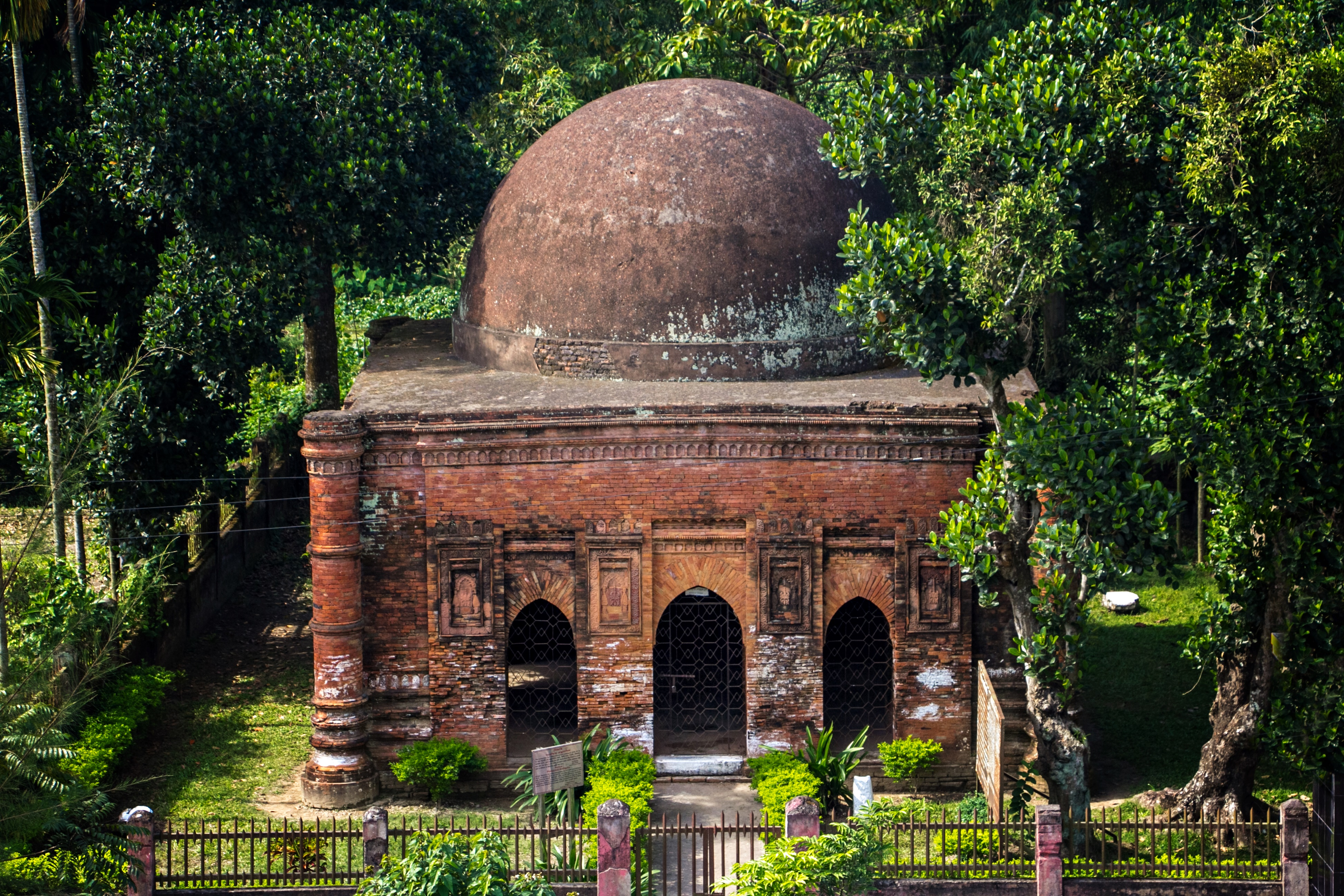
Mezquita Goaldi (fin. 1519), ejemplo de la mezquita bengalí de "cuadrado cerrado". Se distingue por una cámara de oración cúbica con torres en las esquinas y entradas por todos lados salvo por la qibla. Una única cúpula corona la mezquita; torretas nervadas adosadas definen las cuatro esquinas.

## Arquitectura del Sultanato de Delhi

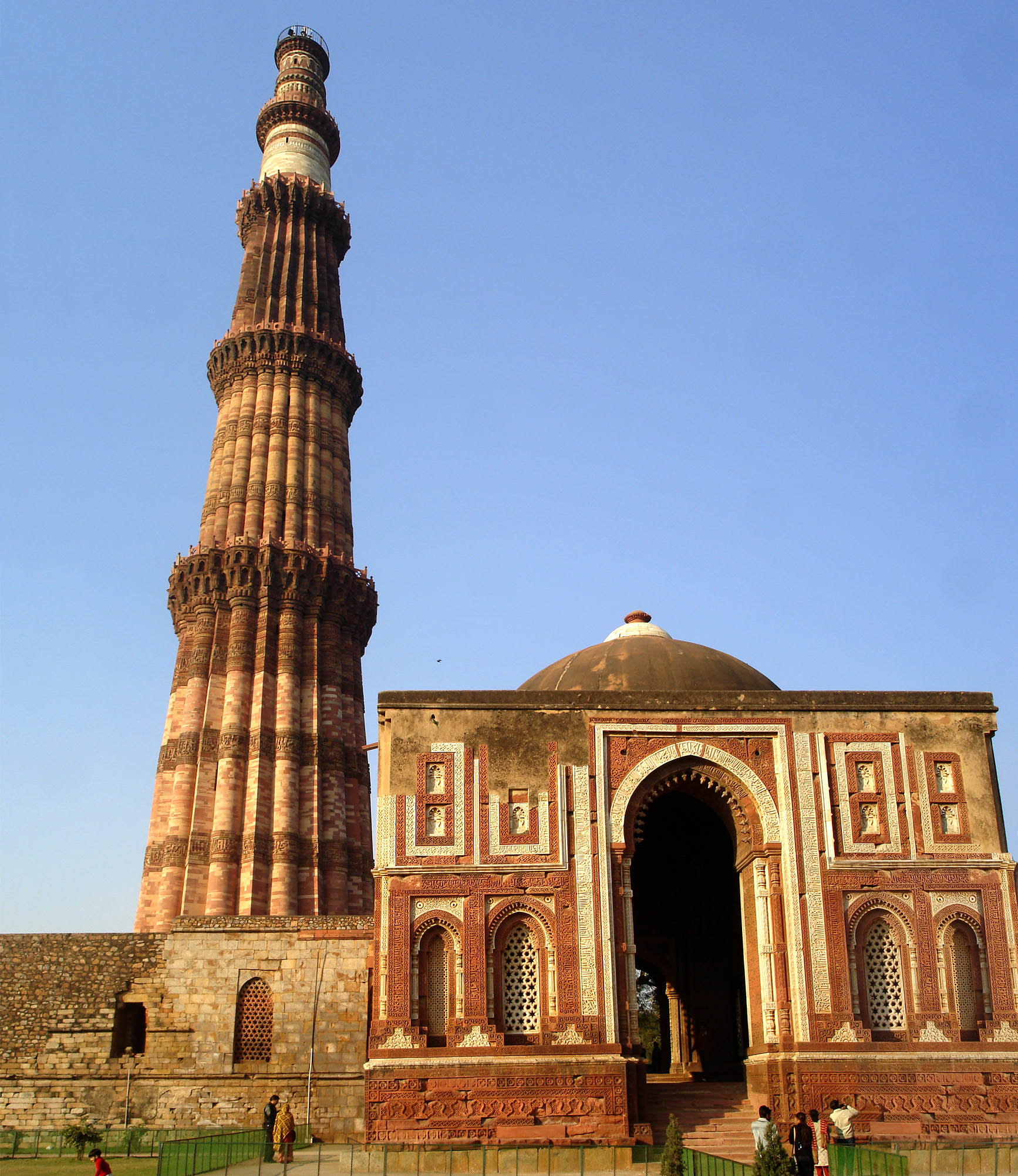
El Qutb Minar (izquierda, iniciado c. 1200) junto a la puerta de entrada de Alai Darwaza (1311); Complejo Qutb en Delhi

El ejemplo mejor conservado de mezquita de los comienzos del Islam en Asia del sur es la mezquita en ruinas de Banbhore en Sind, Pakistán, del año 727, de la que sólo se puede deducir el plano.
El inicio del Sultanato de Delhi en 1206 bajo Qutb ud-Din Aibak estableció un gran estado islámico en la India, utilizando estilos de Asia Central. El importante complejo Qutb en Delhi se inició bajo Muhammad de Gur, en 1199, y continuó bajo Qutb al-Din Aibak y sultanes posteriores. El complejo de Qutb, ahora en ruinas, fue la primera estructura. Al igual que otros edificios islámicos tempranos, reutilizó elementos como columnas de templos hindúes y jainistas destruidos, incluido uno en el mismo sitio cuya plataforma fue reutilizada. El estilo era iraní, pero los arcos todavía eran voladizos a la manera tradicional india.
A su lado se encuentra el altísimo Qutab Minar, un alminar o torre de la victoria, cuyos cuatro tramos originales alcanzan los 73 metros (con un tramo final añadido más tarde). Su punto de comparación más cercano es el minarete de Jam, de ladrillo de 62 metros, en Afganistán, de c. 1190, aproximadamente una década antes del probable comienzo de la torre de Delhi. Las superficies de ambos están elaboradamente decoradas con inscripciones y patrones geométricos. En Delhi, el eje está estriado con "magníficos soportes de estalactitas debajo de los balcones" en la parte superior de cada escenario. En general, los minaretes tardaron en utilizarse en la India y, a menudo, están separados de la mezquita principal.

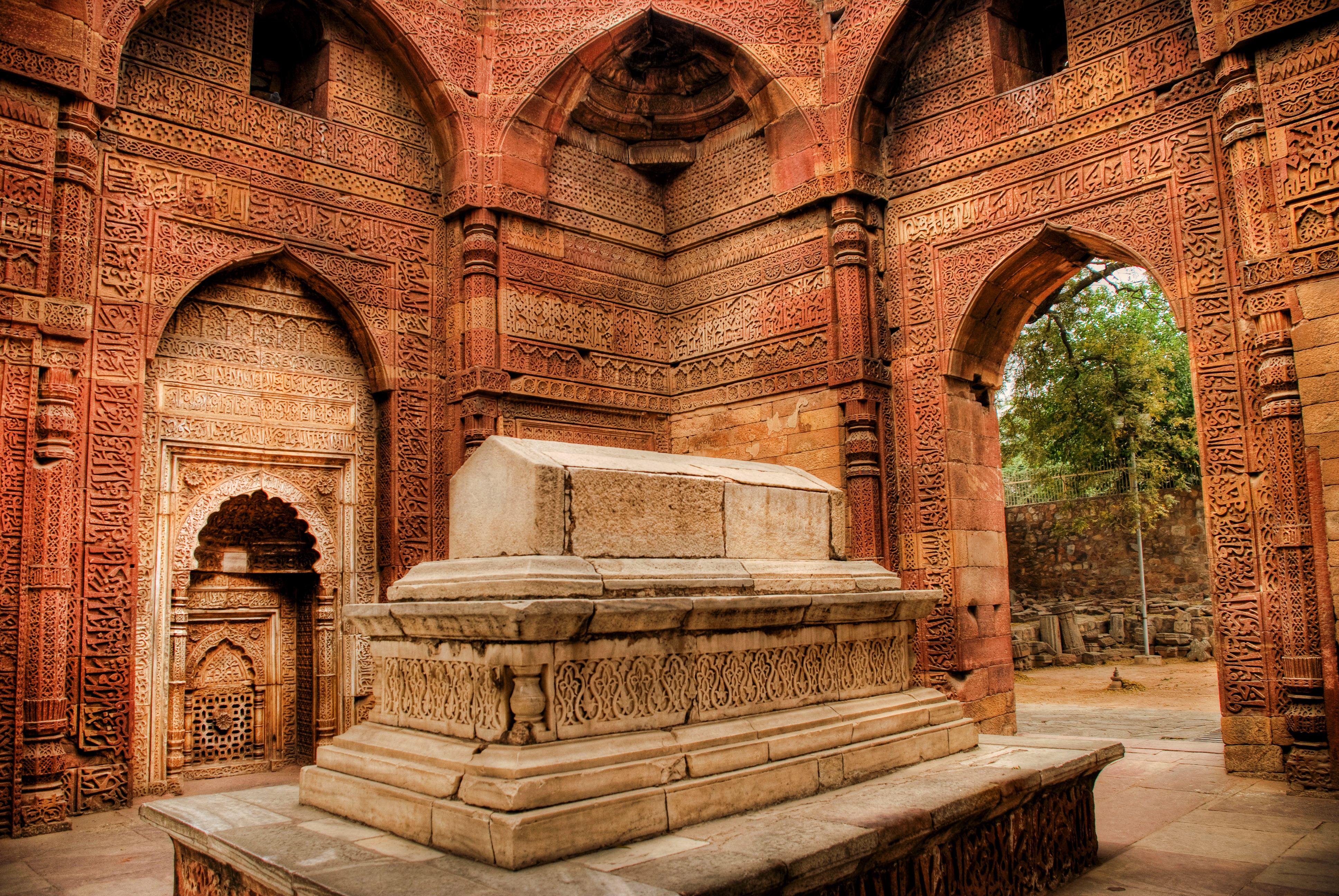
Mausoleo de Iltutmish, Delhi, hacia 1236, con arcos ménsulas

La Tumba de Iltutmish se añadió en 1236, ahora falta su cúpula, con las trompas nuevamente en voladizo, y los talladores que trabajaban en una tradición desconocida, se ha descrito que la intrincada talla tiene una "dureza angular". Se agregaron otros elementos al complejo durante los dos siglos siguientes.
Otra mezquita muy temprana, iniciada en la década de 1190, es la Adhai Din Ka Jhonpra en Ajmer, Rajasthan, construida para los mismos gobernantes de Delhi, nuevamente con arcos en voladizo y cúpulas. Aquí las columnas del templo hindú (y posiblemente algunas nuevas) están apiladas de tres en tres para lograr una altura extra. Ambas mezquitas tenían grandes mamparas independientes con arcos apuntados en ménsula añadidos delante de ellas, probablemente bajo Iltutmish un par de décadas después. En estos el arco central es más alto, a imitación de un iwán. En Ajmer, los arcos de pantalla más pequeños tienen tentativamente arco polilobulado, por primera vez en la India.
Hacia el año 1300 se estaban construyendo verdaderas cúpulas y arcos con dovelas, la tumba en ruinas de Balban (muerto en 1287) en Delhi puede haber sido la primera. La puerta de entrada Alai Darwaza en el complejo de Qutb, de 1311, todavía muestra un acercamiento cauteloso a la nueva tecnología, con paredes muy gruesas y una cúpula poco profunda, sólo visible desde cierta distancia o altura. Los atrevidos colores contrastantes de la mampostería, con arenisca roja y mármol blanco, introducen lo que se convertiría en una característica común de la arquitectura indoislámica, en sustitución de los azulejos policromados utilizados en Persia y Asia Central. Los arcos apuntados se juntan ligeramente en su base, dando un suave efecto de arco de herradura, y sus bordes internos no tienen cúspides sino que están revestidos con proyecciones convencionalizadas en forma de "punta de lanza", que posiblemente representan capullos de loto. Aquí se presentan los Jaali, mamparas de piedra calada, que ya se habían utilizado durante mucho tiempo en los templos.

### Arquitectura tughlaq

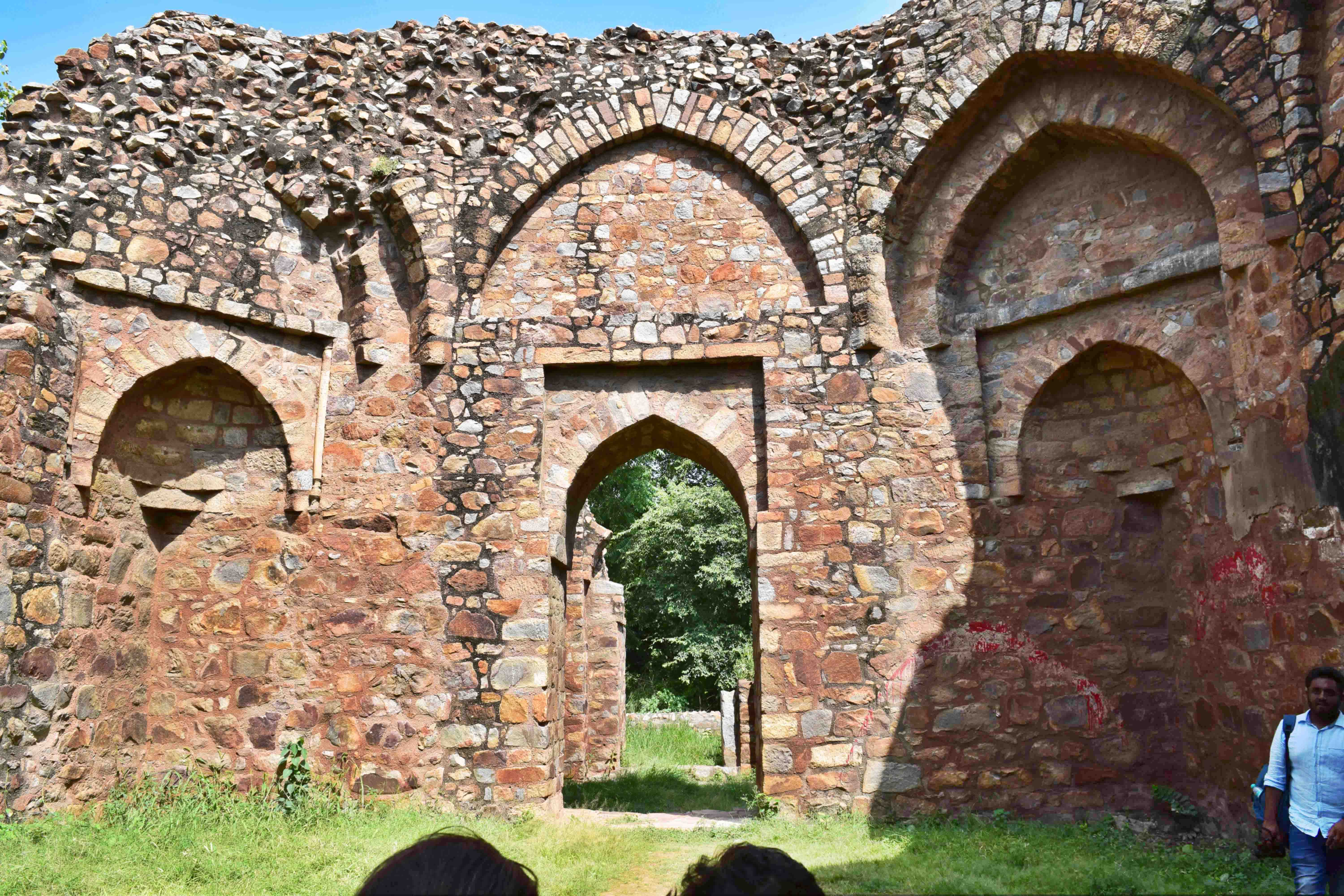
Posiblemente los primeros arcos verdaderos de la India; Tumba de Balban (m. 1287) en Delhi

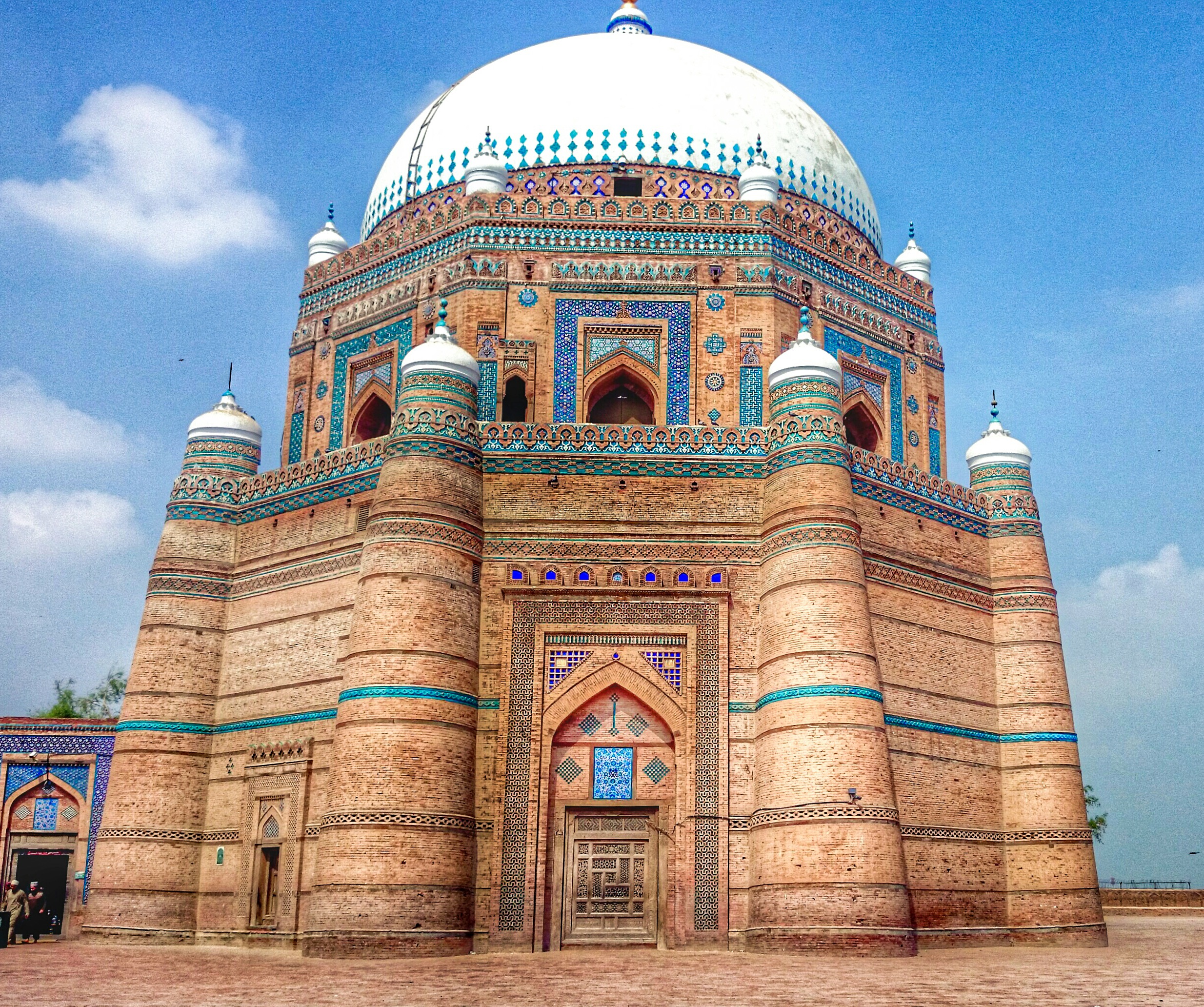
Tumba de Shah Rukn-e-Alam (1320-1324) en Multan (Pakistán), considerada uno de los tempranos ejemplos de la arquitectura tughlaq.

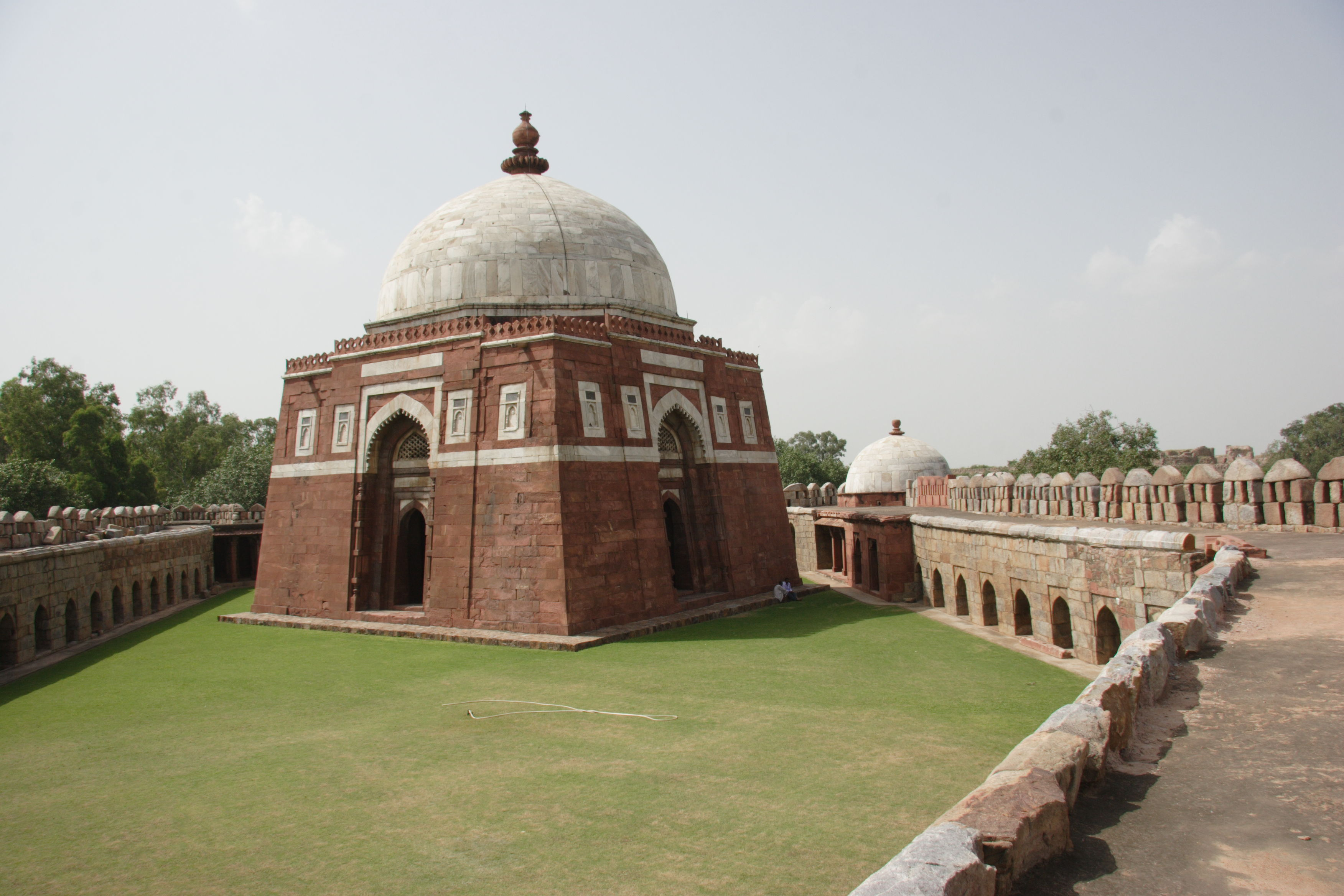
Tumba de Ghiyath al-Din Tughluq (m. 1325), en el fuerte Tughlaqabad, Tughlaqabad, Delhi

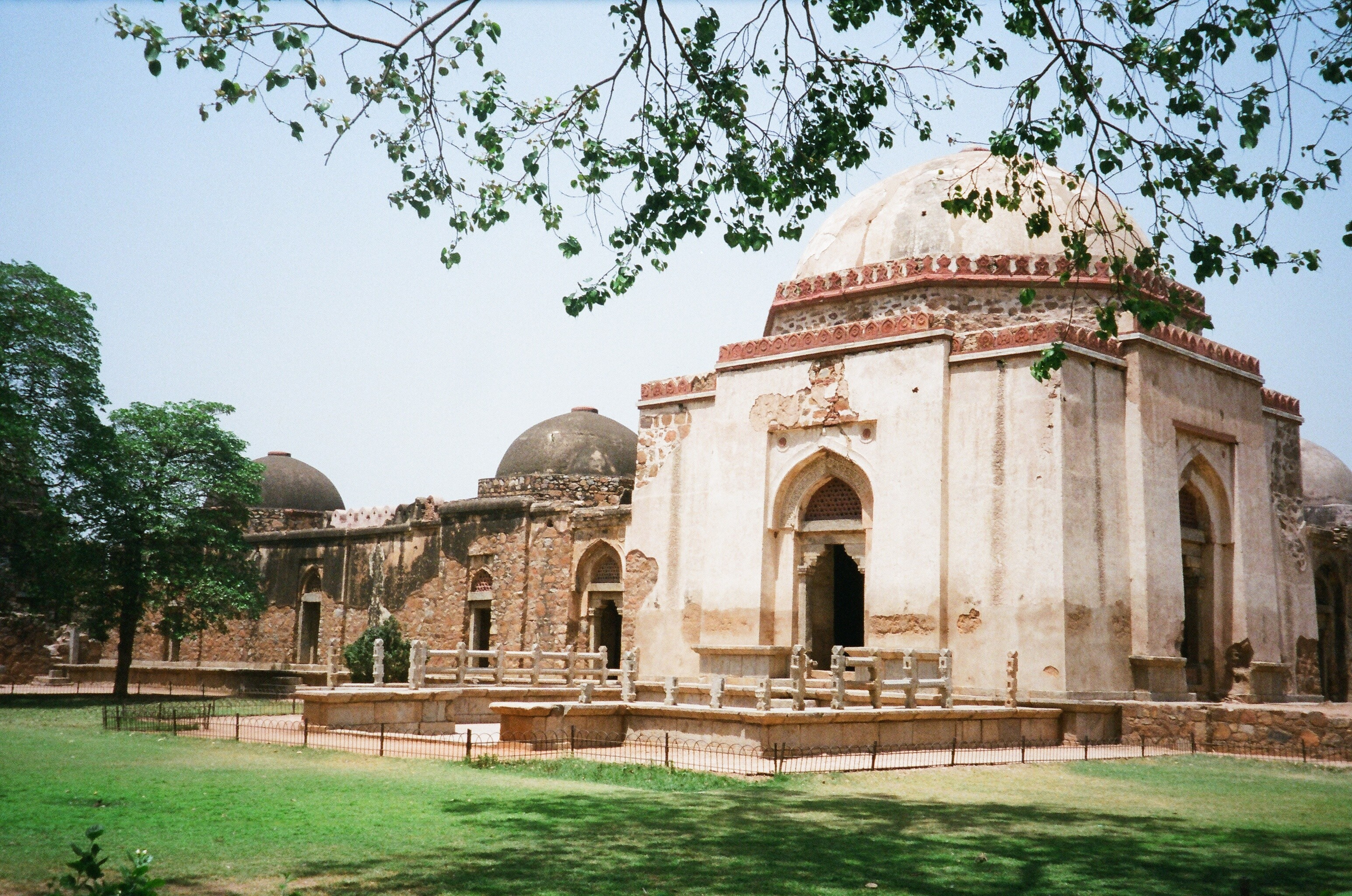
Tumba del sultán Firuz Shah Tughlaq con una madrassa adyacente, en el complejo Hauz Khas, Delhi.

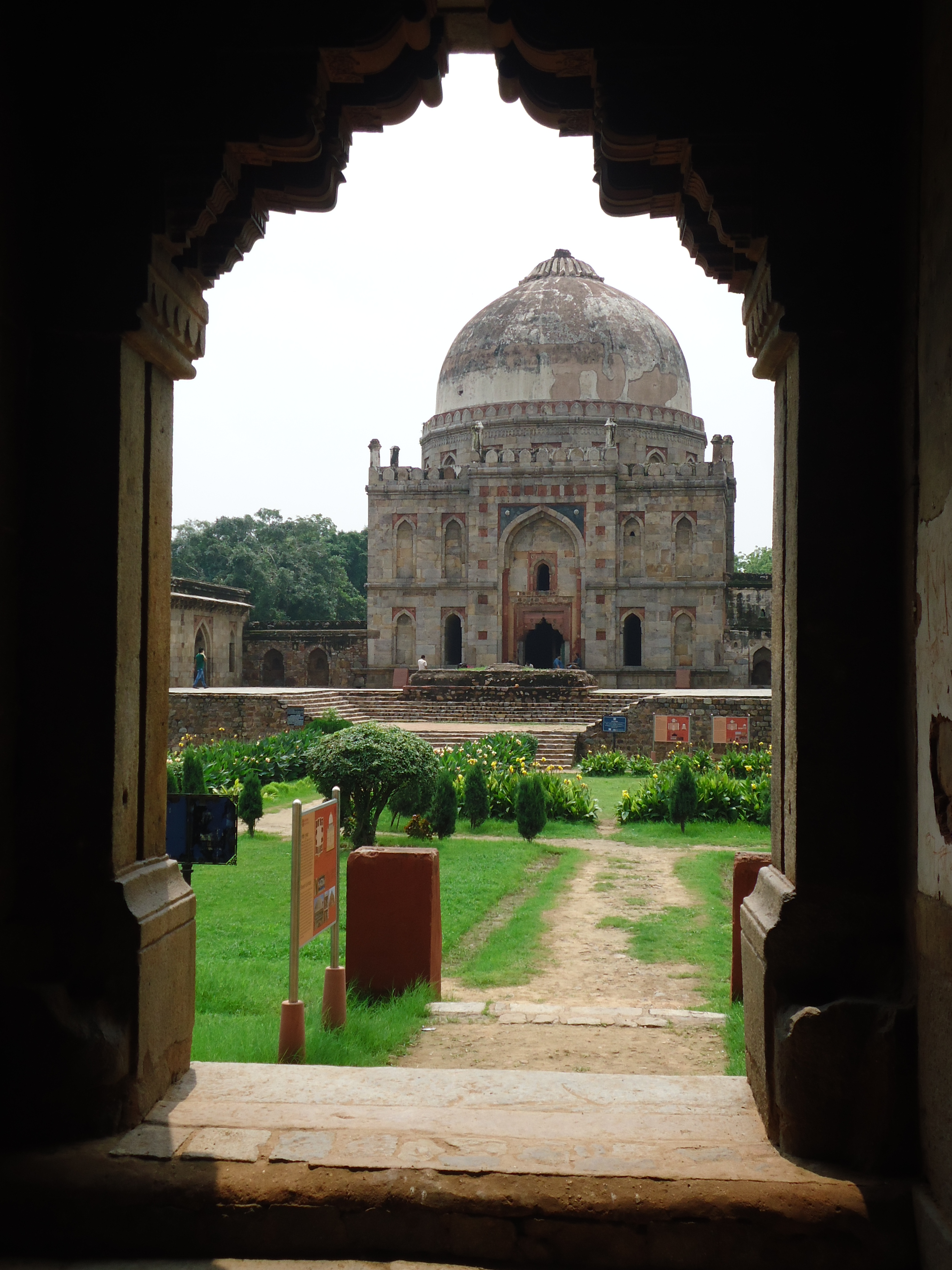
Tumba de Sikander Lodi en los jardines de Lodi, Delhi

Bajo la dinastía tughlaq (1321-1413), que pudo extender temporalmente la esfera de influencia del sultanato de Delhi hacia el sur y el este de la India, todos los edificios adquirieron características más austeras, similares a las de una fortaleza. Los elementos decorativos de influencia hindú desaparecieron casi por completo durante el período tughlaq. Sin embargo, ciertas características estructurales como los interiores estrechos de tipo cueva, los dinteles horizontales, las ménsulas y las construcciones de techos divididos en campos revelan que se siguieron utilizando artesanos hindúes para trabajos de construcción.
La tumba de Shah Rukn-e-Alam (construida entre 1320 y 1324) en Multán (Pakistán), fue su primer monumento importante. Es un gran mausoleo octogonal construido en ladrillo con decoración vidriada policromada y el uso de madera en el interior que sigue estando mucho más cerca de los estilos de Irán y Afganistán. Fue construido para un valí y no para un sultán, y como la mayoría de las tumbas tughlaq es mucho menos exuberante. La tumba del fundador de la dinastía, Ghiyath al-Din Tughluq (m. 1325) es aún más austera, pero impresionante; como un templo hindú, está rematado con un pequeño amalaka y un fastigio redondo como un kalasha. A diferencia de los edificios mencionados anteriormente, carece por completo de textos tallados y se asienta en un recinto con altos muros y almenas. Ambas tumbas tienen paredes externas ligeramente inclinadas hacia adentro, de 25° en la tumba de Delhi, como muchas fortificaciones, incluido el fuerte en ruinas de Tughlaqabad frente a la tumba, destinado a ser la nueva capital.
Los tughlaq tenían un cuerpo de arquitectos y constructores gubernamentales, y en éste y otros cargos emplearon a muchos hindúes. Dejaron muchos edificios y un estilo dinástico estandarizado. Se dice que el tercer sultán, Firuz Shah (r. 1351-1388), que fue el gobernante que más reinó y el mayor constructor de la dinastía, diseñaba él mismo los edificios. Su complejo del palacio Firoz Shah (iniciado en 1354) en Hisar, Haryana es ahora una ruina, aunque algunas partes están en buenas condiciones. Algunos edificios de su reinado adoptan formas que eran raras o desconocidas en los edificios islámicos. Fue enterrado en el gran Complejo Hauz Khas en Delhi, con muchos otros edificios de su época y del Sultanato posterior, incluidos varios pequeños pabellones con cúpulas sostenidos únicamente por columnas.
Los edificios para las nuevas mezquitas importantes se construyeron principalmente durante el reinado de Firuz Shah. La mezquita Begumpur, en Delhi, representa el estilo del período tughlaq. Con su patio rectangular rodeado de arcadas, está clasificada estructuralmente como una típica mezquita con patio indoislámico. En el lado oeste, frente a La Meca, se encuentra la maqsurah, diseñada como una arcada, cuyo arco central forma un portal saliente y dominante (pishtaq), que se eleva tan alto que la cúpula detrás de él permanece invisible. El arco del pishtaq tiene un profundo vano, creando un nicho arqueado muy hundido (iwan o liwan). Un arco mucho más pequeño en la pared trasera del iwán forma el portal real. Aquí se evidencian influencias de la arquitectura de Asia Central. A ambos lados del pishtaq hay dos minaretes que, como sus predecesores, se estrechan hasta formar un cono. Los arcos apuntados de las arcadas del patio (riwaq) son más planos que los arcos apuntados y de quilla habituales anteriormente (se parecen a los arcos Tudor de la arquitectura europea). La mezquita Khirki (1351-1354) de Delhi, por otro lado, rompe con la estructura tradicional de la mezquita con patio, ya que está dividida en cuatro secciones de edificios cubiertos, cada una de las cuales tiene su propio patio. Su aspecto exterior de ciudadela se debe a las enormes torres de las esquinas, la alta subestructura y los muros de piedra de mampostería en gran parte sin adornos, que originalmente estaban enlucidos.
Después de la muerte de Firoz, los tughlaq declinaron y las siguientes dinastías de Delhi fueron débiles. Aunque la arquitectura representativa de Delhi quedó temporalmente paralizada tras la conquista y el saqueo de la ciudad por parte del conquistador mongol Timur en 1398, para entonces, la arquitectura islámica ya había adoptado algunas características de la arquitectura india anterior, como el uso de un pedestal alto, y, a menudo, molduras alrededor de sus bordes, así como columnas, ménsulas y salas hipóstilas.  La mayoría de los edificios monumentales construidos fueron tumbas.
El estilo de mezquita establecido por la mezquita de Begumpur encontró una continuación monumental en Jaunpur (Uttar Pradesh, norte de la India) como el llamado estilo provincial. La mezquita de Atala, construida a principios del siglo XV, y la mezquita del Viernes (Jama Masjid), de mayor tamaño, construida alrededor de 1470, se caracterizan por un pishtaq particularmente alto, con paredes ligeramente inclinadas, que es más del doble de alto que la maqsurah. Oculta por completo la cúpula que hay detrás. Hileras de arcos atraviesan la pared trasera de varios pisos del iwan. Las consolas en voladizo de las arcadas del patio con techo plano, así como la decoración escultórica de la fachada, sugieren influencias hindúes.
Los impresionantes jardines de Lodi en Delhi (adornados con fuentes, jardines chahar rbagh, estanques, tumbas y mezquitas) fueron construidos a finales de la dinastía. La arquitectura de otros estados musulmanes regionales fue a menudo más impresionante.

Mezquitas del periodo tughlaq
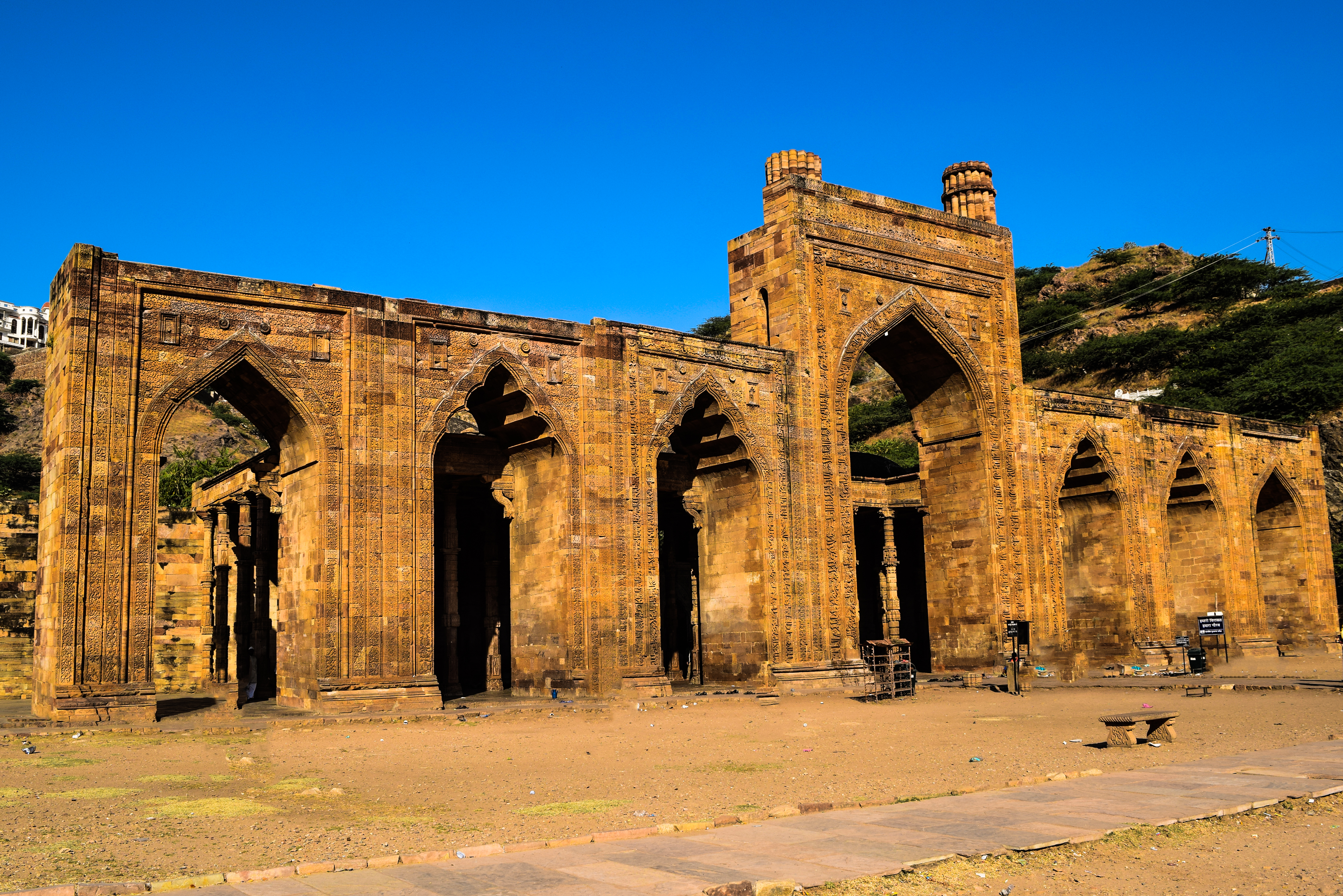
Frente de la mezquita Adhai Din Ka Jhonpra, Ajmer, c. 1229; arcos ménsulas, algunos rematados.
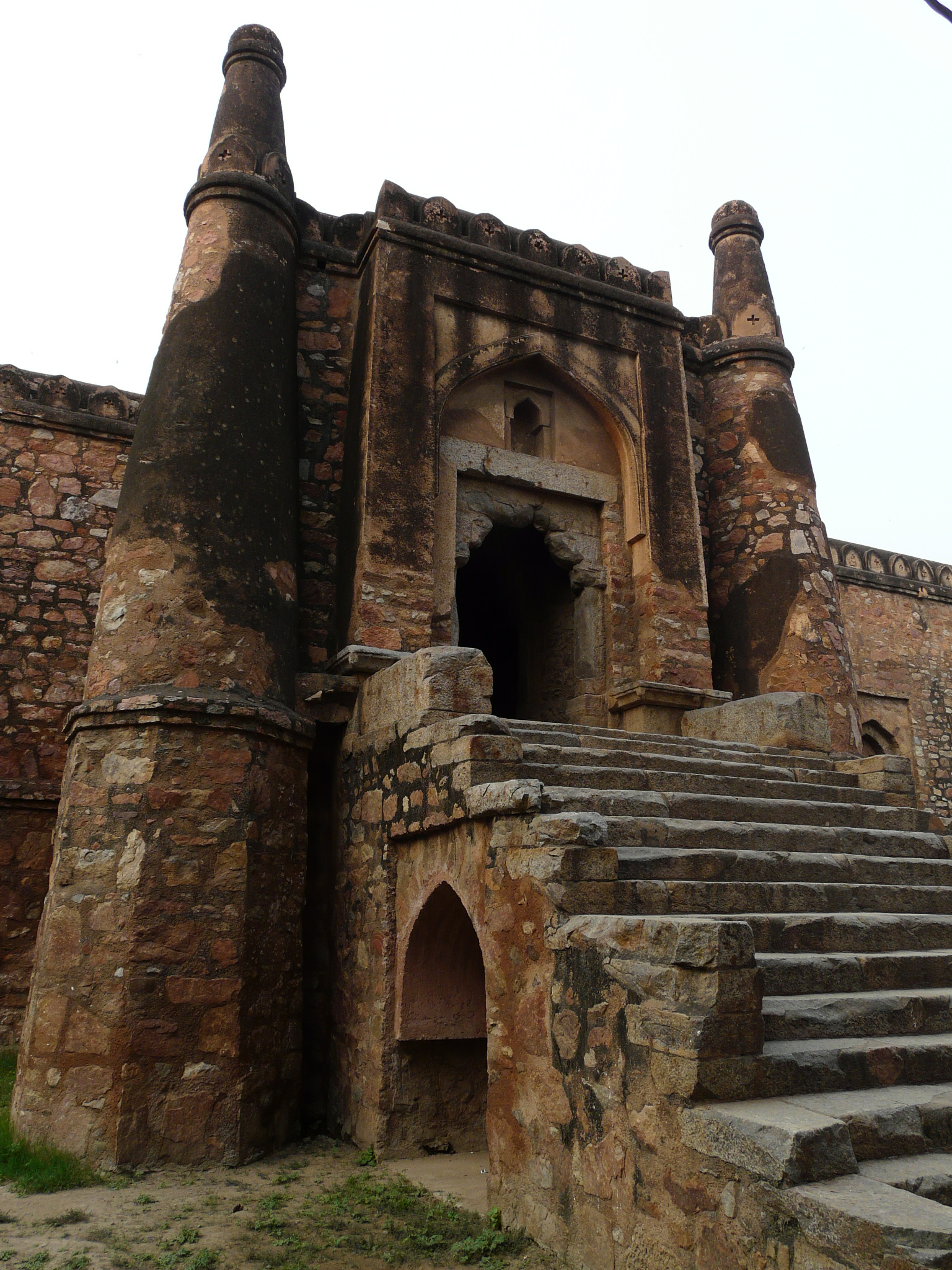
Entrada principal meridional de la mezquita Khirki de Delhi (1351-1354).
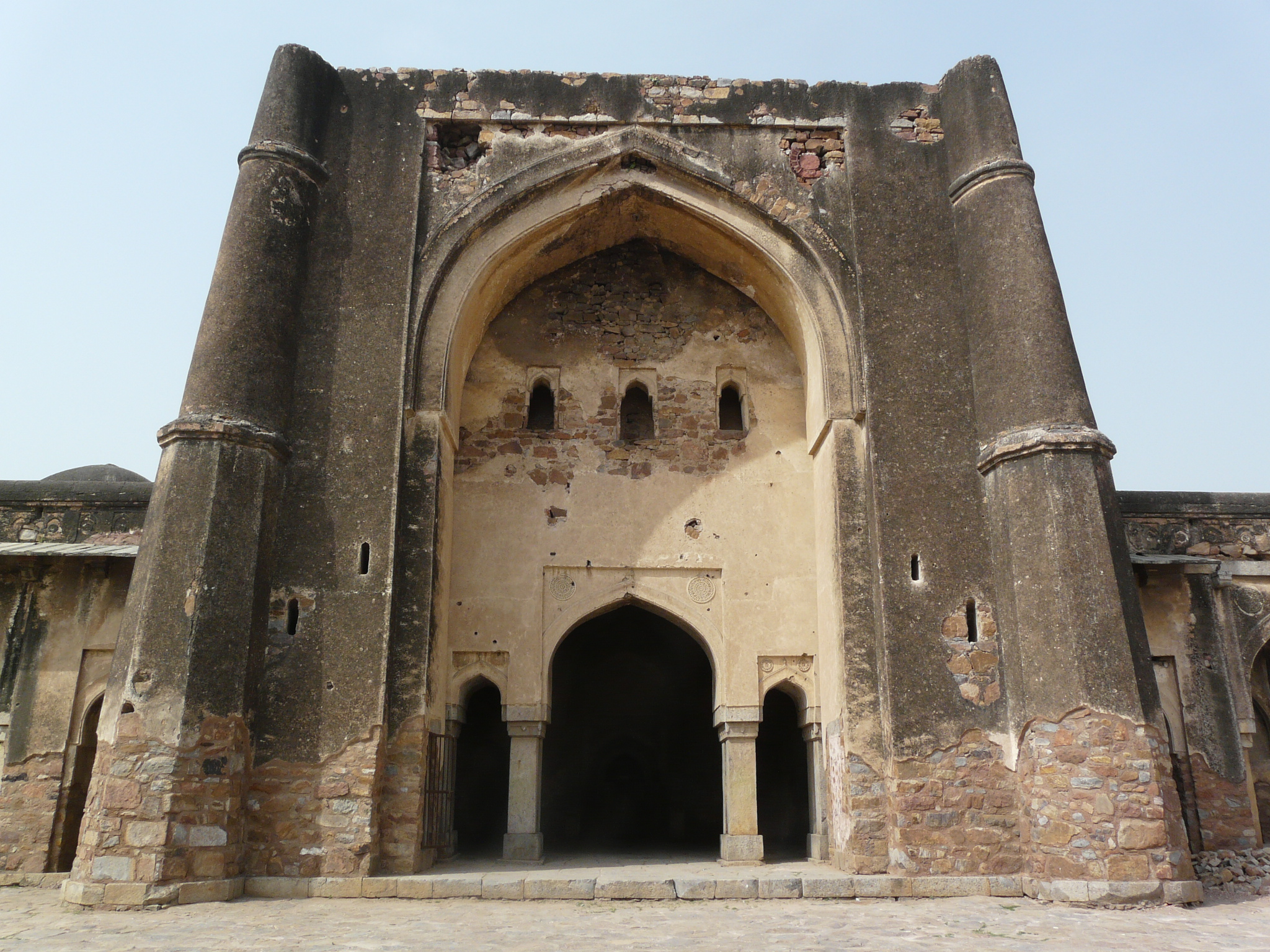
La mezquita Begumpur (ca. 1375-1380), en Delhi, representativa del estilo del período tughlaq
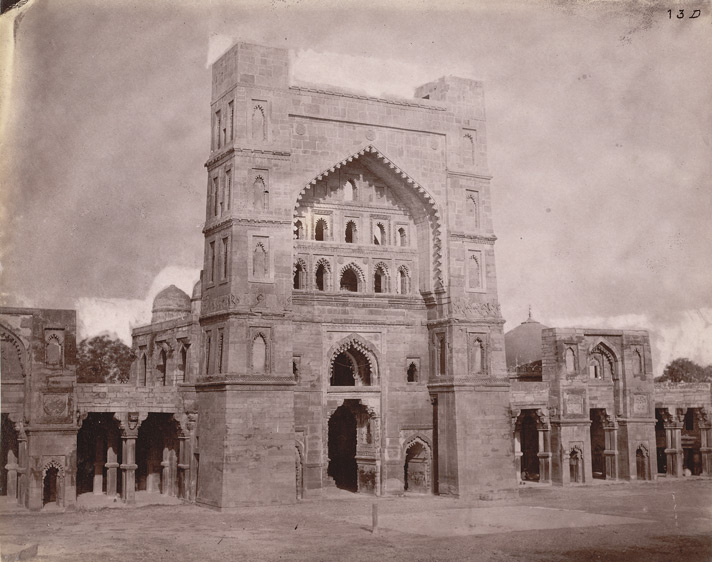
La mezquita Atala (terminada en 1408), con su alto pishtaq que cubre la cúpula detrás de ella, representa el estilo provincial de Jaunpur (Uttar Pradesh, norte de la India), desarrollado a partir del estilo tughlaq.
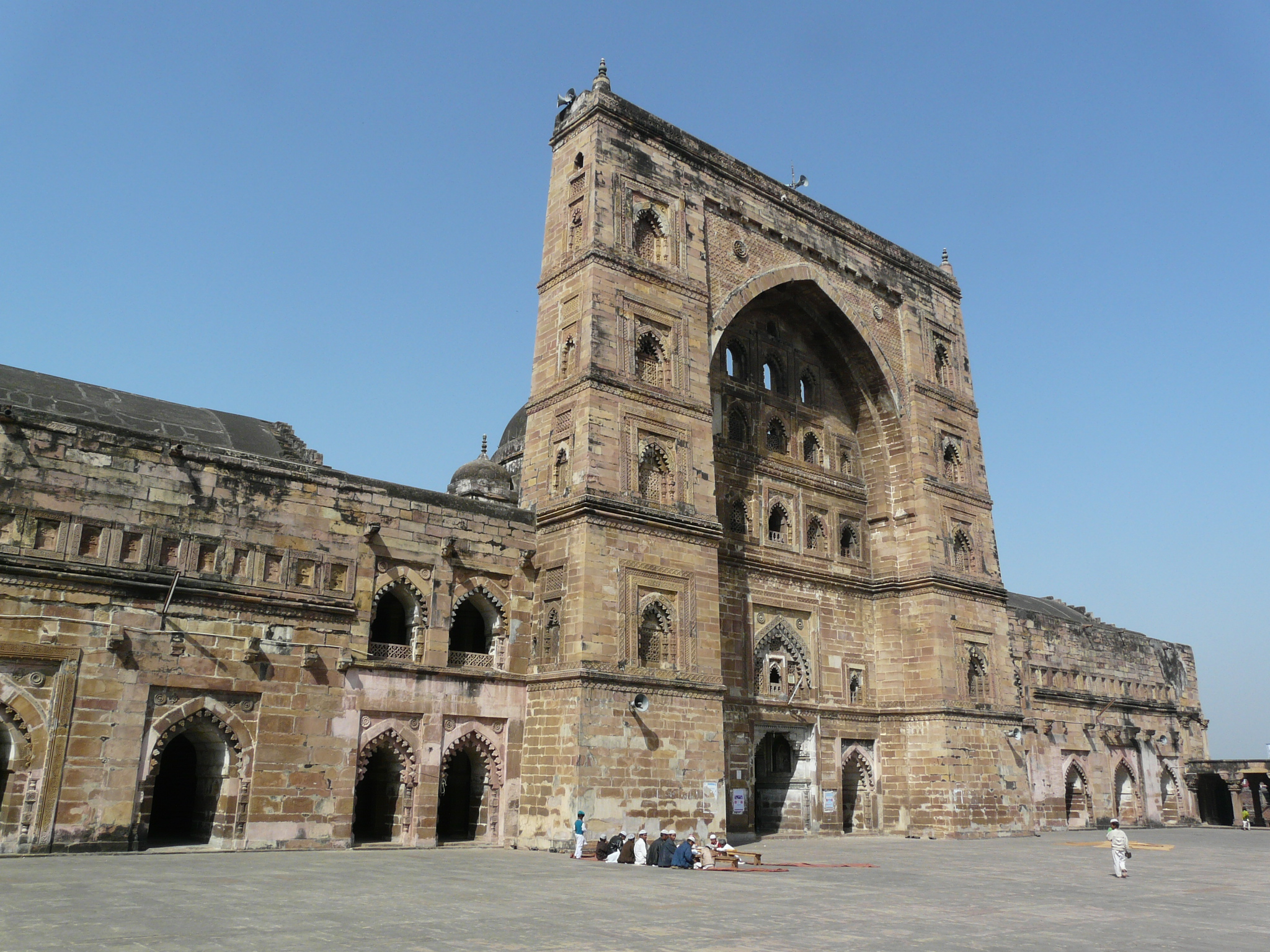
Fachada principal con arcadas de la  mezquita del Viernes en Jaunpur (finalizada en 1470)

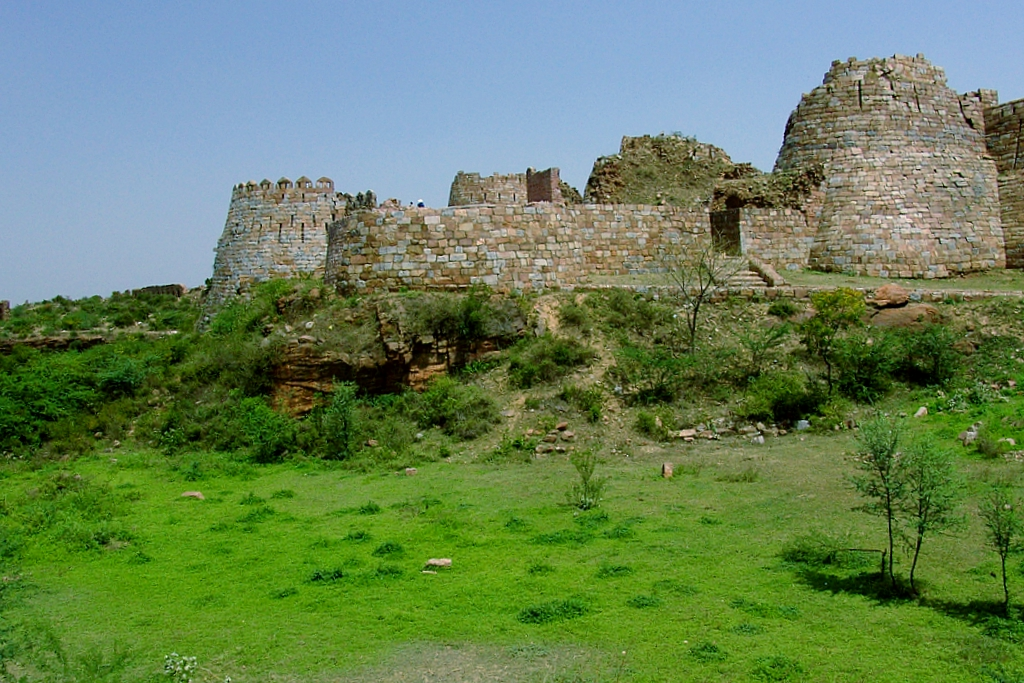
Tughlaqabad Fort, Tughlaqabad, Delhi
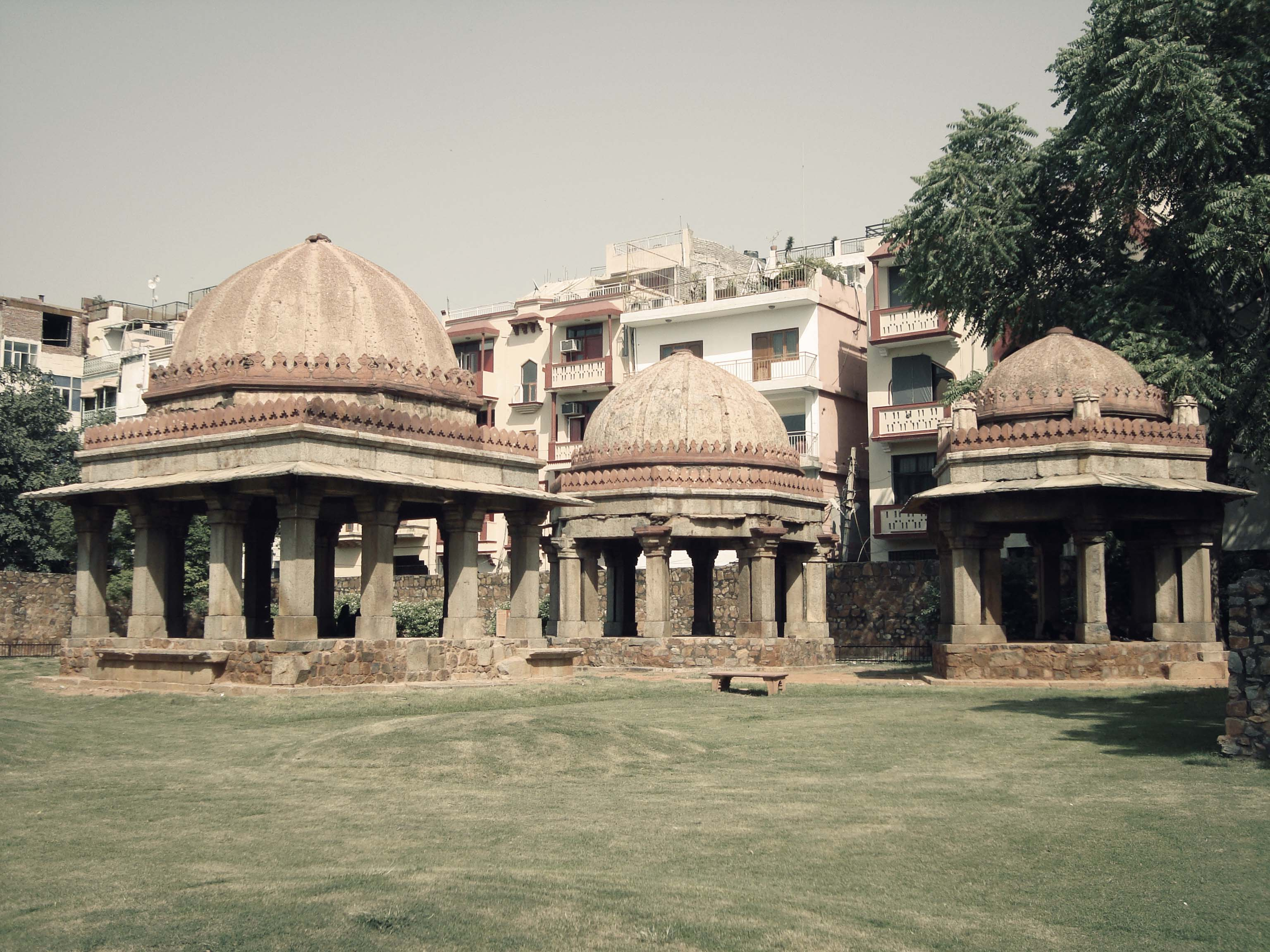
Pabellones en el complejo Hauz Khas, Delhi
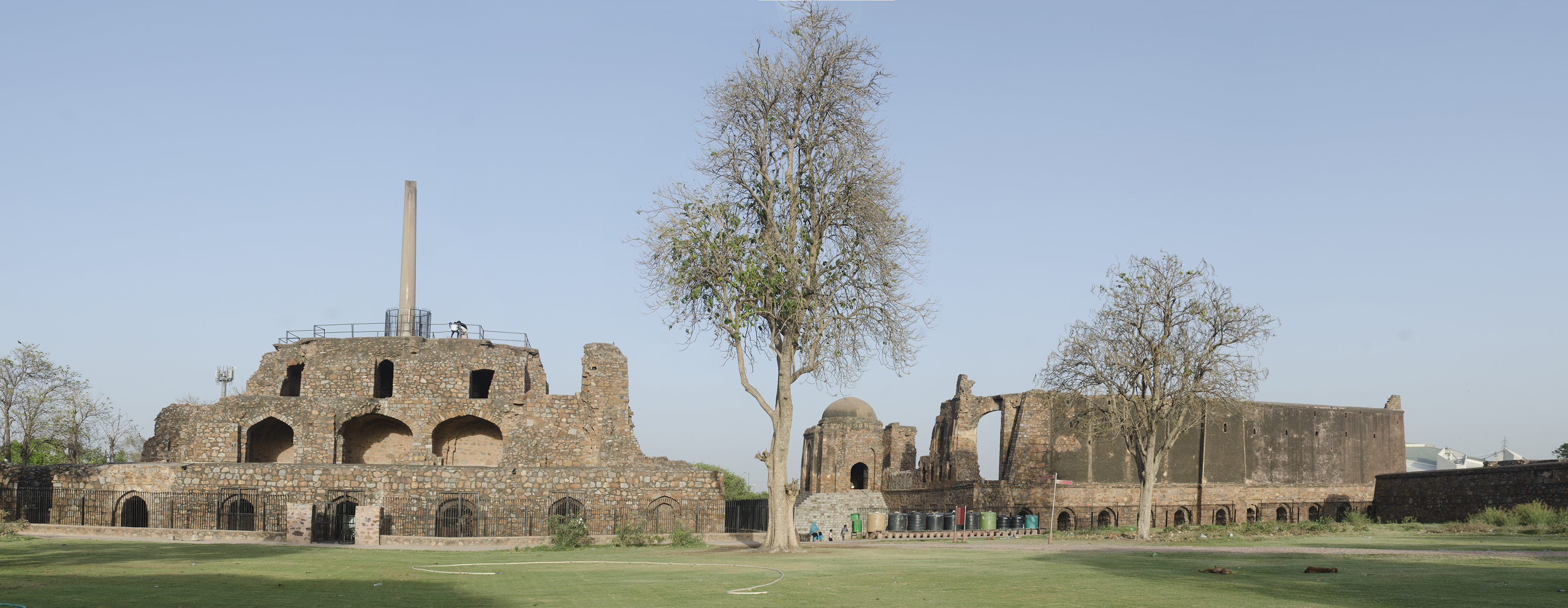
Palacio de Feroz Shah Kotla, tapado por el pilar Delhi-Topra de Ashoka (izqda.) y la mezquita Jamia (dcha.)
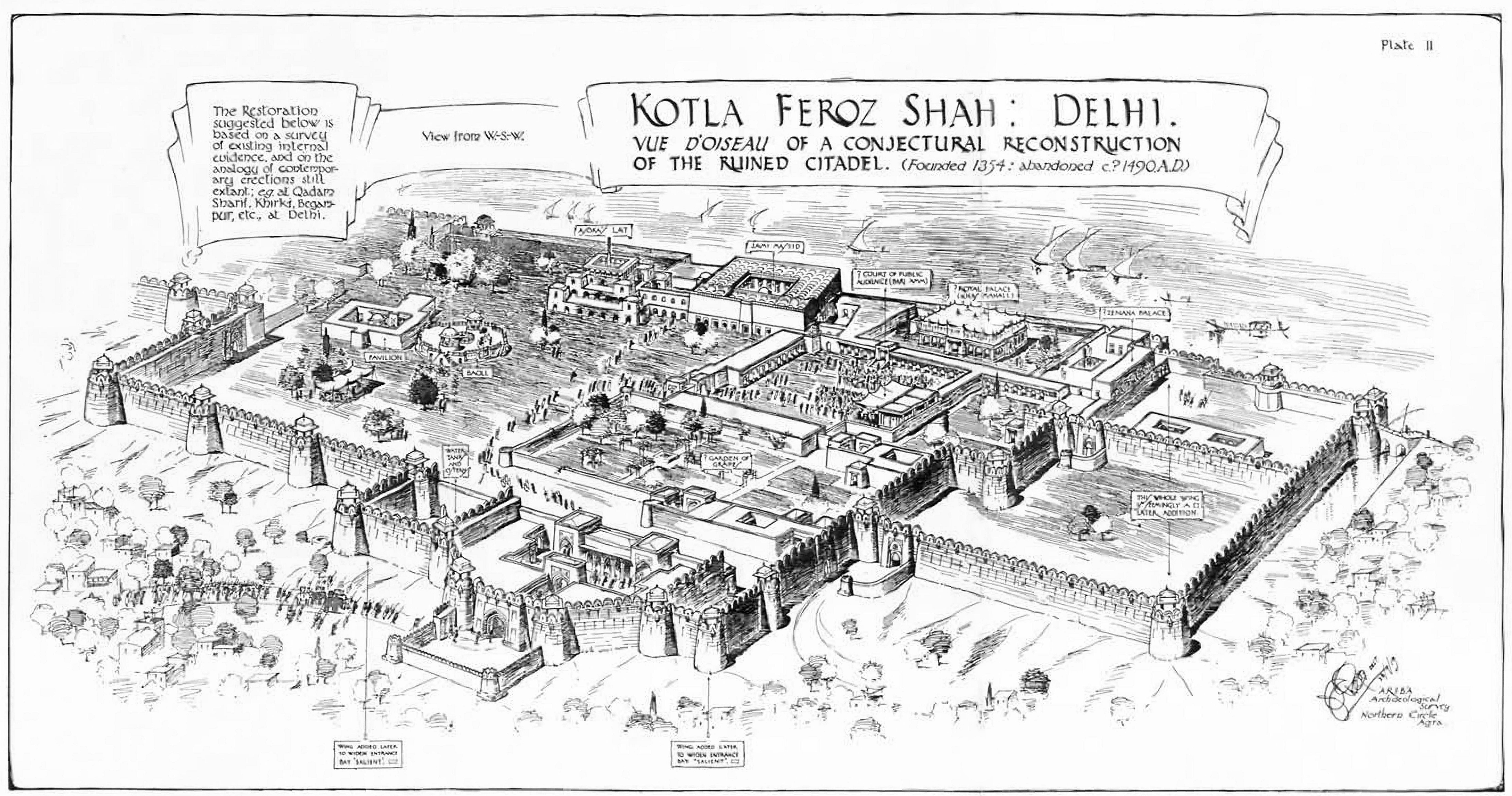
Hipotética reconstrucción de Feroz Shah Kotla

## Arquitectura regional premogola

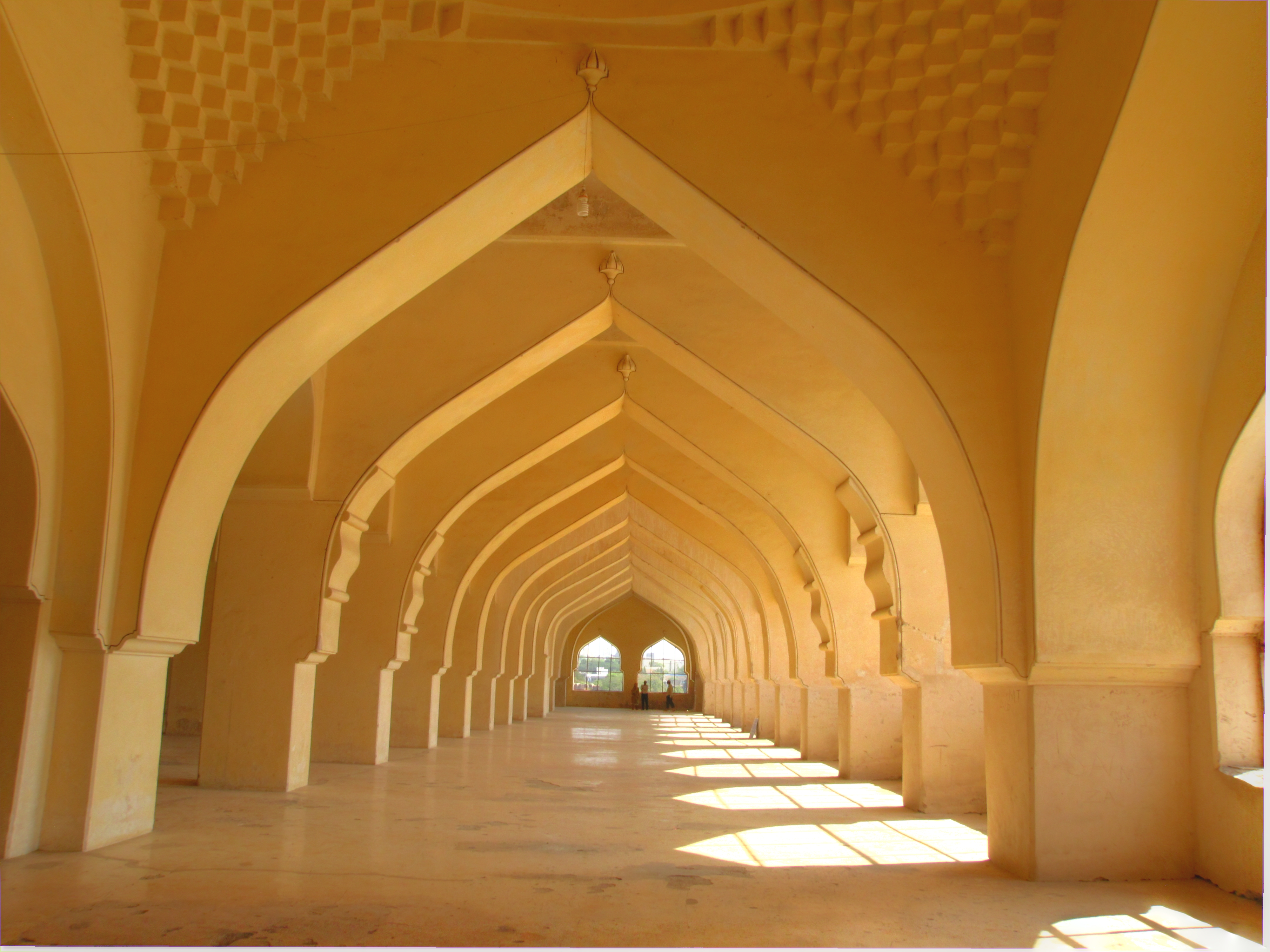
Arcos de la mezquita principal de Gulbarga, 1367

Se desarrollaron importantes estilos regionales en los sultanatos independientes que se formaron cuando el imperio tughlaq se debilitó a mediados del siglo XIV y duraron hasta que la mayoría fueron absorbidos por el imperio mogol en el siglo XVI. Los sultanatos de la meseta de Deccan, Guyarat, Bengala y Cachemira se analizan a continuación. La arquitectura de los sultanatos de Malwa y Jaunpur también ha dejado algunos edificios significativos.

### Arquitectura en los sultanatos del Decán

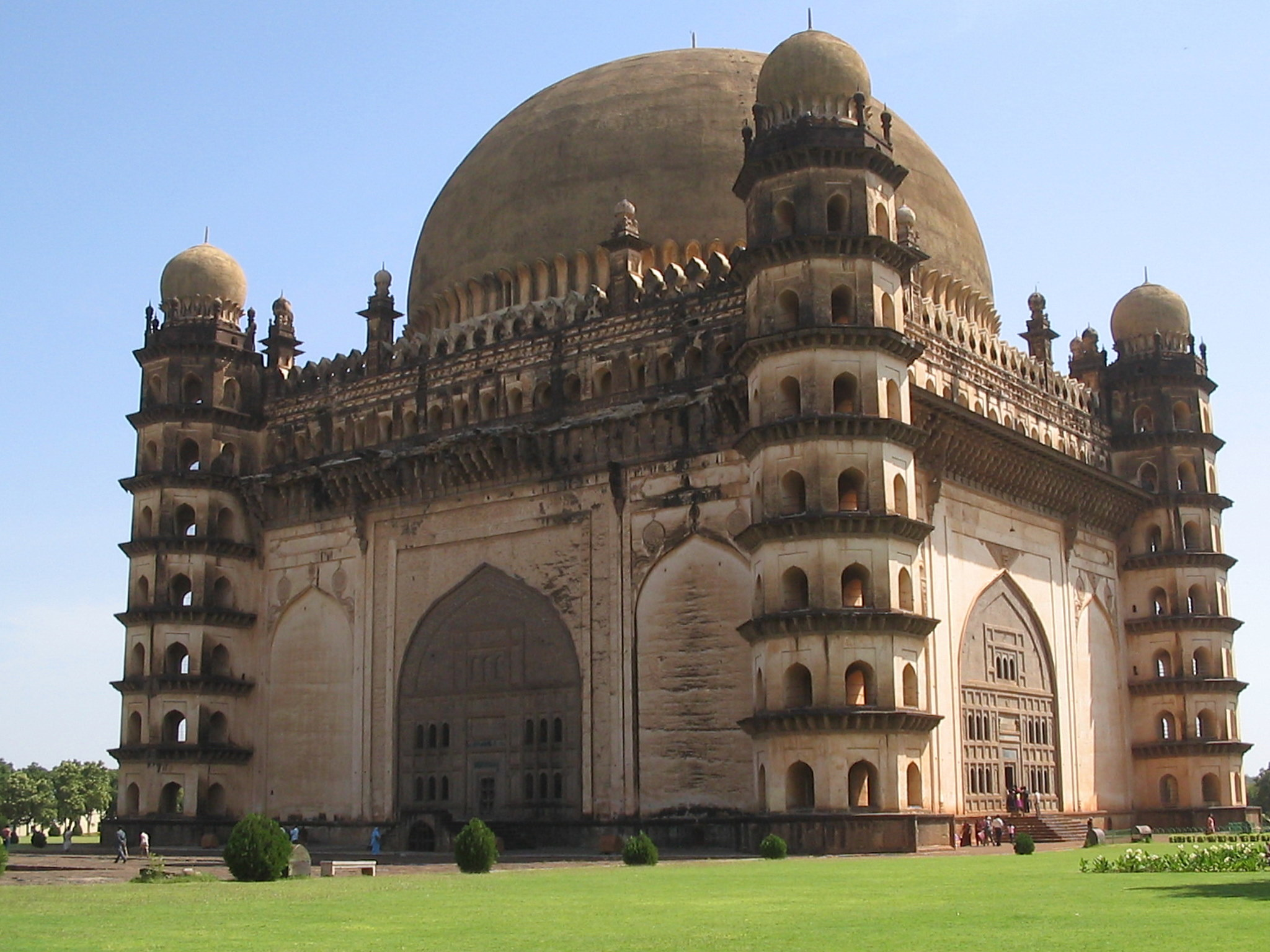
El mausoleo de Gol Gumbaz, c. 1650, Sultanato de Bijapur en estilo deccani, la segunda cúpula premoderna mayor del mundo después de Santa Sofía en Estambul.

El sultanato bahmaní en Decán se separó de los tughlaq en 1347 y gobernó desde Gulbarga, Karnataka y luego Bidar hasta que los mogoles lo invadieron en 1527. La mezquita principal (1367) en el gran fuerte o ciudadela de Gulbarga tiene la particularidad de no tener patio. Hay un total de 75 cúpulas, todas pequeñas y poco profundas excepto una grande sobre el mihrab y cuatro más pequeñas en las esquinas. El gran interior tiene un espacio hipóstilo central y pasillos anchos con arcos "transversales" que surgen desde una altura inusualmente baja (ilustrado). Este rasgo distintivo se encuentra en otros edificios bahmaníes y probablemente refleja la influencia iraní, que se ve en otros elementos como una planta de cuatro iwanes y azulejos vidriados, algunos importados de Irán, utilizados en otros lugares. Se dice que el arquitecto de la mezquita era persa.
Algunas tumbas reales bahmínidas posteriores son dobles, con dos unidades con la forma habitual de rectángulo con cúpula combinadas, una para el gobernante y otra para su familia, como en el grupo de tumbas reales Haft Dombad ("Siete Cúpulas"). en las afueras de Gulbarga. La Mahmud Gawan Madrasa (iniciada en la década de 1460) es una gran madrasa en ruinas "de diseño totalmente iraní" en Bidar, fundada por un primer ministro, con partes decoradas con azulejos importados por mar desde Irán. Fuera de la ciudad, las tumbas Ashtur son un grupo de ocho grandes tumbas reales con cúpulas. Tienen cúpulas ligeramente retraídas en la base, anteriores a las cúpulas bulbosas de la arquitectura mogol.
La dinastía Qutb Shahi de Hyderabad, no absorbida por los mogoles hasta 1687, desarrolló enormemente la ciudad y su región circundante, construyendo muchas mezquitas como la Mecca Masjid, la mezquita Khairtabad, la mezquita Hayat Bakshi y la mezquita Toli, así como el fuerte Golconda, tumbas de Qutb Shahi, Charminar, Char Kaman y Taramati Baradari.

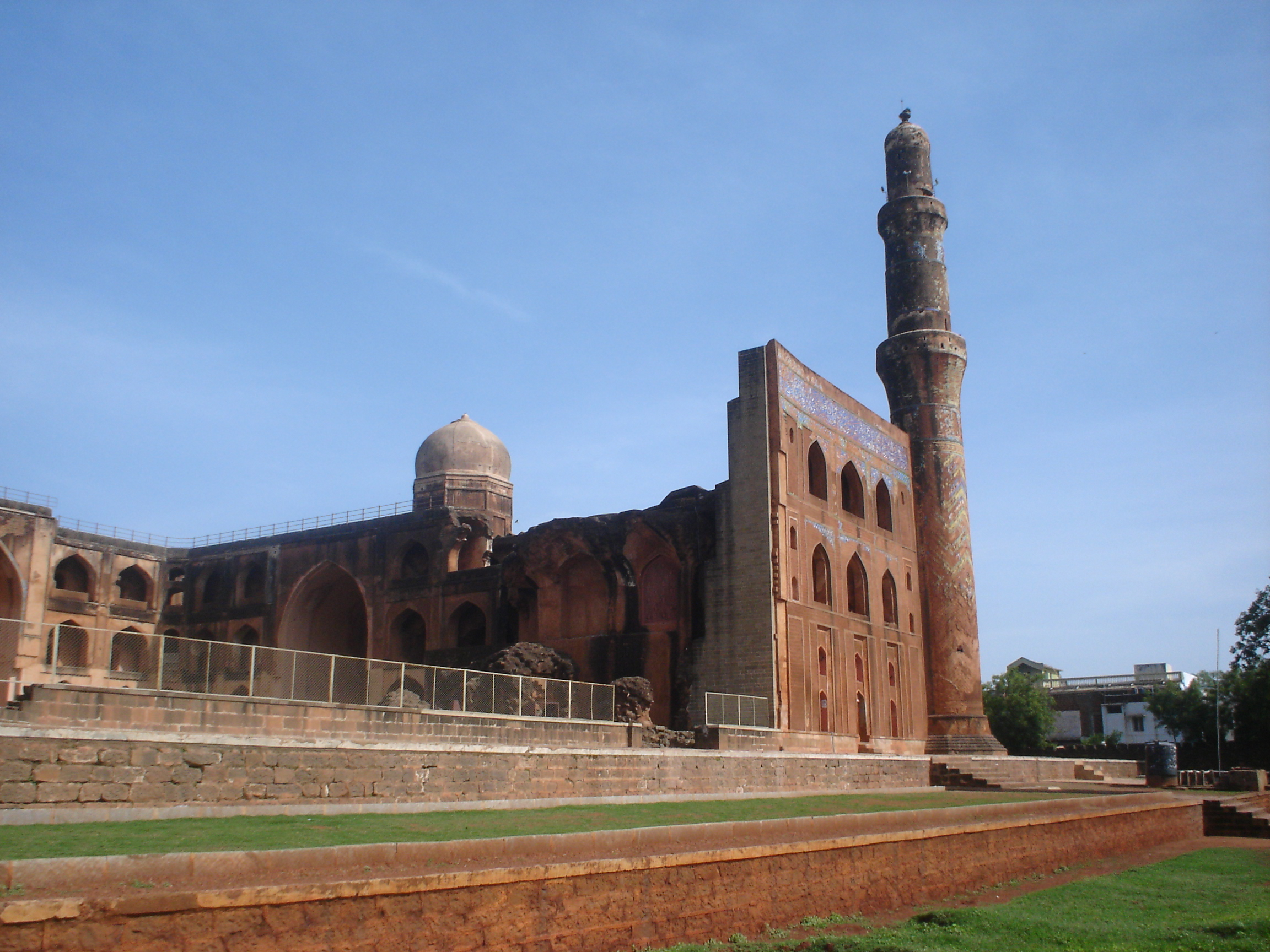
Mahmud Gawan Madrasa (comenzada a construir en la década de 1460).
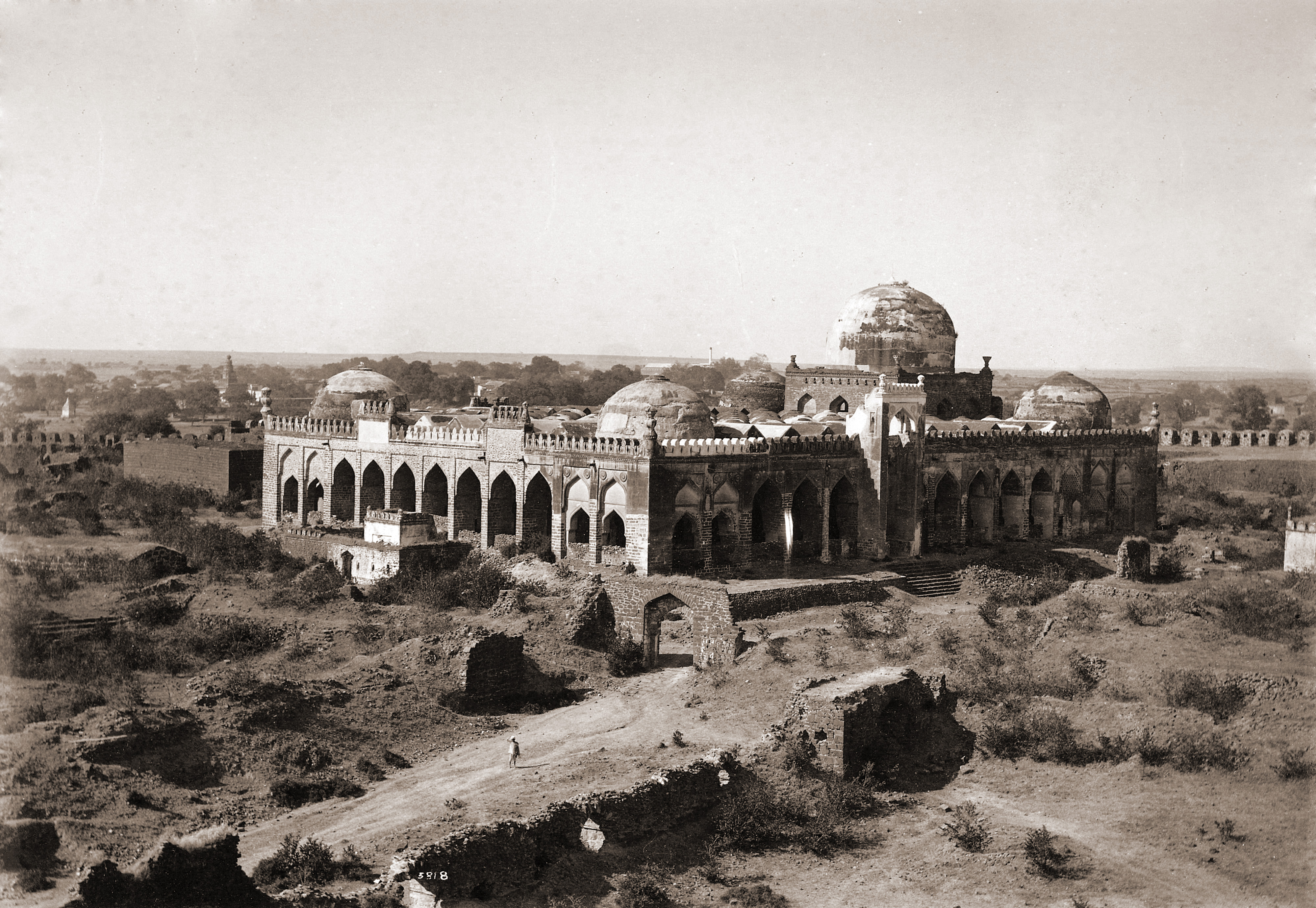
Jama Mosque Gulbarga (1367), fotografiada en 1880.
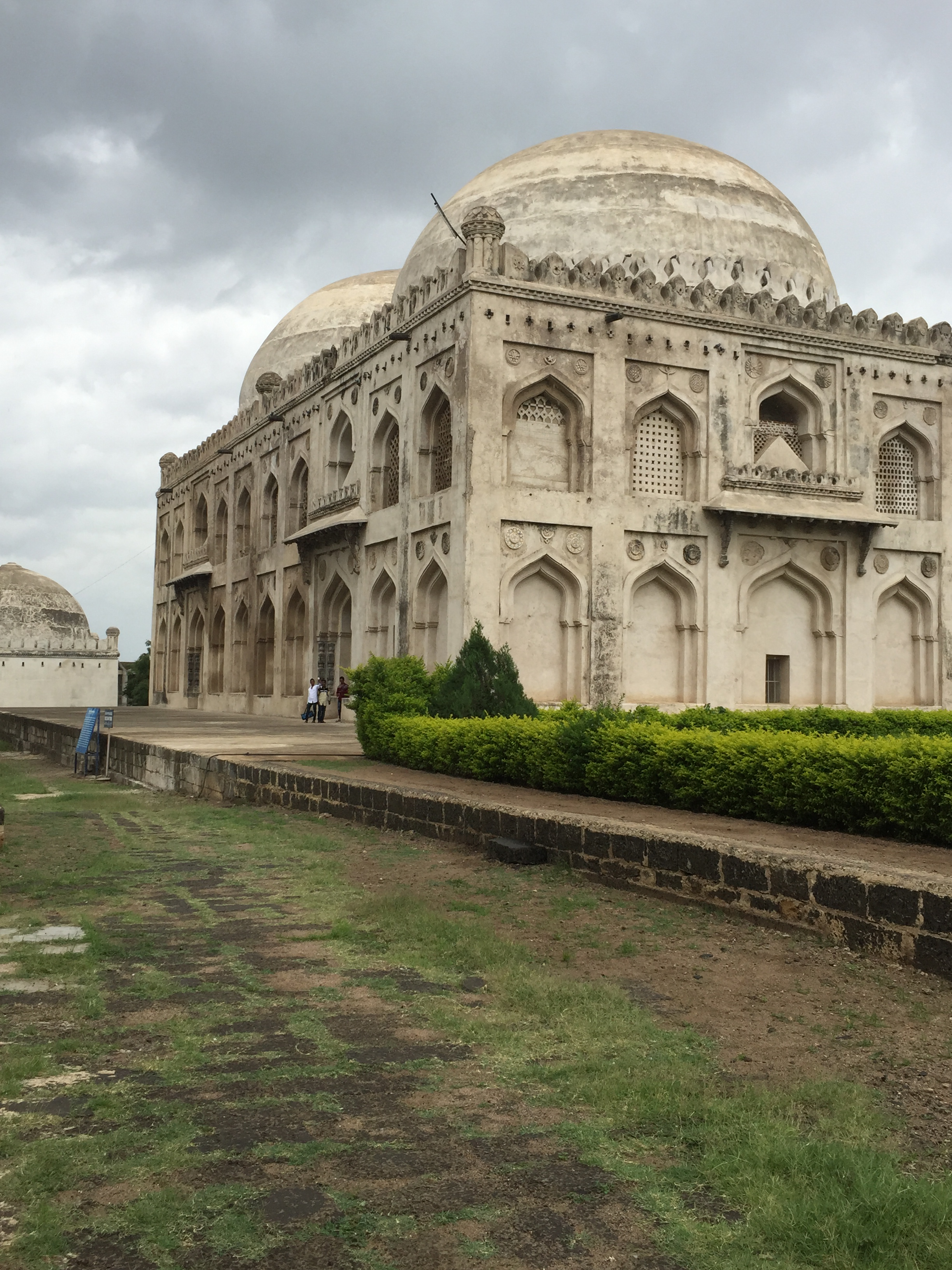
Tumba "doble" de Taj ud-Din Firuz Shah (1422), en Gulbarga
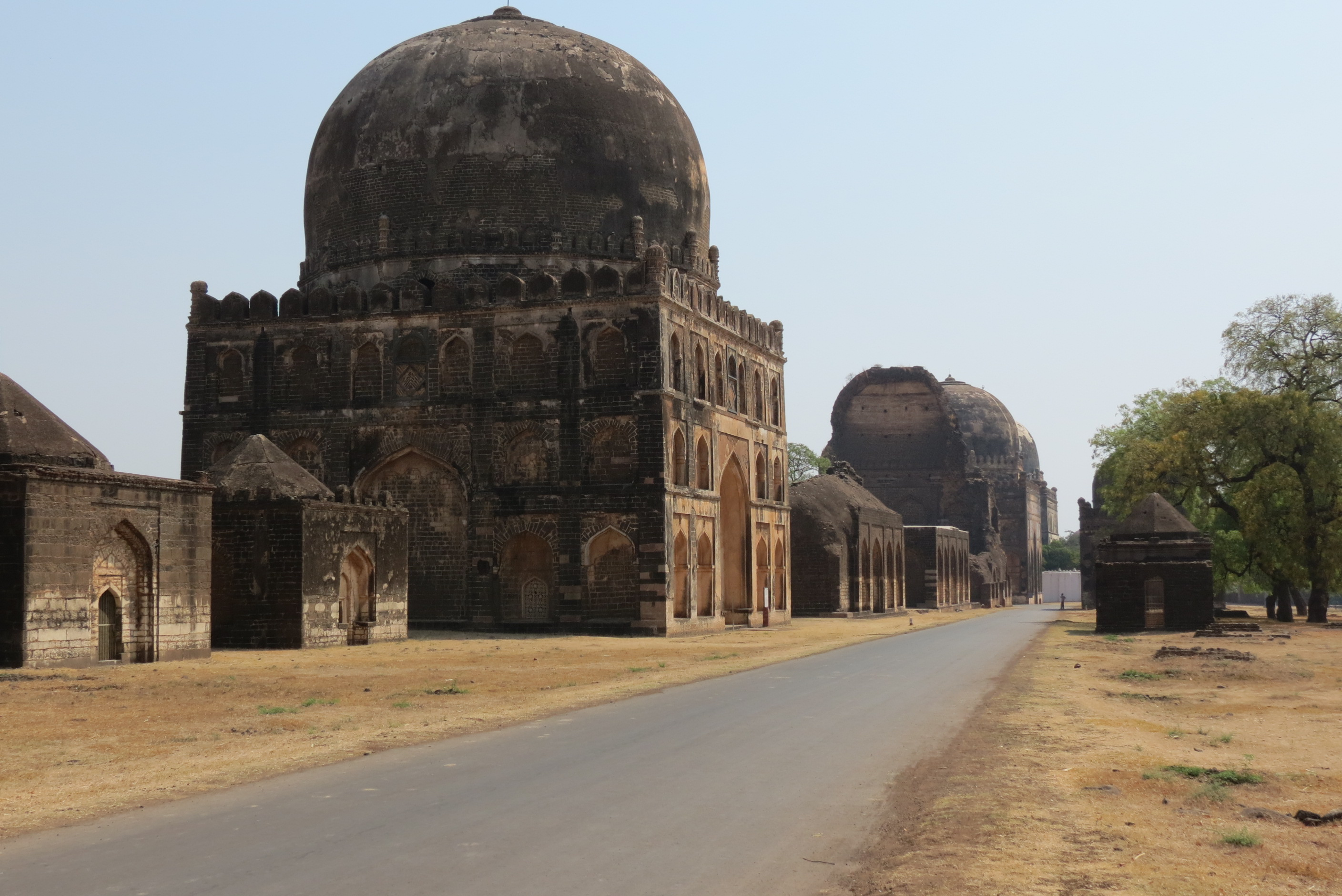
Una hilera de tumbas bahmínidas en Ashtur, Bidar
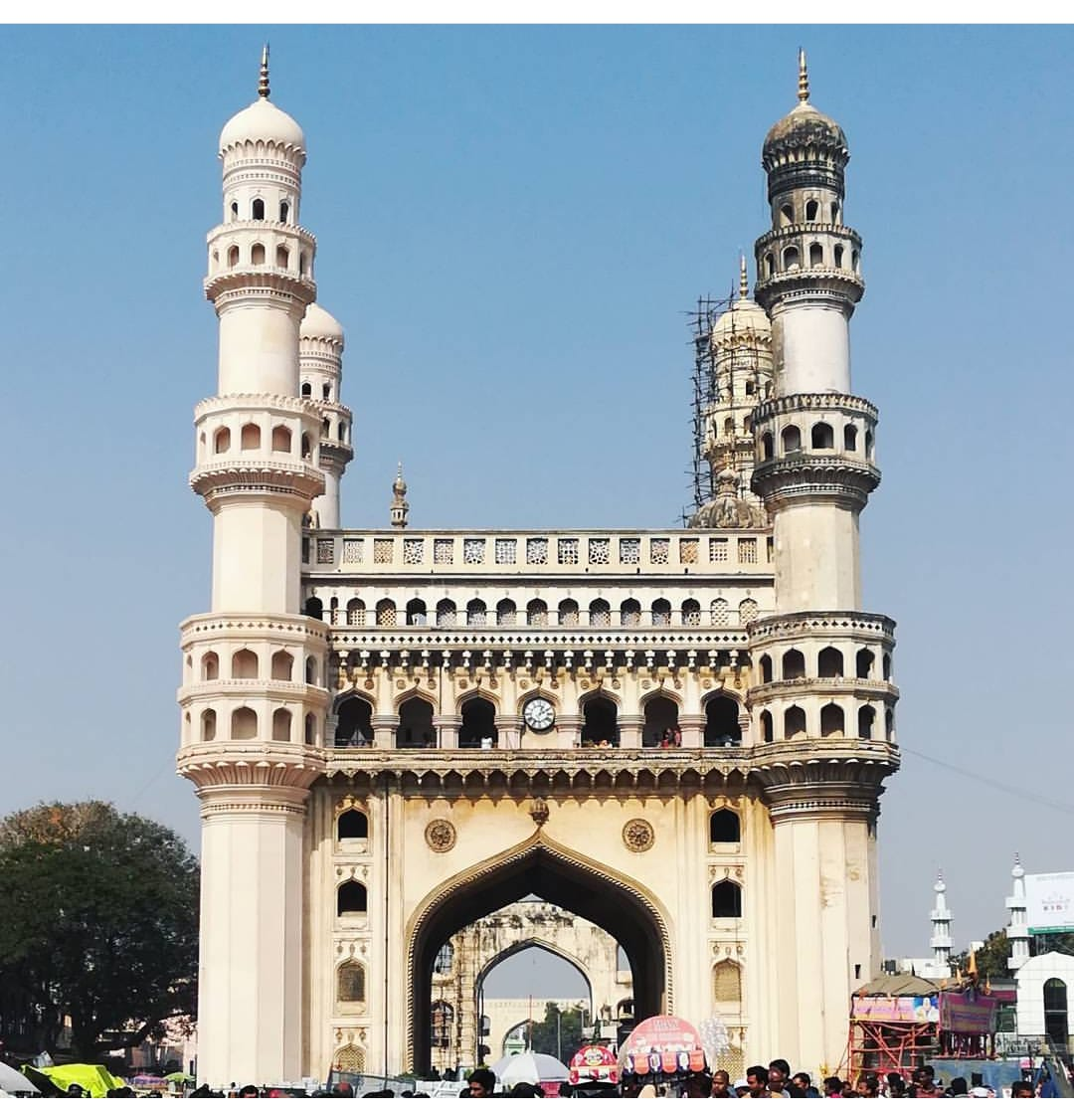
Charminar (1591) en la ciudad vieja de Hyderabad
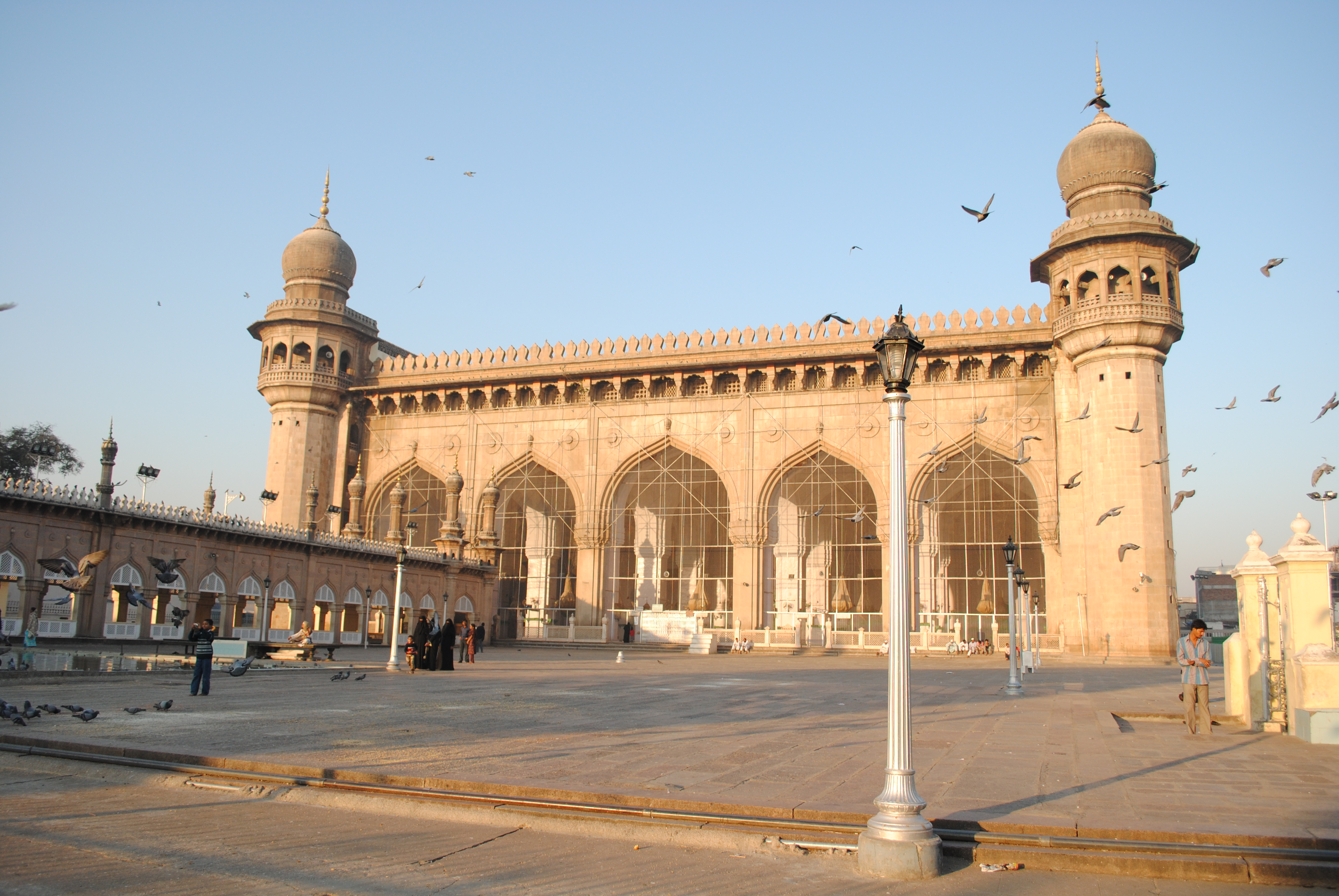
Makkah Masjid, Hyderabad
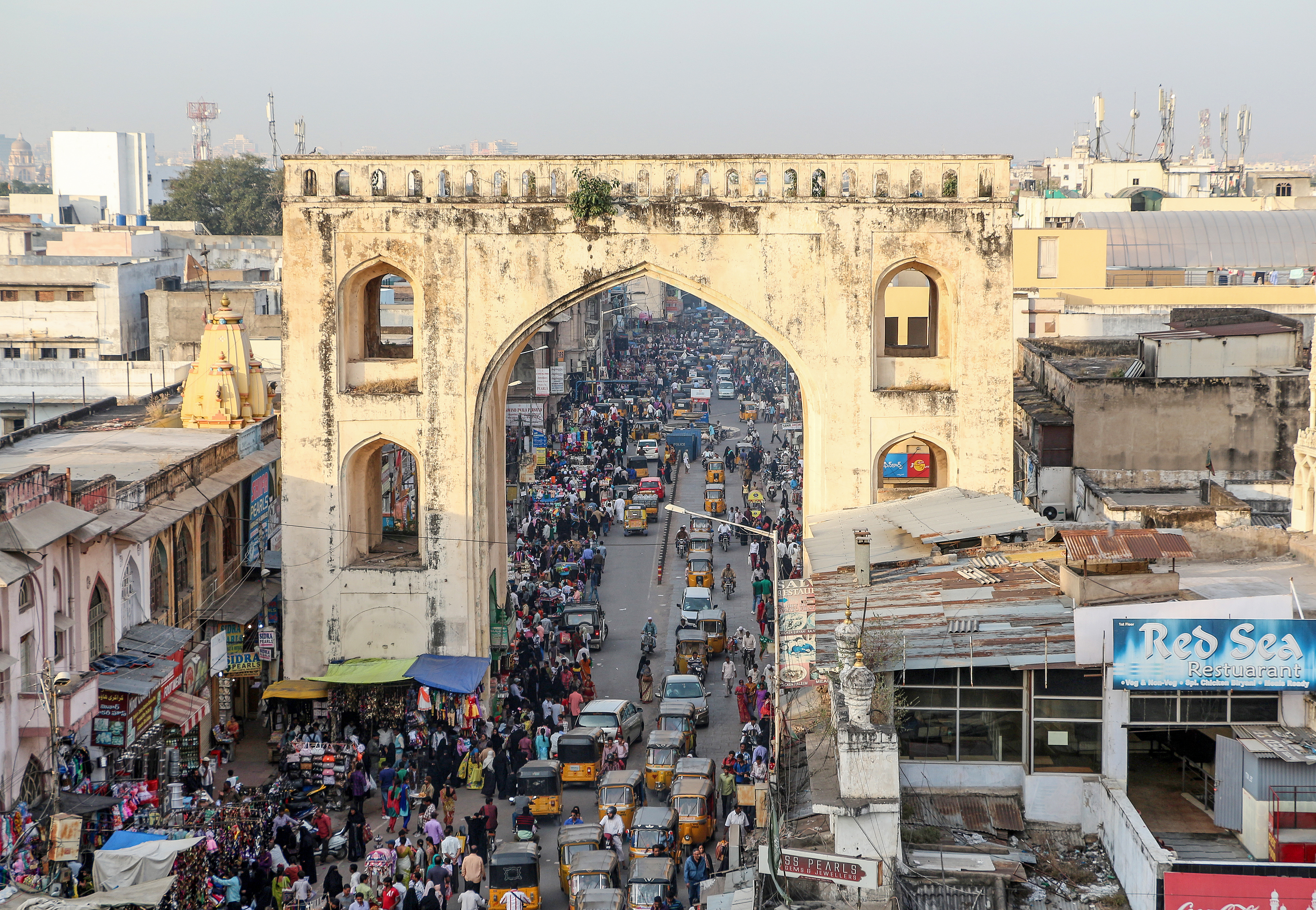
Char Kaman en Hyderabad
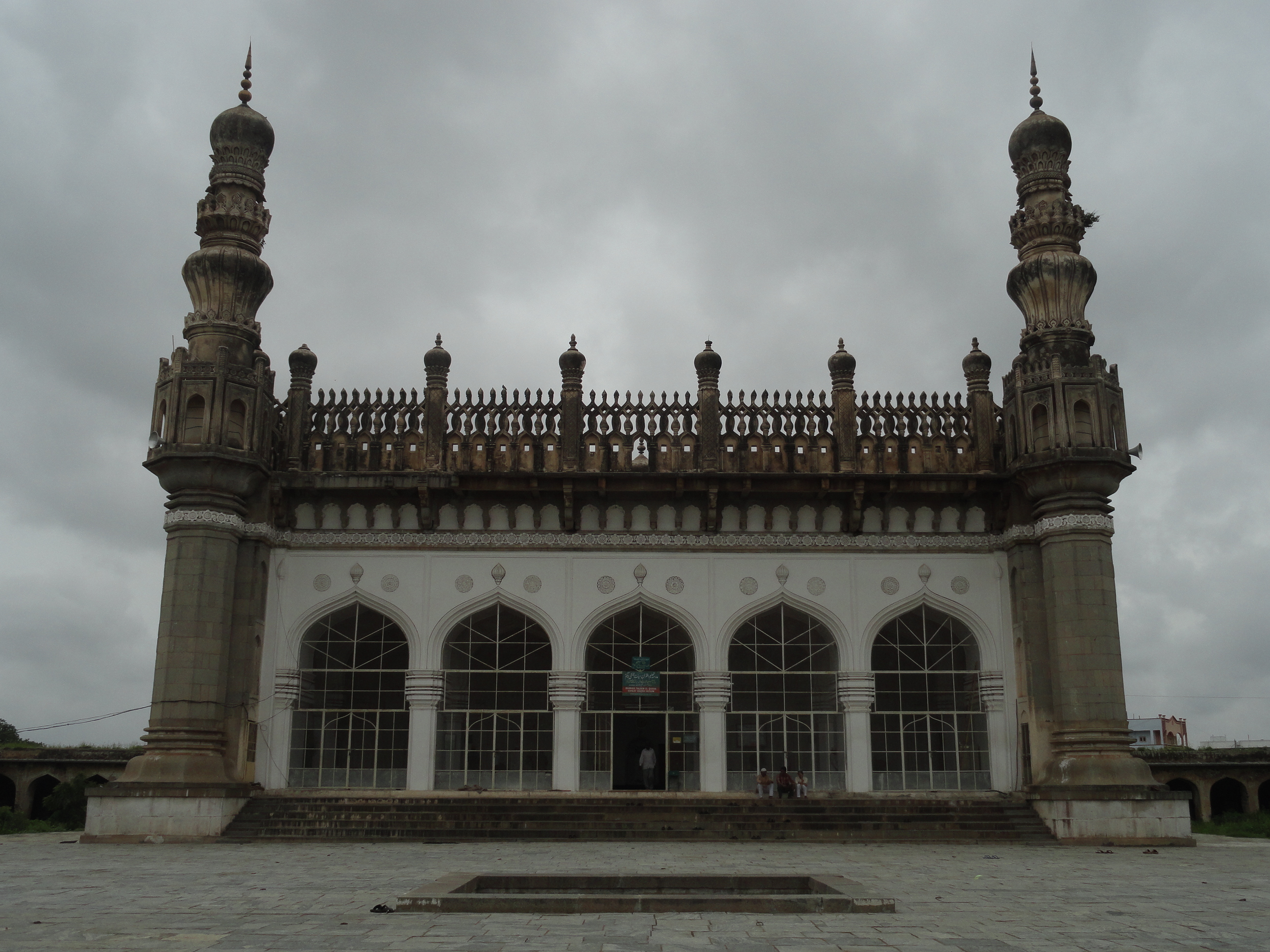
Mezquita Hayat Bakshi en Hyderabad
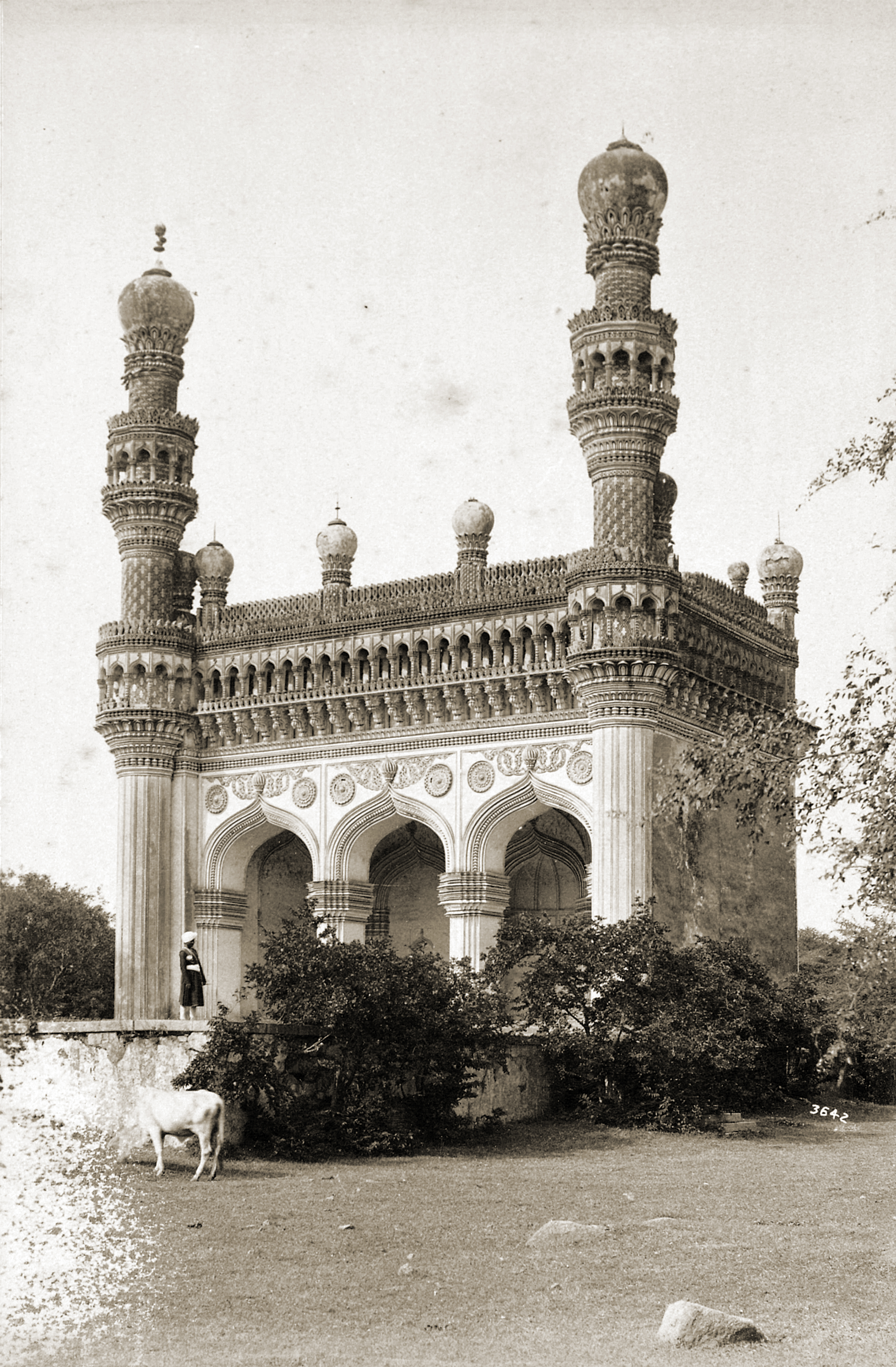
Mezquita en Khairtabad

### Arquitectura en el sultanato de Bengala

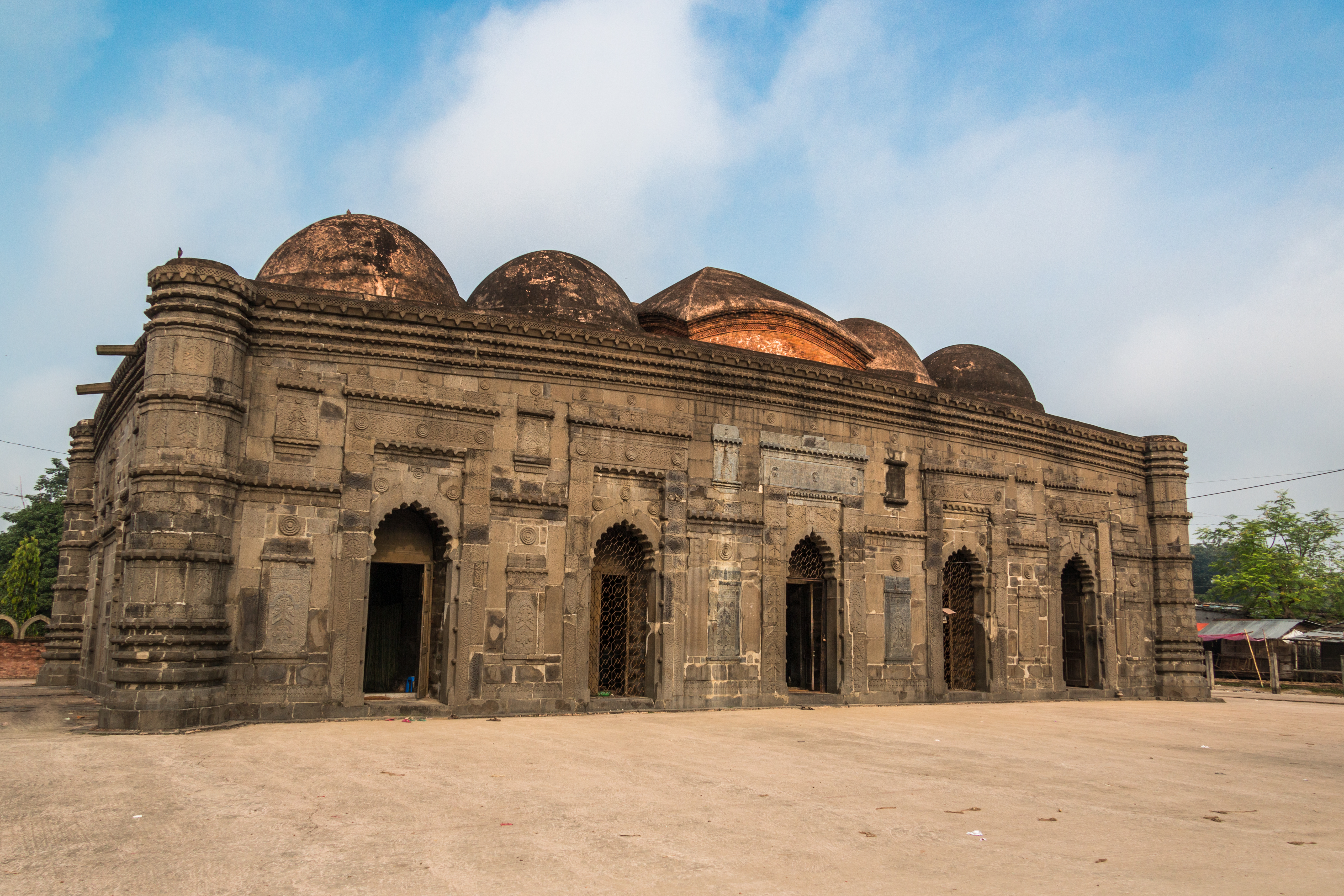
Mezquita Choto Sona (alrededor de 1500)

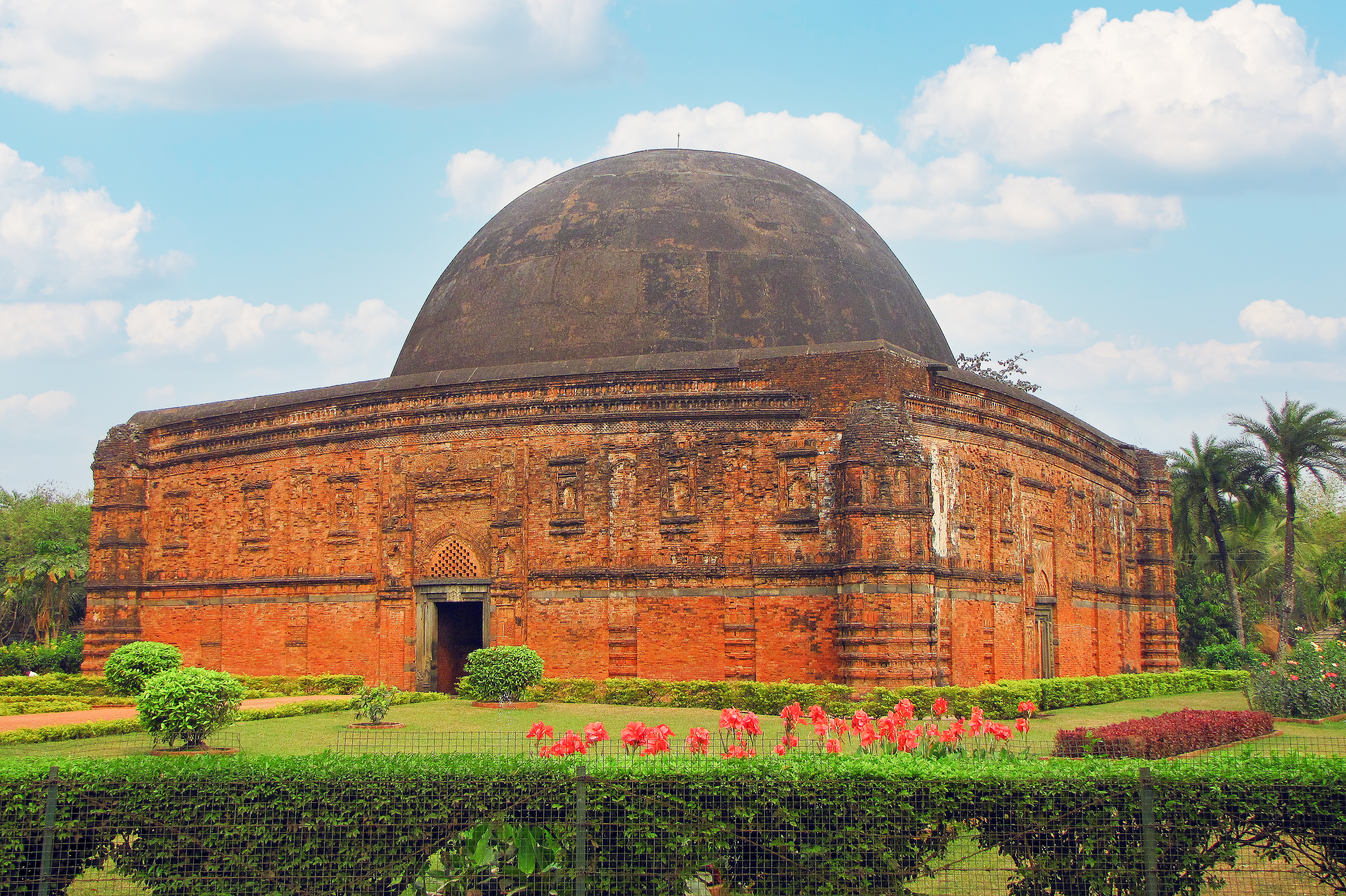
Mausoleo Eklakhi de una único cúpula (principios del s. XV)

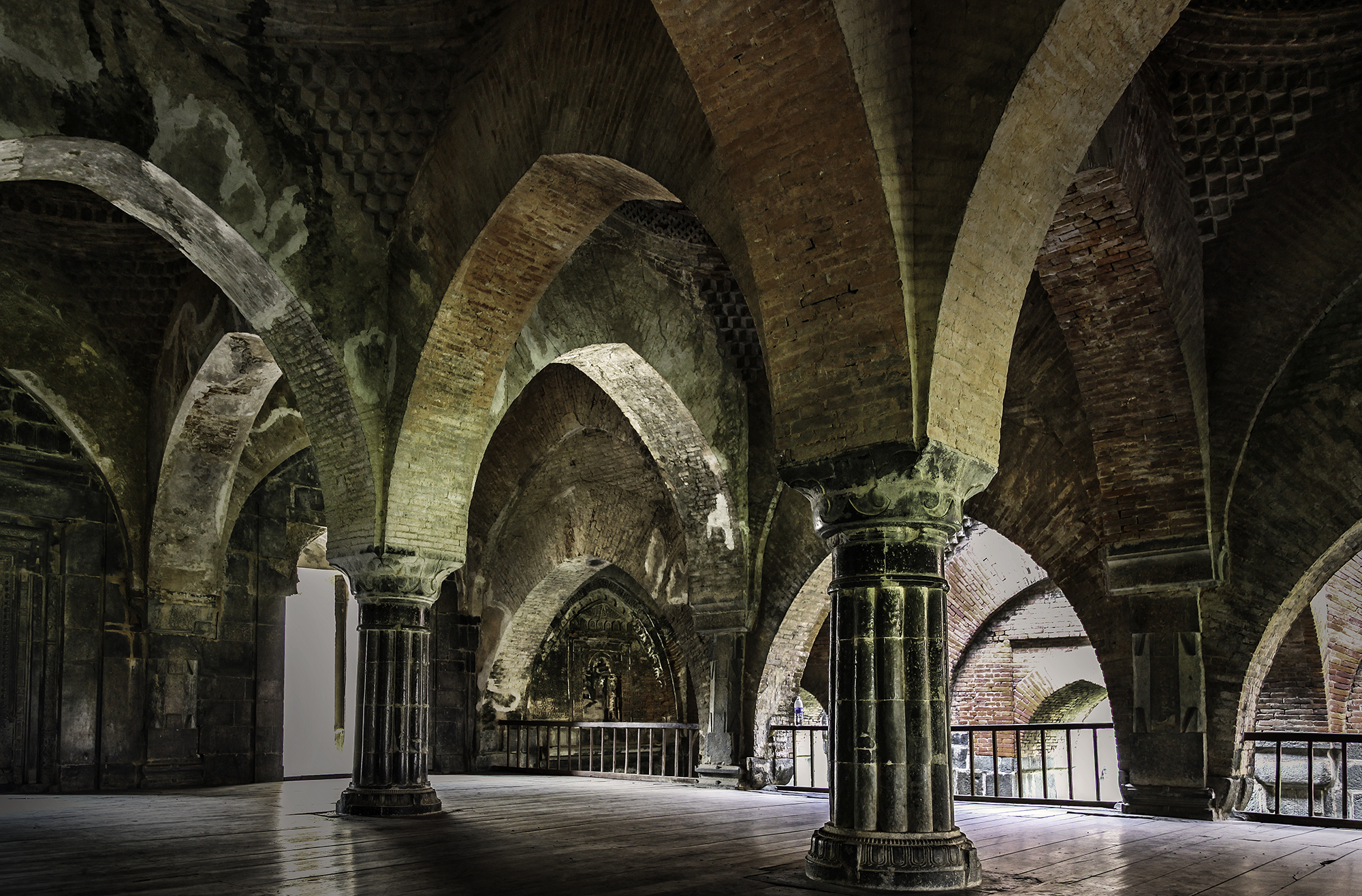
Interior de la sala hipóstila de la Mezquita de Adina

El sultanato de Bengala (1352-1576) normalmente utilizaba ladrillo como material de construcción principal de grandes edificios, como lo habían hecho en los edificios preislámicos. La piedra tuvo que importarse en mayor parte de Bengala, mientras que la arcilla para ladrillos abundaba. La piedra se utilizó para columnas y detalles destacados, generalmente reutilizada de templos hindúes o budistas. El mausoleo Eklakhi de principios del siglo XV en Pandua, Malda o Adina, a menudo se considera el edificio islámico cuadrado de una sola cúpula más antiguo que se conserva en Bengala, la forma estándar de mezquitas y mausoleos más pequeños. Pero hay una pequeña mezquita en Molla Simla, distrito de Hugli, que posiblemente sea de 1375, o sea anterior al mausoleo. El mausoleo de Eklakhi es grande y tiene varias características que se volverían comunes en el estilo bengalí, incluida una cornisa ligeramente curvada, grandes contrafuertes decorativos redondos en las esquinas y decoración en ladrillo de terracota tallada.
Estas características también se ven en la mezquita Choto Sona (alrededor de 1500), que es de piedra, inusualmente en Bengala, pero comparte el estilo y mezcla cúpulas y un techo curvo de "arroz" basado en los techos de las casas de pueblo hechos de paja vegetal. Estos techos aparecen aún con más fuerza en la arquitectura posterior de los templos hinduistas de Bengala, con tipos como el do-chala, el jor-bangla y el char-chala. Para las mezquitas más grandes, los arquitectos bengalíes multiplicaron el número de cúpulas, siendo una opción una fórmula de nueve cúpulas (tres filas de tres), que sobrevivió en cuatro ejemplos, todos del siglo XV o XVI y ahora en Bangladés, aunque había otros. con mayor número de cúpulas.
Los edificios de este estilo son la mezquita de las Nueve Cúpulas y la mezquita de los Sesenta Pilares (terminada en 1459) y varios otros edificios en la ciudad-mezquita de Bagerhat, una ciudad abandonada en Bangladés ahora declarada Patrimonio de la Humanidad por la UNESCO. Estos muestran otras características distintivas, como una multiplicidad de puertas y mihrab . La mezquita de las Sesenta Cúpulas tiene 26 puertas (11 en la parte delantera, 7 en cada lado y una en la parte trasera), que aumentaron la luz y la ventilación. Otras mezquitas incluyen la Baro Shona Masjid  la mezquita Pathrail, la mezquita Bagha, la mezquita Darasbari y la mezquita Kusumba. Las mezquitas de una sola cúpula incluyen la mezquita Singar y la Shankarpasha Shahi Masjid.
Ambas capitales del Sultanato de Bengala, primero Pandua o Adina, luego a partir de 1450 Gauda o Gaur, comenzaron a ser abandonadas poco después de la conquista del sultanato por los mogoles en 1576, dejando muchos grandes edificios, en su mayoría religiosos. Los materiales de los edificios seculares fueron reciclados por los constructores de épocas posteriores. Si bien los minaretes están notoriamente ausentes en la mayoría de las mezquitas, el Firoz Minar fue construido en Gauda para conmemorar las victorias militares bengalíes.
Las ruinas de la mezquita de Adina (1374-1375) son muy grandes, algo inusual en Bengala, con una sala central con bóveda de cañón flanqueada por áreas hipóstilas. Se dice que es la mezquita más grande del subcontinente y sigue el modelo de la Taq-i Kisra de Ctesifonte, Irak, así como de la mezquita de los Omeyas de Damasco. Las fuertes lluvias en Bengala exigieron grandes espacios techados, y la mezquita de nueve cúpulas, que permitía cubrir una gran superficie, era más popular allí que en cualquier otro lugar. Una vez completada la consolidación islámica de Bengala, algunas características locales continuaron, especialmente en edificios más pequeños, pero los mogoles utilizaron su estilo habitual en los encargos imperiales.

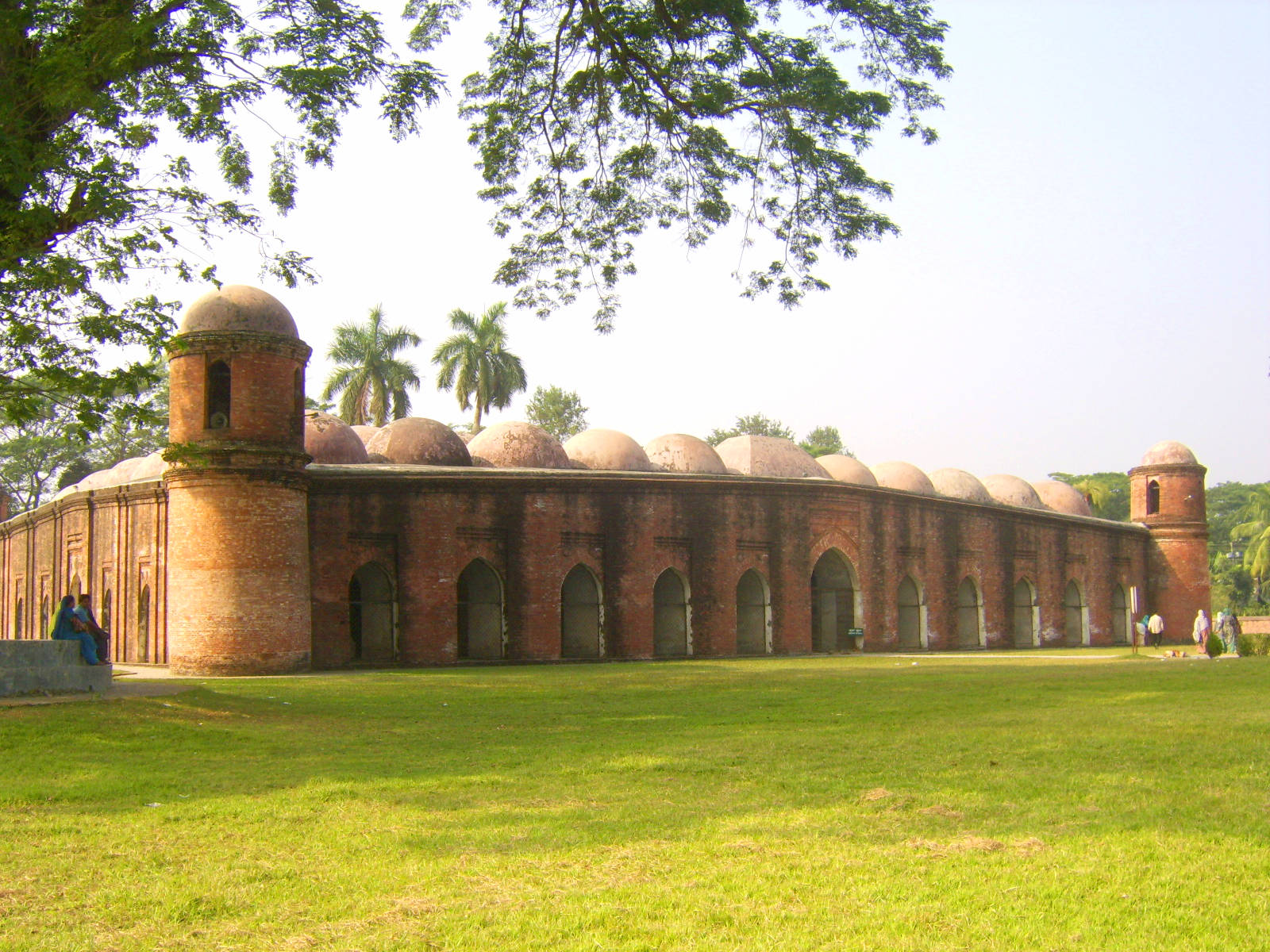
Mezquita Shat Gombuj ('Sesenta Cúpulas') en Bagerhat, Bangladés
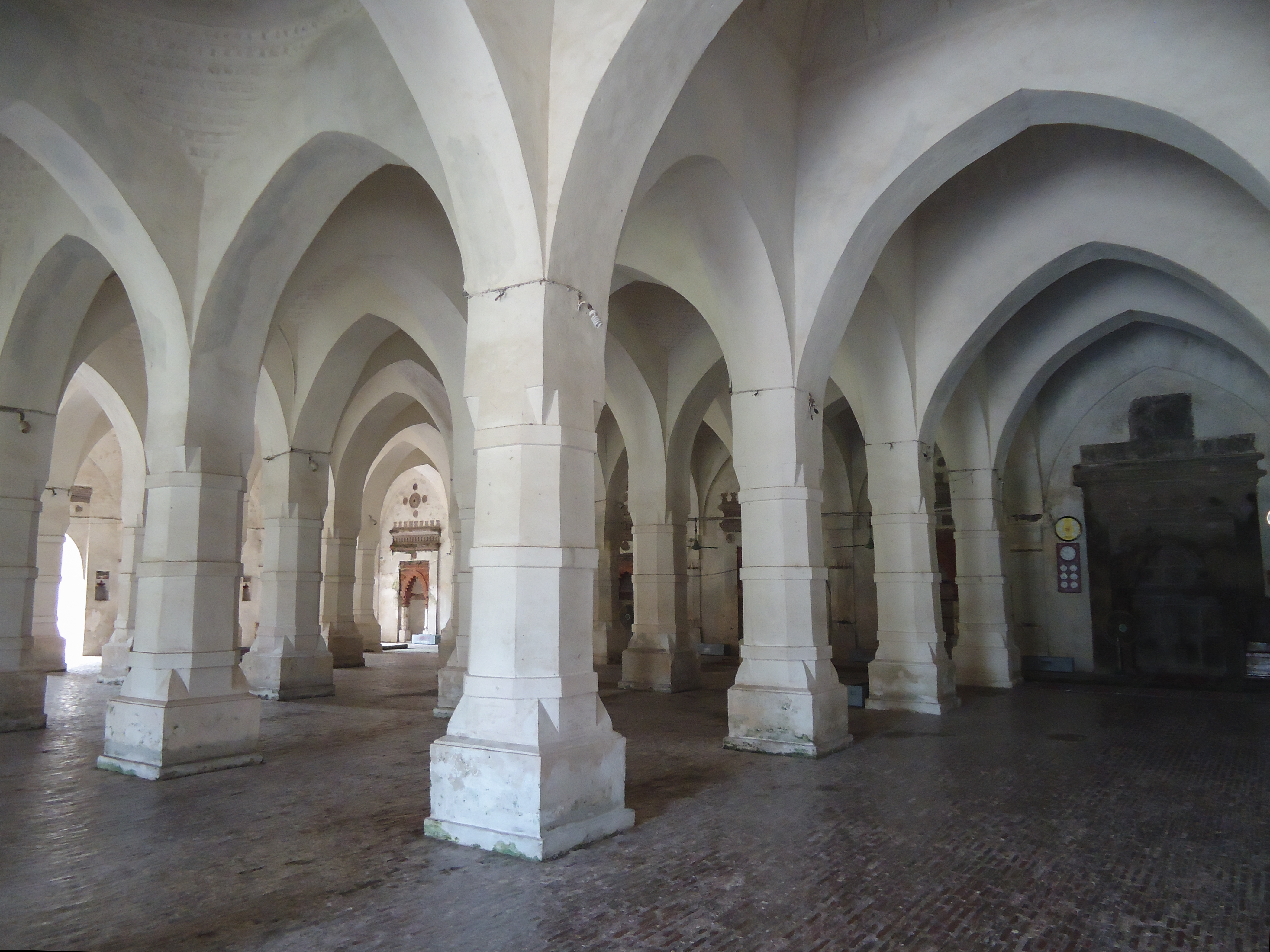
Interior de la mezquita Shat Gambuj
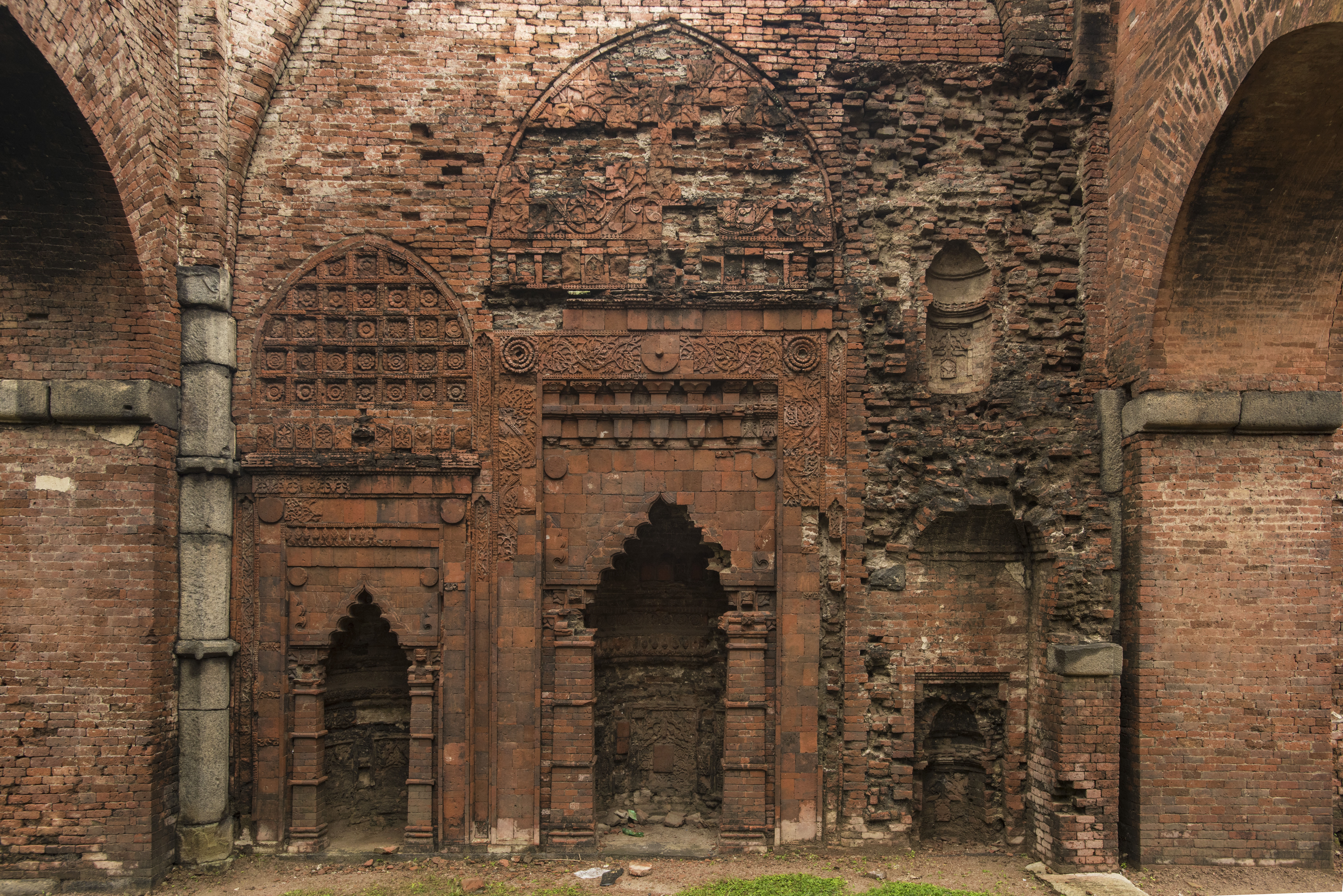
Mihrabs en ruinas y arabescos en el interior de la mezquita de Darasbari, siglo XV
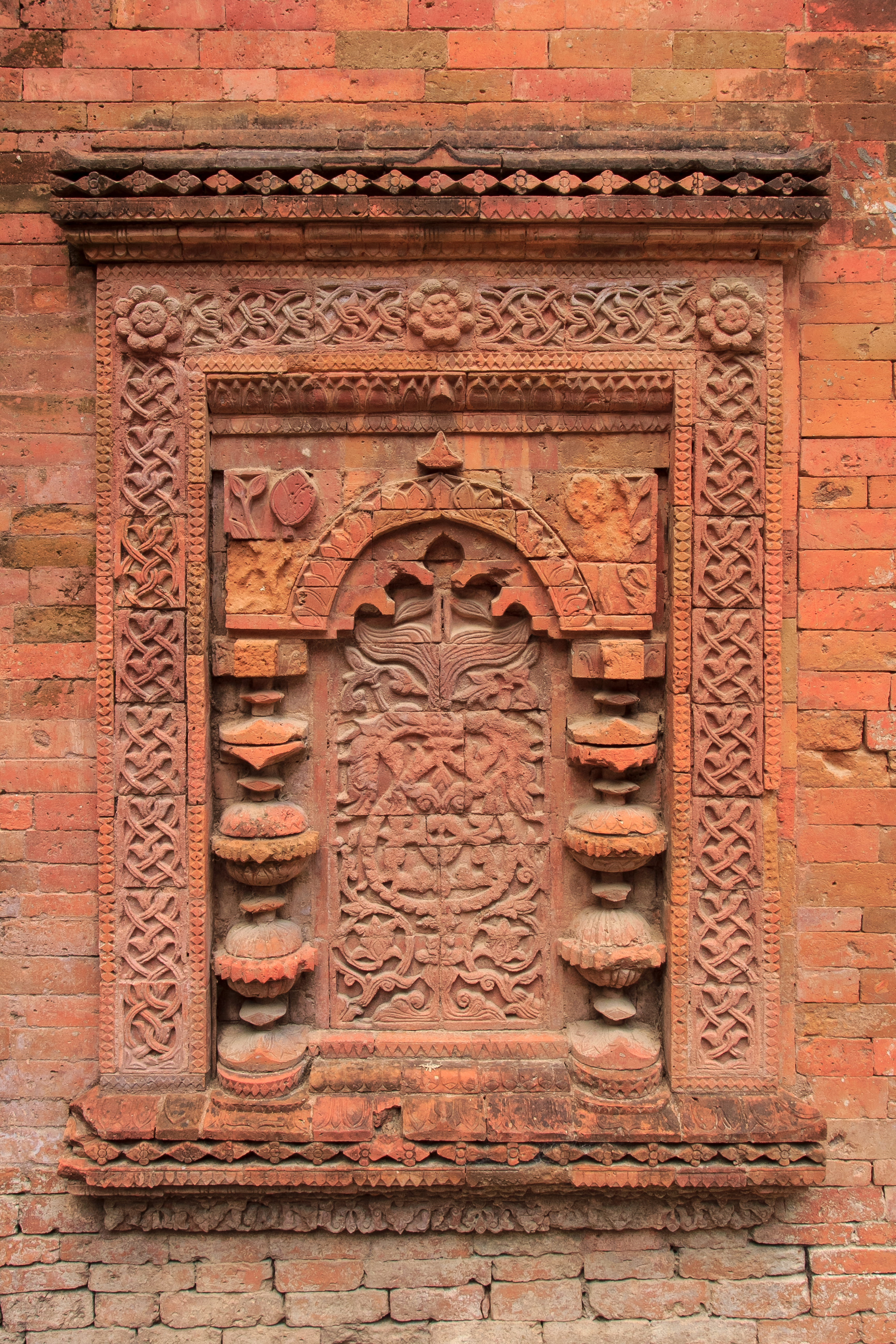
Arabesco de terracota en la pared de la mezquita Khania Dighi, Gauda, siglo XV
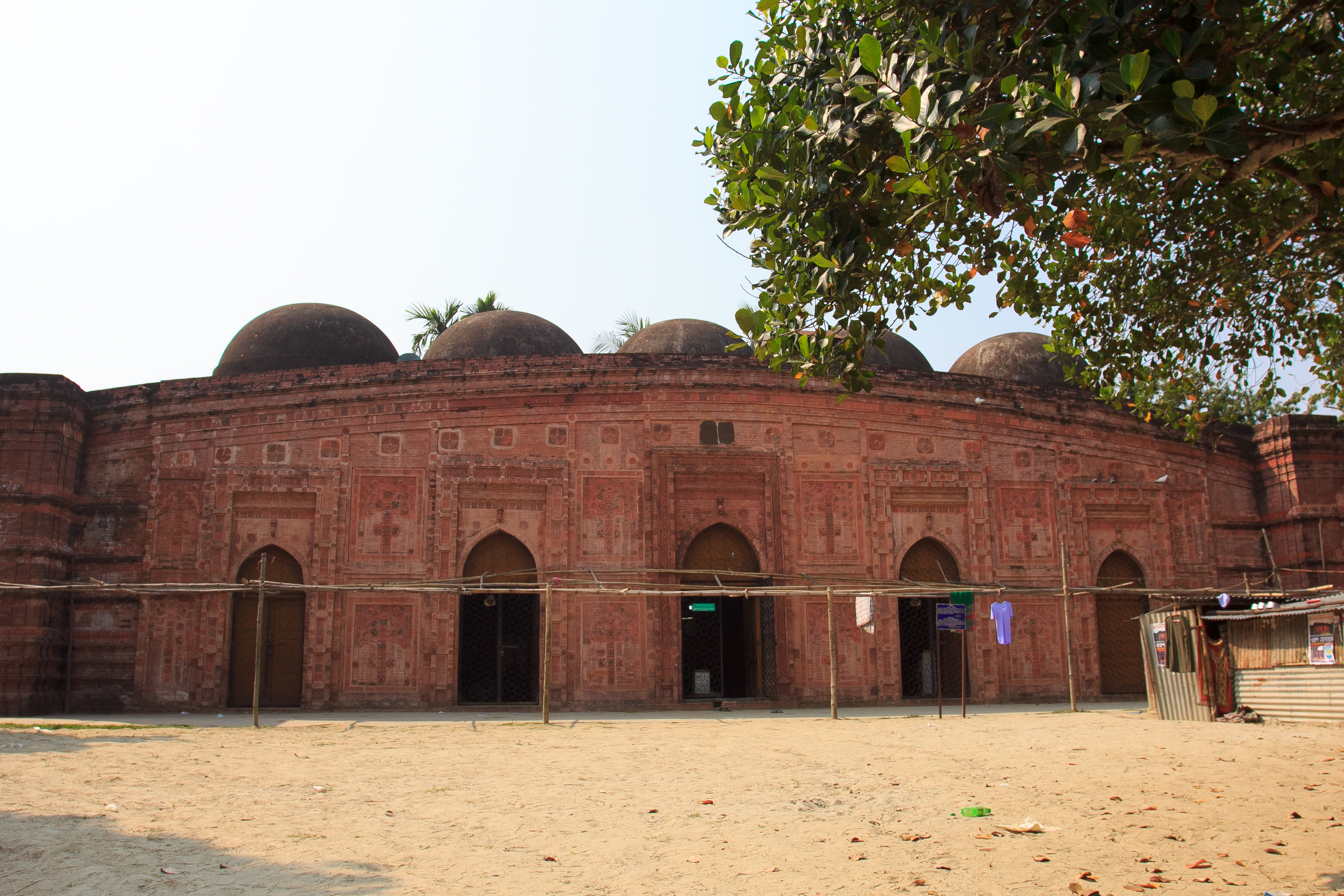
Mezquita Pathrail de múltiples cúpulas, siglo XV
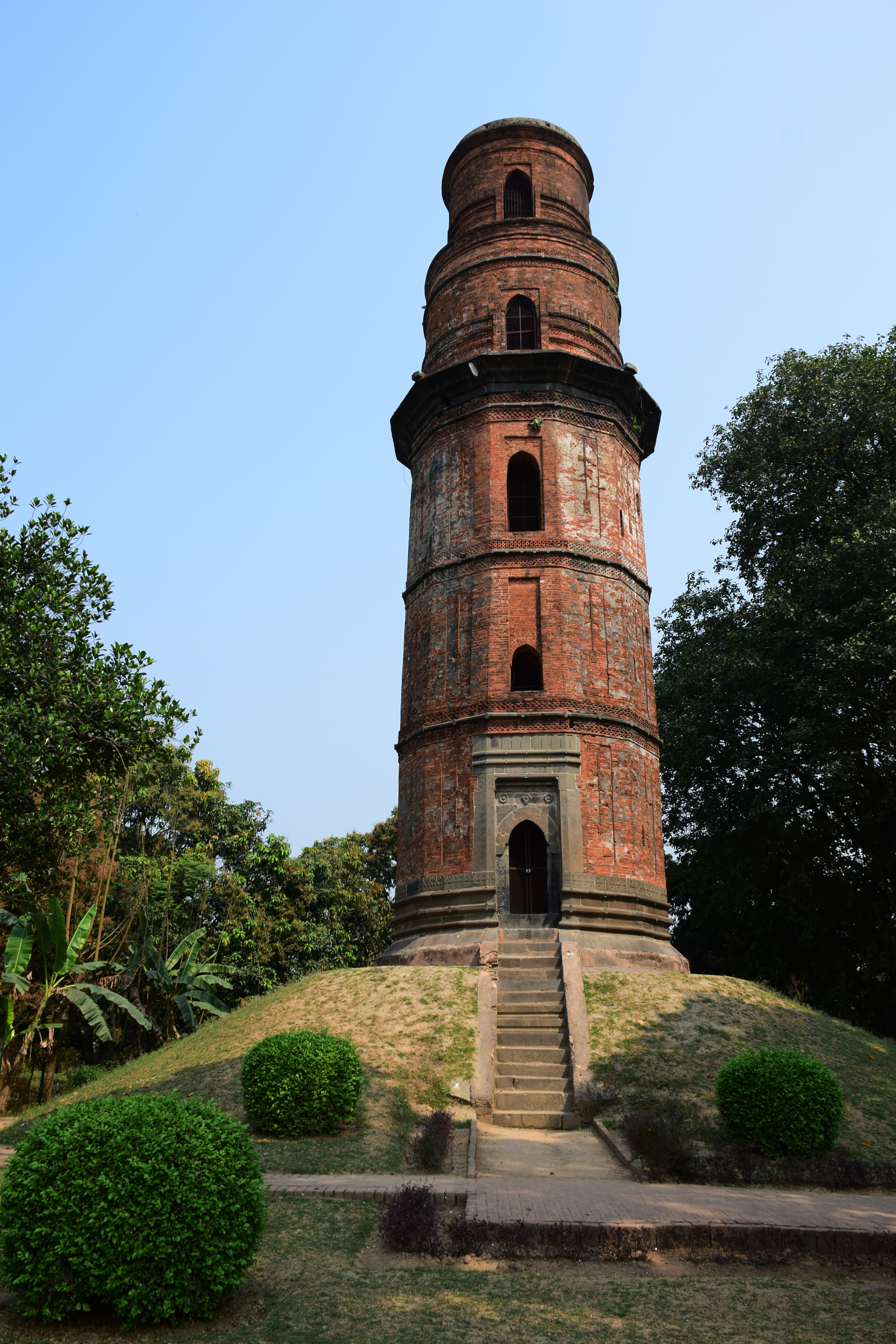
Firoz Minar, Gauda, década de 1480
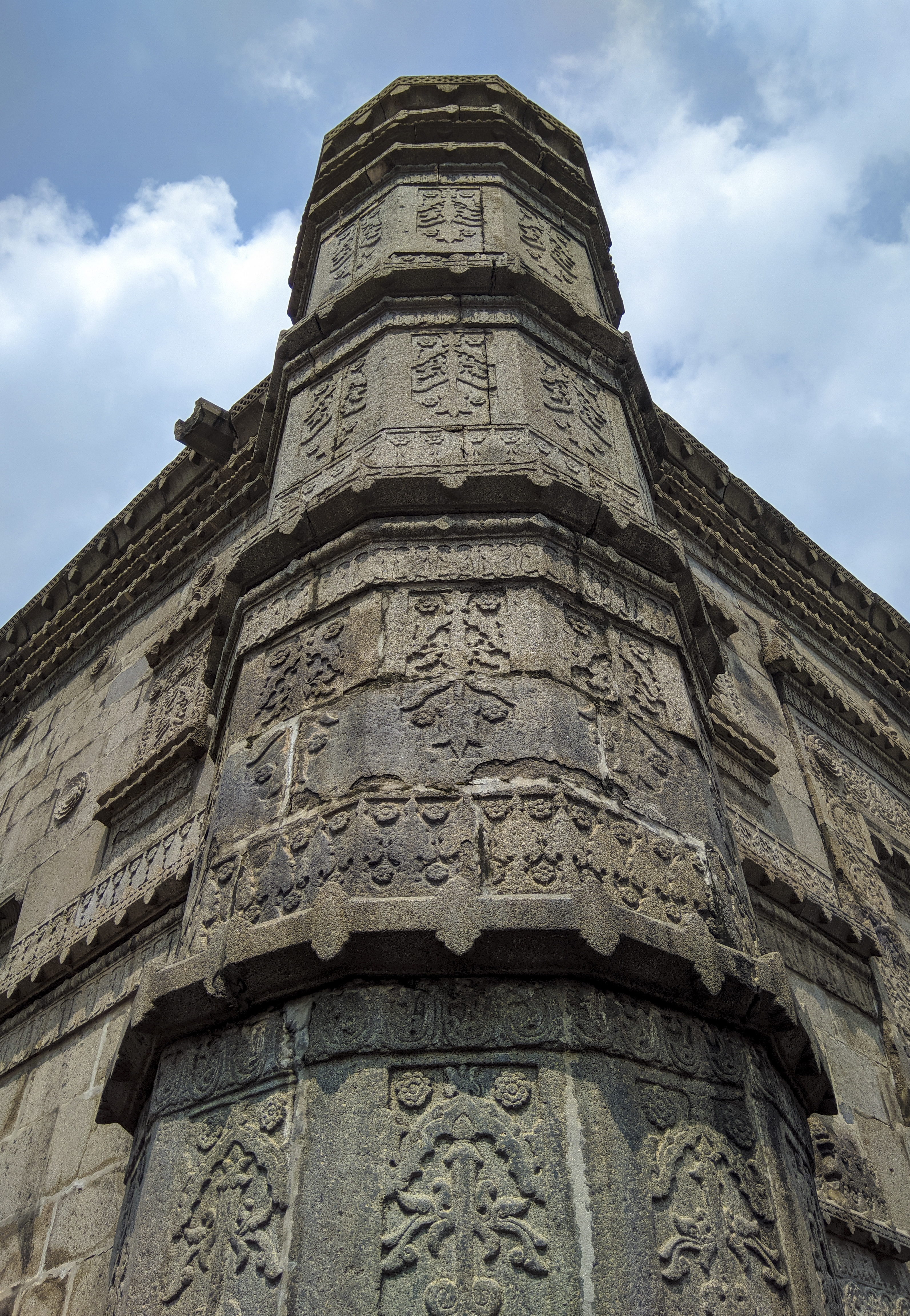
Torre esquinera con arabescos en la mezquita Choto Sona, finales del siglo XV y principios del XVI
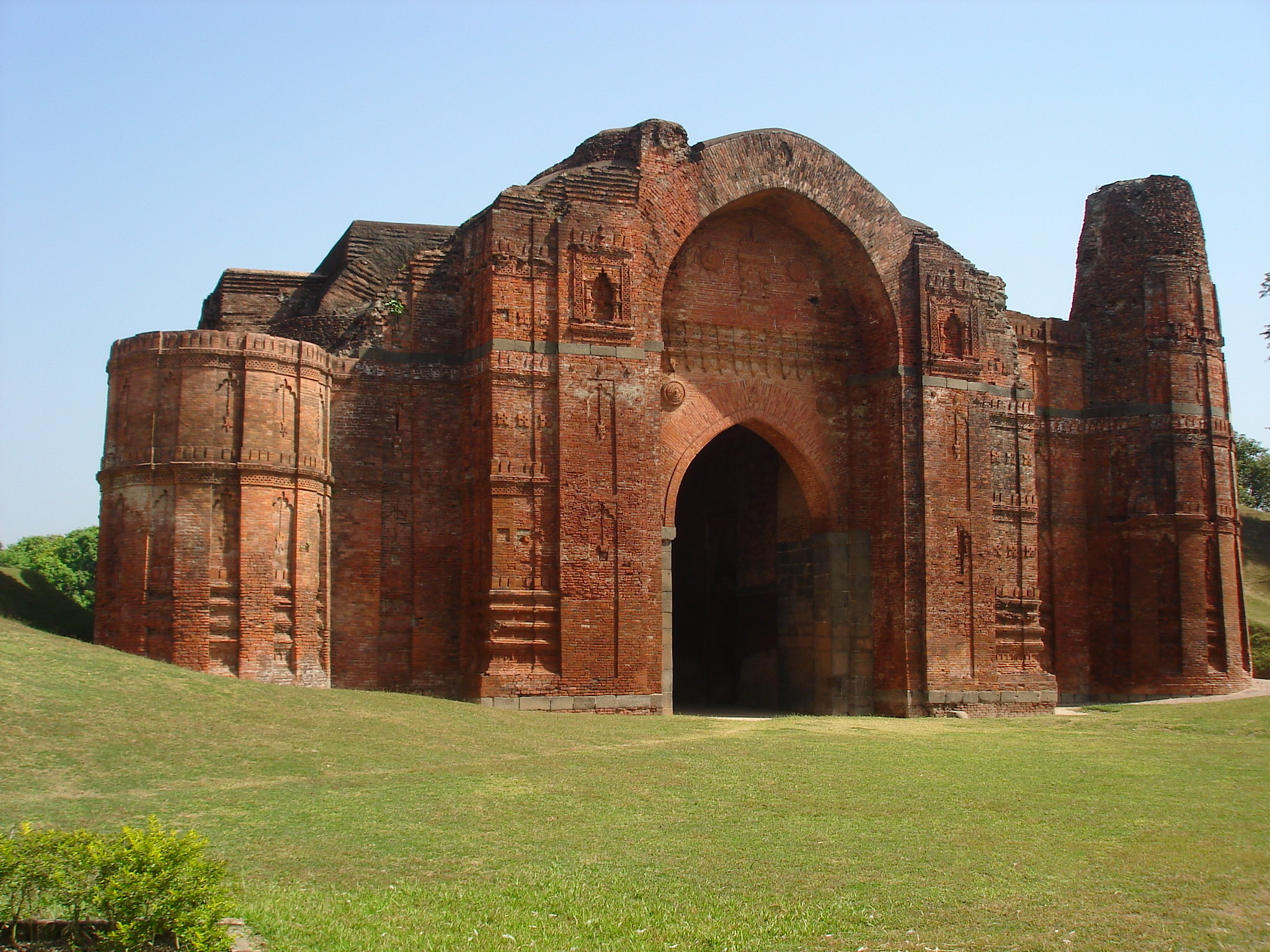
Puerta de Dakhil, Gauda, siglo XVI

### Arquitectura indoislámica de Guyarat

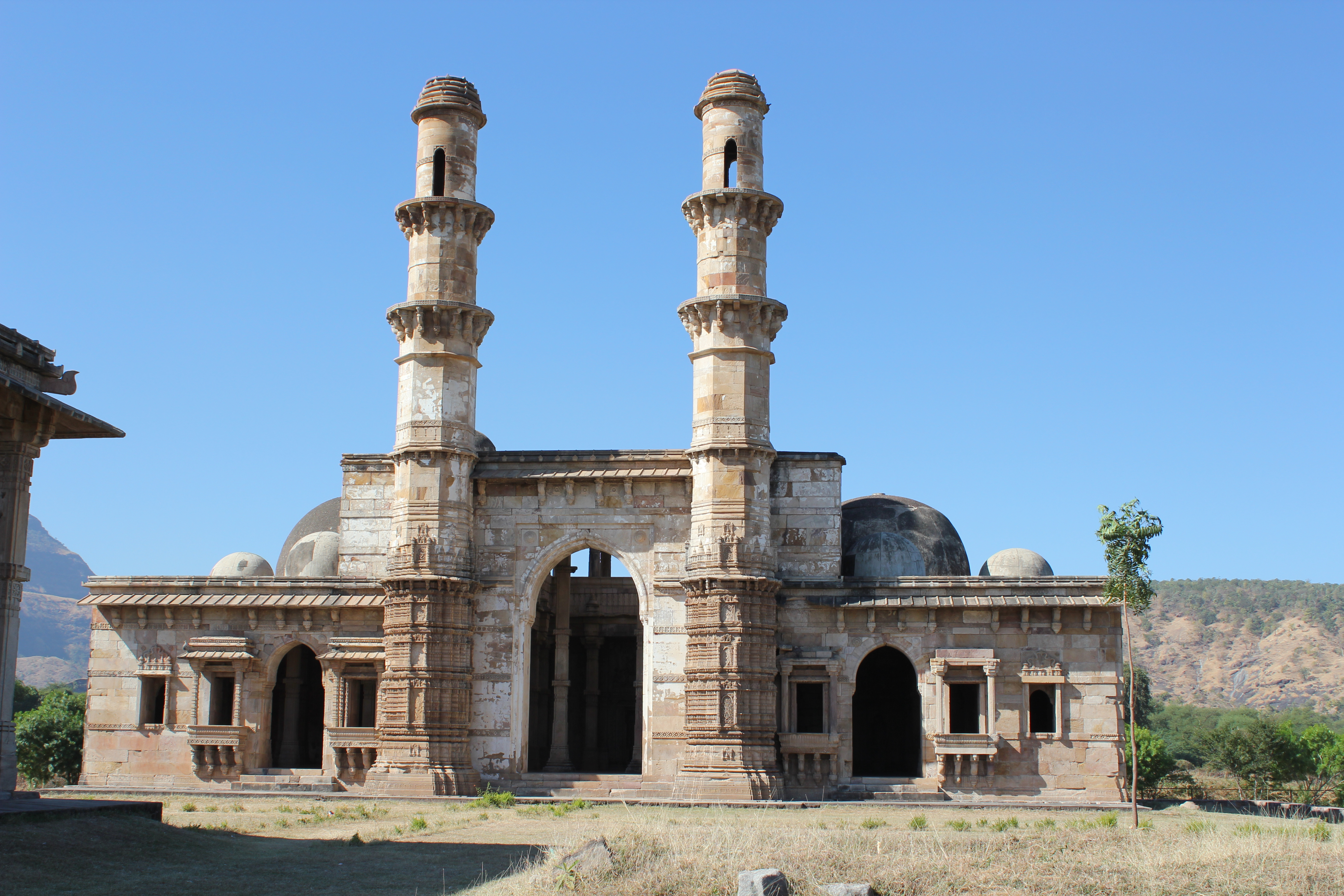
Mezquita Kevada, Champaner

El distintivo estilo arquitectónico indoislámico de Guyarat extrajo elementos microarquitectónicos de la arquitectura anterior Maru-Gurjara y los empleó en los mihrab, techos, puertas, minaretes y fachadas. En el siglo XV, éste estilo era especialmente notable por su uso inventivo y elegante de los minaretes. A menudo se encuentran en parejas flanqueando la entrada principal, en su mayoría bastante delgados y con tallas elaboradas al menos en los niveles inferiores. Algunos diseños proyectan balcones a intervalos hacia arriba del eje, la versión más extrema de esto se encontraba en las partes superiores perdidas de los llamados "minaretes temblorosos" de la mezquita Jama, Ahmedabad, que cayeron durante un terremoto en 1819. Esta talla se basa en las habilidades tradicionales de los talladores de piedra locales, ejercidas anteriormente en los templos hindúes en Māru-Gurjara y otros estilos locales.
Bajo el sultanato de Guyarat, independiente entre 1407 y 1543, Guyarat fue una región próspera bajo el gobierno de la dinastía Muzaffarid, que construyó profusamente, particularmente en la capital, Ahmedabad. El sultanato encargó mezquitas como Jami Masjid de Ahmedabad, Jama Masjid en Champaner, Jami Masjid en Khambhat, Mezquita Qutbuddin, Mezquita Rani Rupamati, Sarkhej Roza, Mezquita Sidi Bashir, Mezquita Kevada, Mezquita Sidi Sayyed, Mezquita Nagina y Pattharwali Masjid, como así como estructuras como Teen Darwaza, Bhadra Fort y Dada Harir Stepwell en Ahmedabad.
El Parque Arqueológico de Champaner-Pavagadh, capital del sultanato de Guyarat en el siglo XVI, documenta la temprana ciudad islámica y premogol que se ha mantenido sin ningún cambio.
El estilo arquitectónico indoislámico de Guyarat presagia muchos de los elementos arquitectónicos que se encontraron más tarde en la arquitectura mogol, incluidos mihrabs y minaretes ornamentados, jaali (pantallas perforadas talladas en piedra) y chhatris (pabellones rematados con cúpulas).

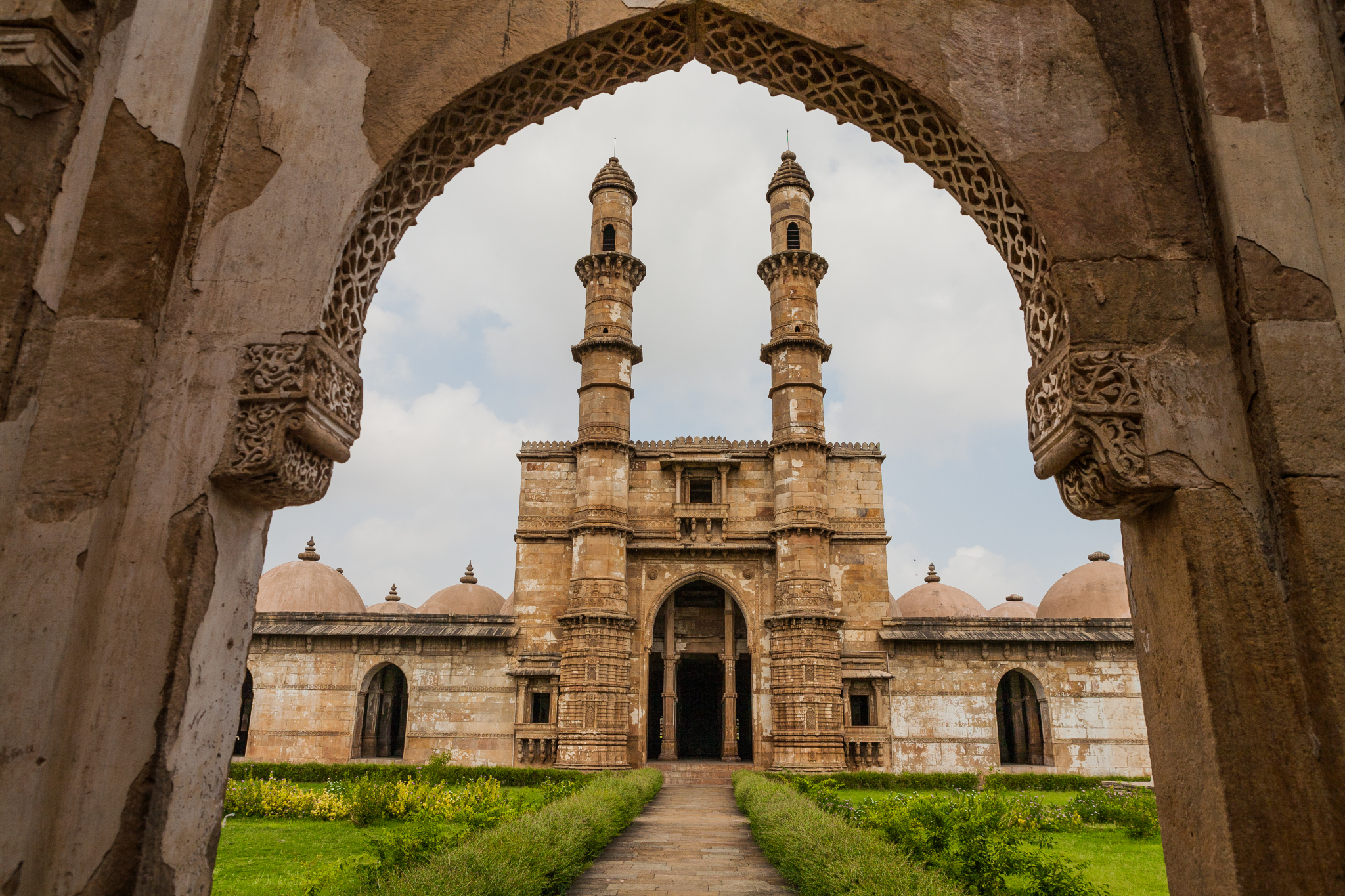
Mezquita del Viernés, Champaner
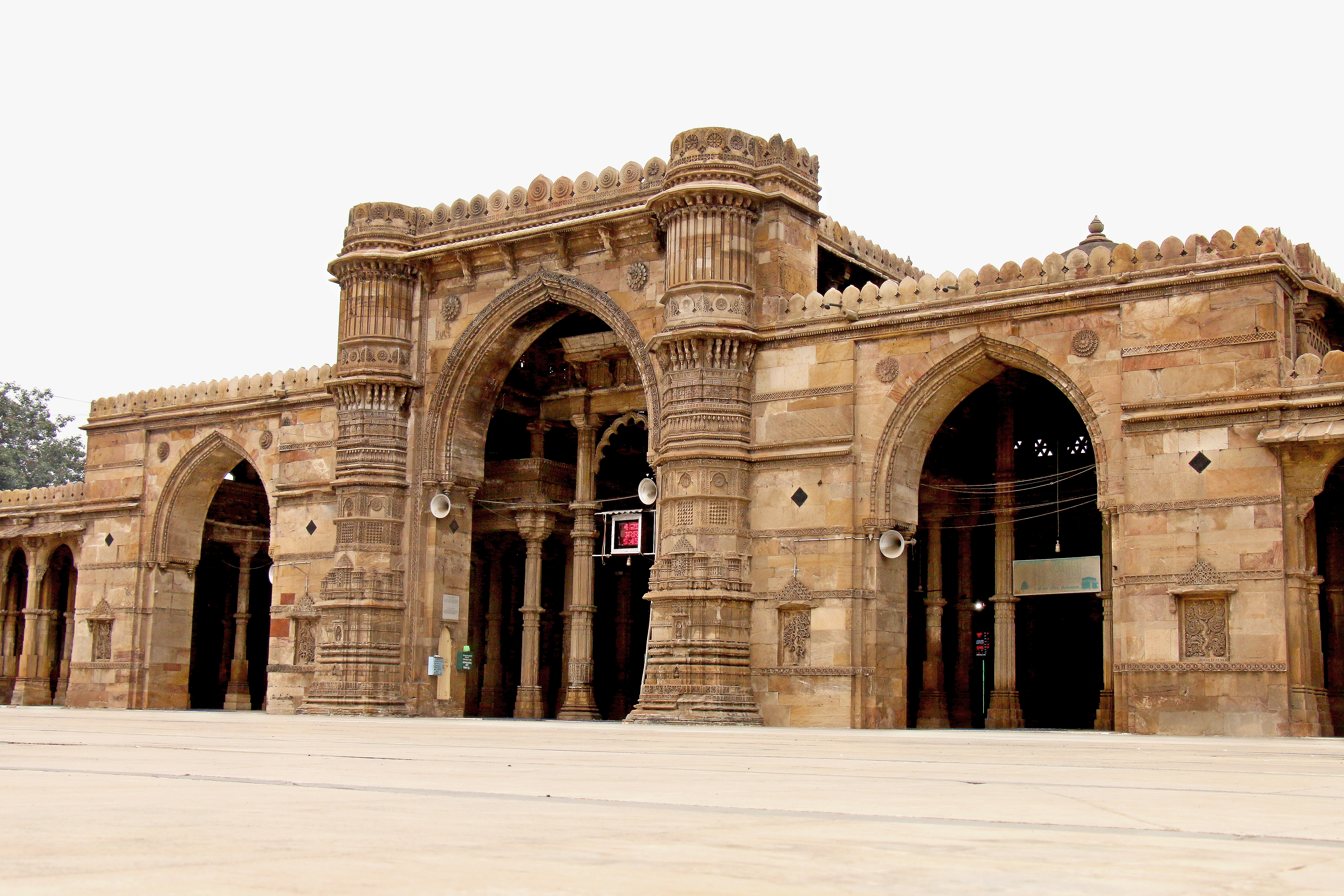
Mezquita del Viernés (1424-1470) en Ahmedabad (las partes superiores de los minaretes de la entrada ahora se han perdido).
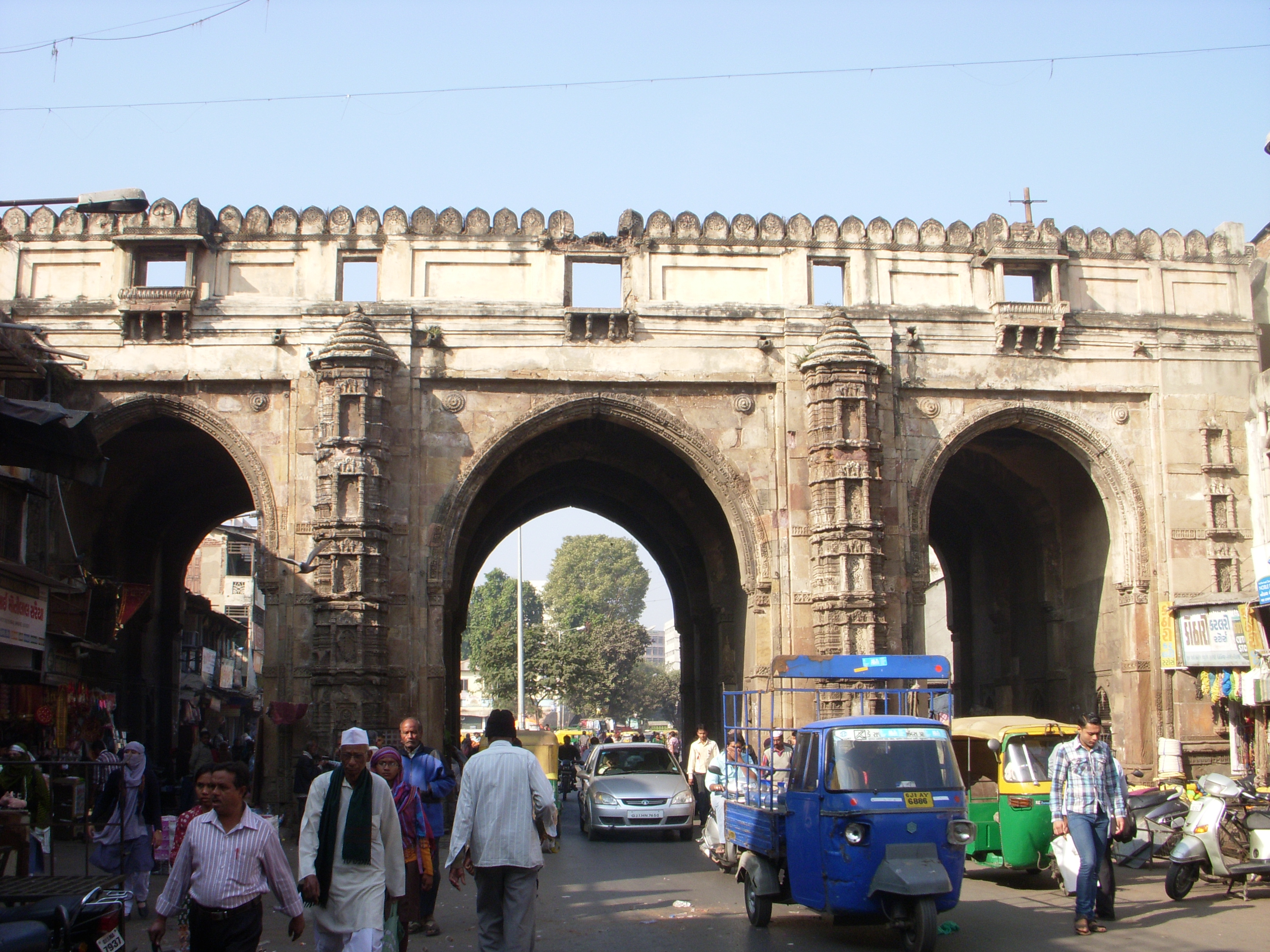
Teen Darwaza (tres puertas) a Ahmedabad
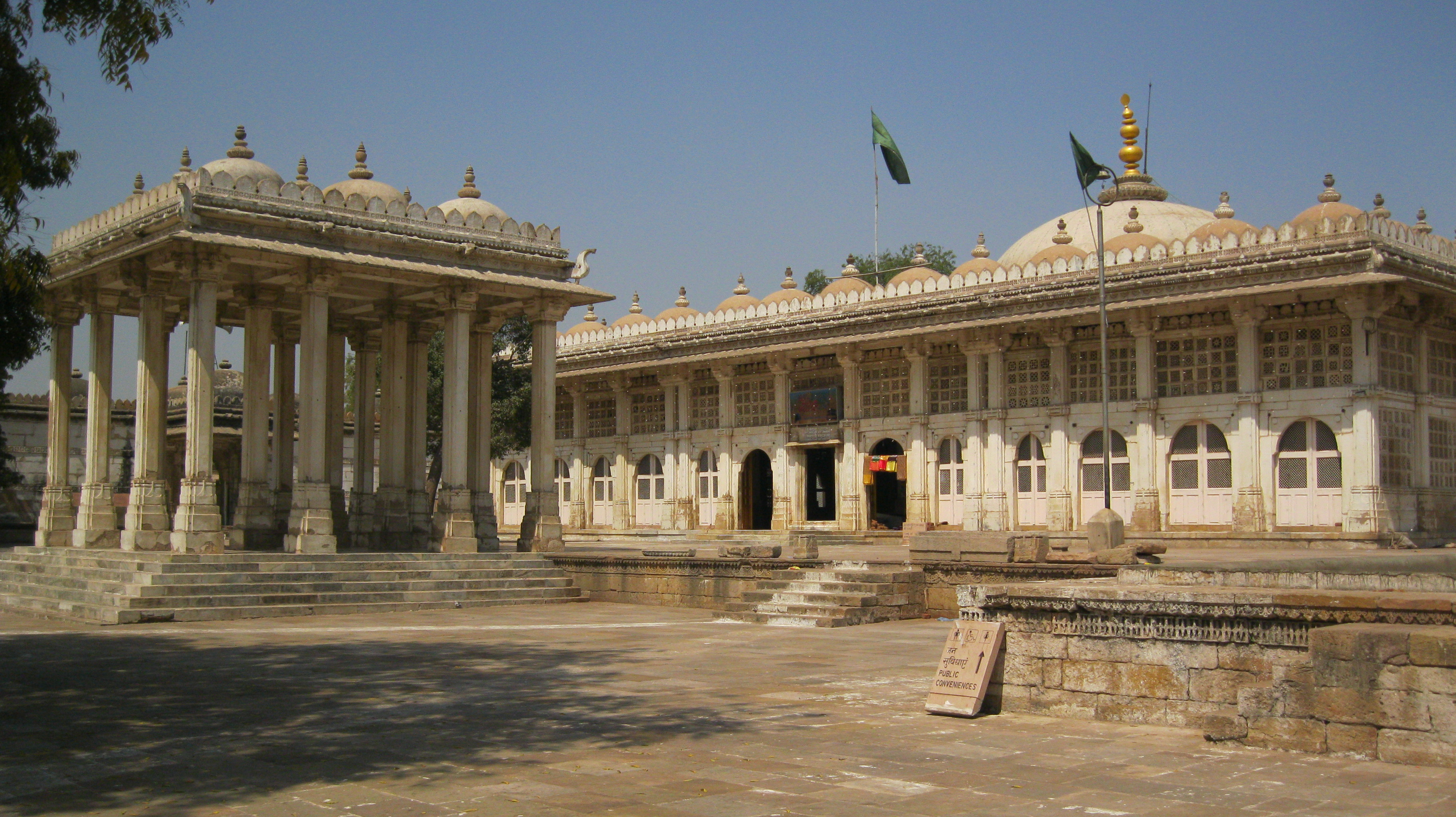
Complajo Sarkhej Roza, Ahmedabad
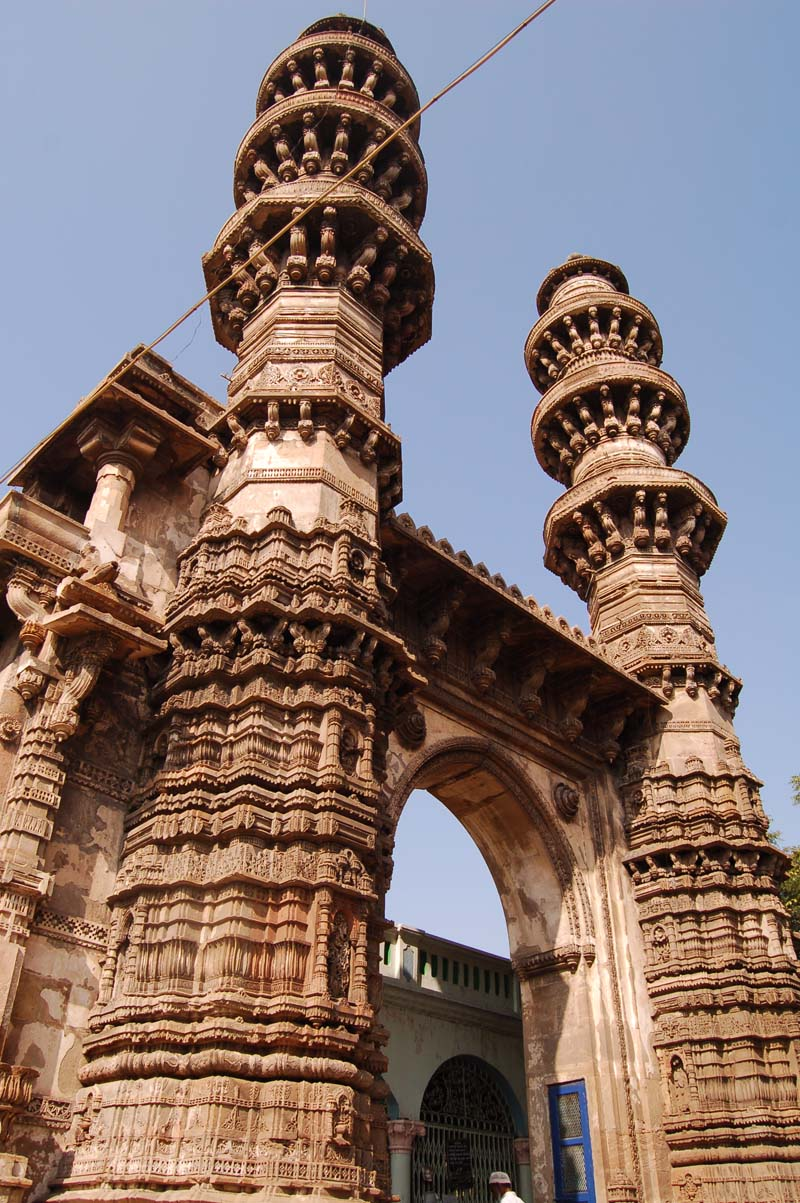
Mezquita Sidi Bashir, Ahmedabad
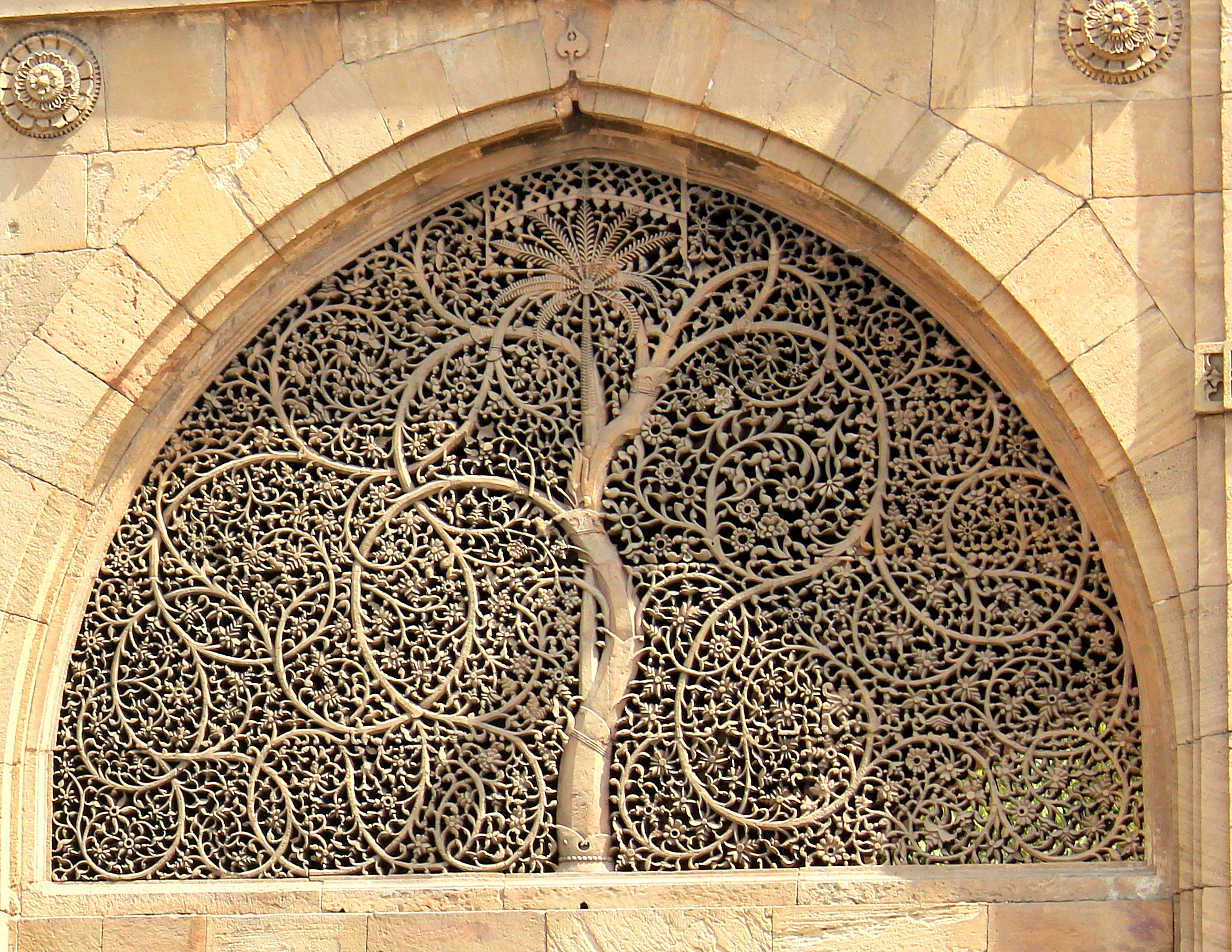
Jali en la mezquita Sidi Sayyid
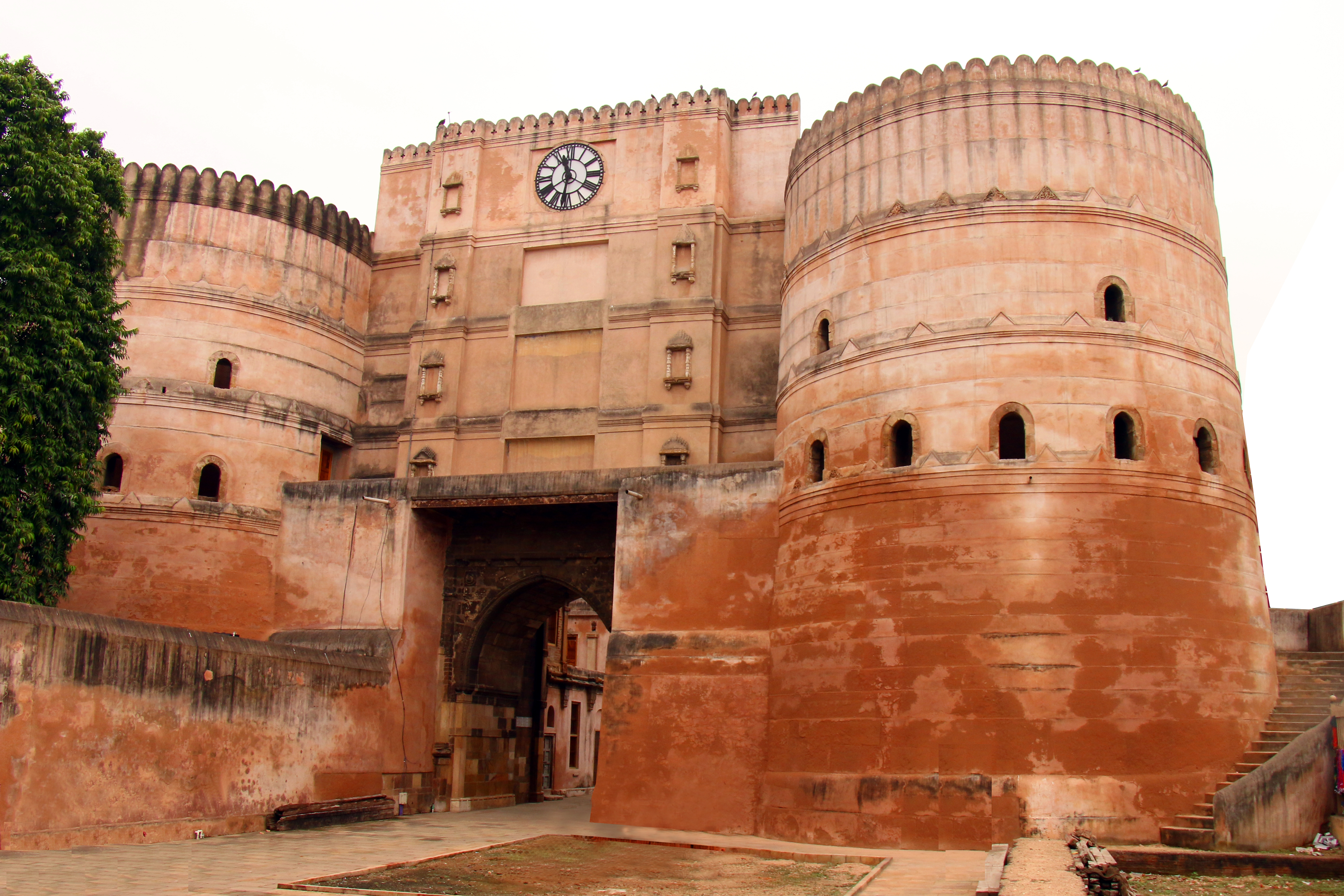
Fuerte Bhadra, Ahmedabad
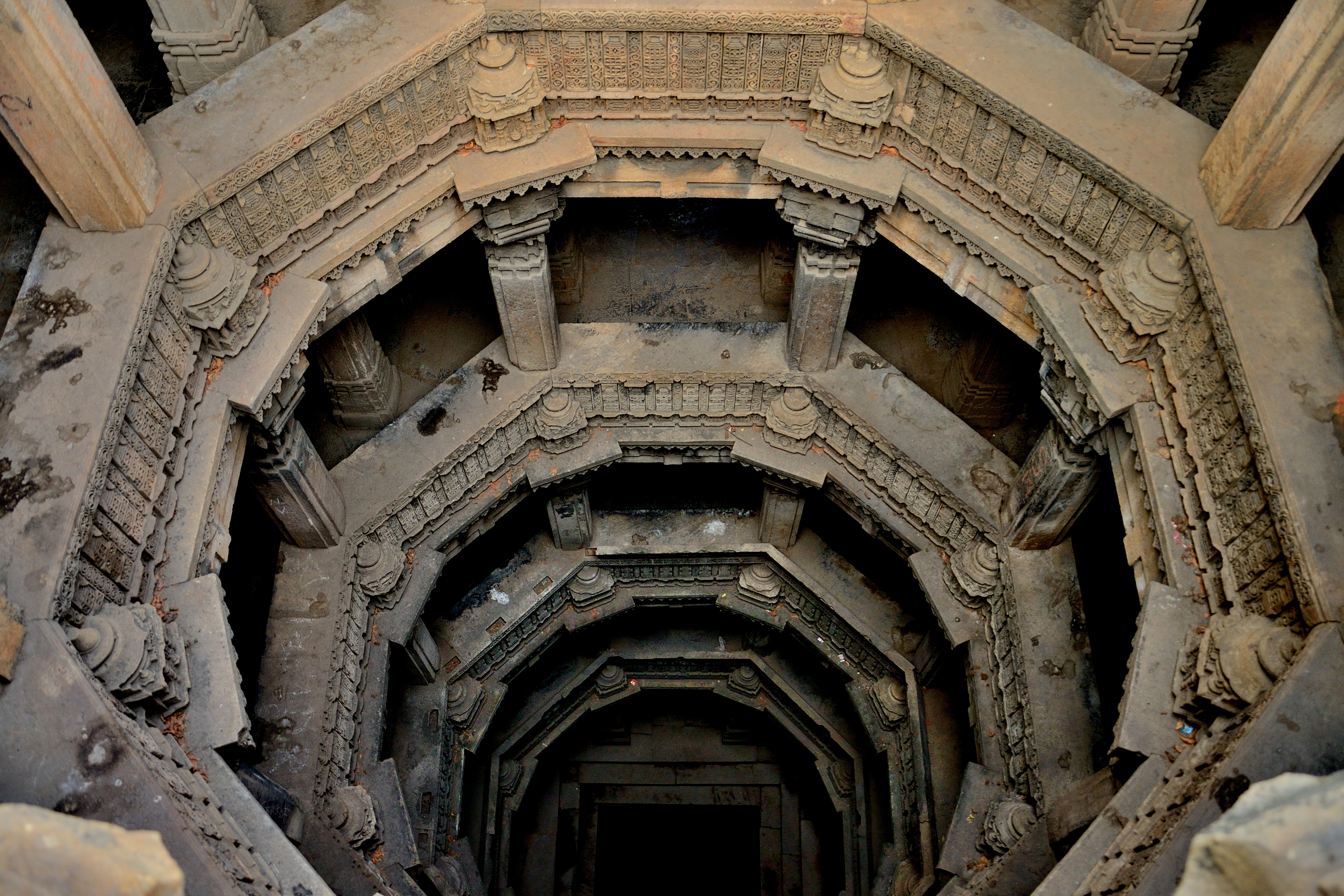
Pozo escalonado Dada Harirl, Ahmedabad
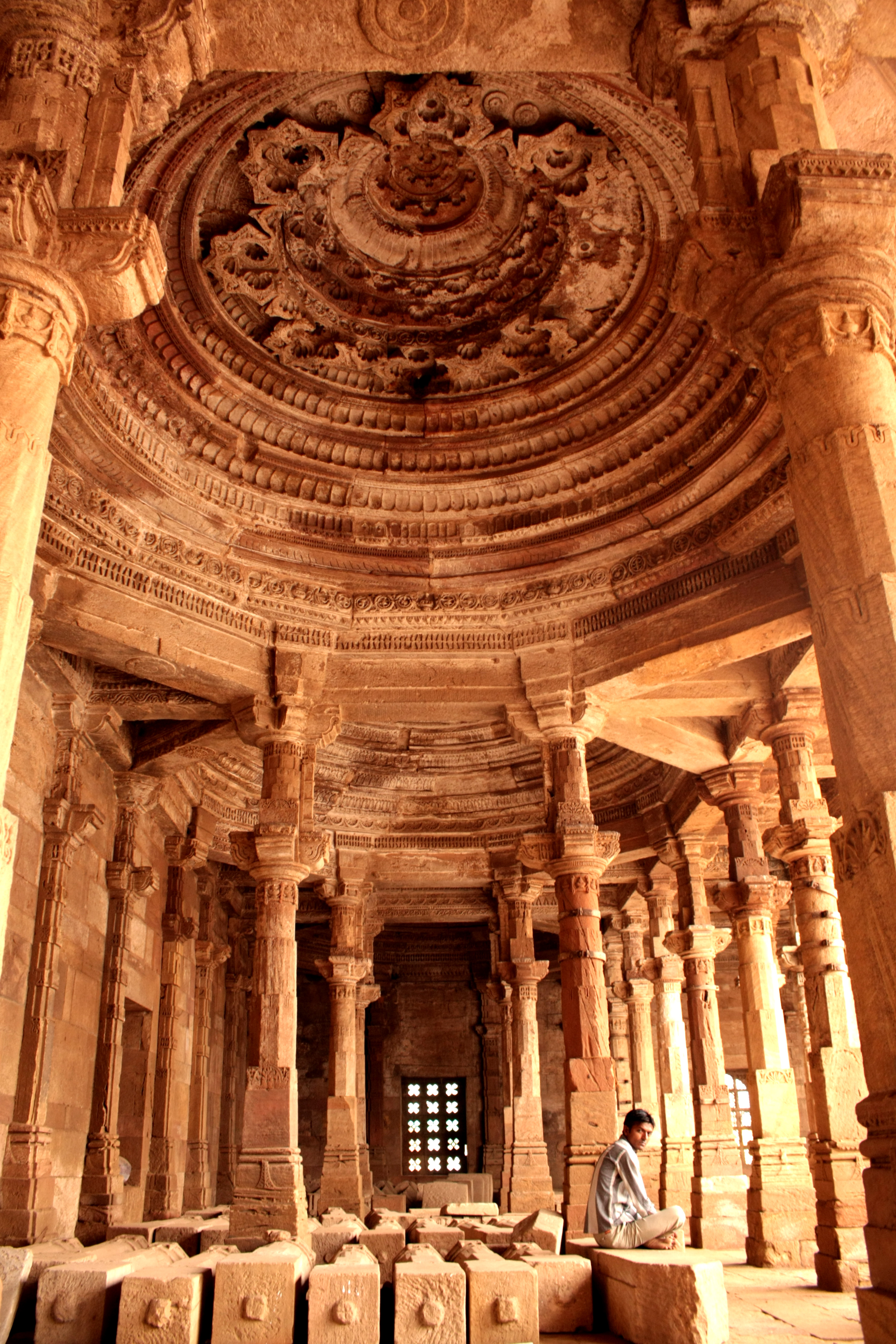
Interior de la mezquita Jami, Khambhat

### Cachemira

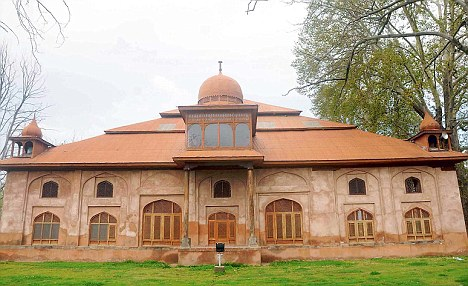
Aali Masjid en Srinagar, Cachemira.

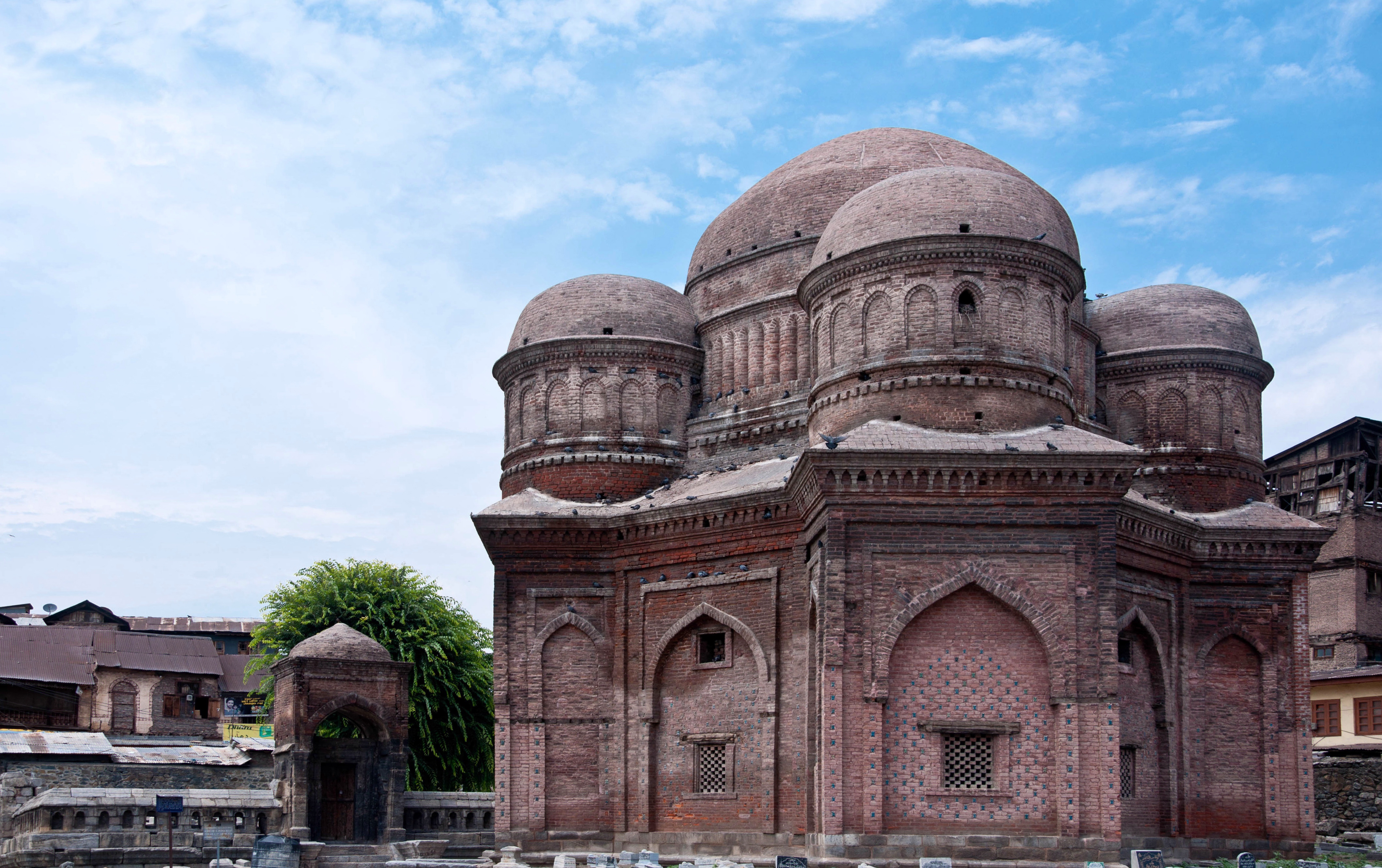
Tumba de la madre de Zain-ul-Abedin en Srinagar

Shams-ud-din Shah Mir, de la dinastía Shah Mir, estableció en 1339 un sultanato que abarcaba la región de Cachemira (que comprende lo que hoy es Gilgit-Baltistán, Azad Cachemira, Jammu y Cachemira, Ladakh y Aksai Chin), permitiendo la islamización gradual de la región y la hibridación de la cultura y arquitectura persa con los estilos budistas indígenas de Cachemira.
En la capital de Srinagar, en la moderna Cachemira administrada por la India, Sikandar Shah Mir (fallecido en 1413) construyó la Jamia Masjid, una gran mezquita congregacional de madera que incorpora elementos de la estructura de la pagoda budista, así como la mezquita de madera Khanqah-e-Moulah. También en Srinagar se encuentran Aali Masjid y la tumba de Zain-ul-Abidin. Dos mezquitas de madera del siglo XIV en Gilgit-Baltistan son la mezquita Chaqchan en Khaplu (1370) y la mezquita Amburiq en Shigar. Ambas tienen núcleos construidos en piedra con galerías exteriores de madera elaboradamente tallada, en Amburiq en dos niveles, en una adaptación de los estilos locales tradicionales.

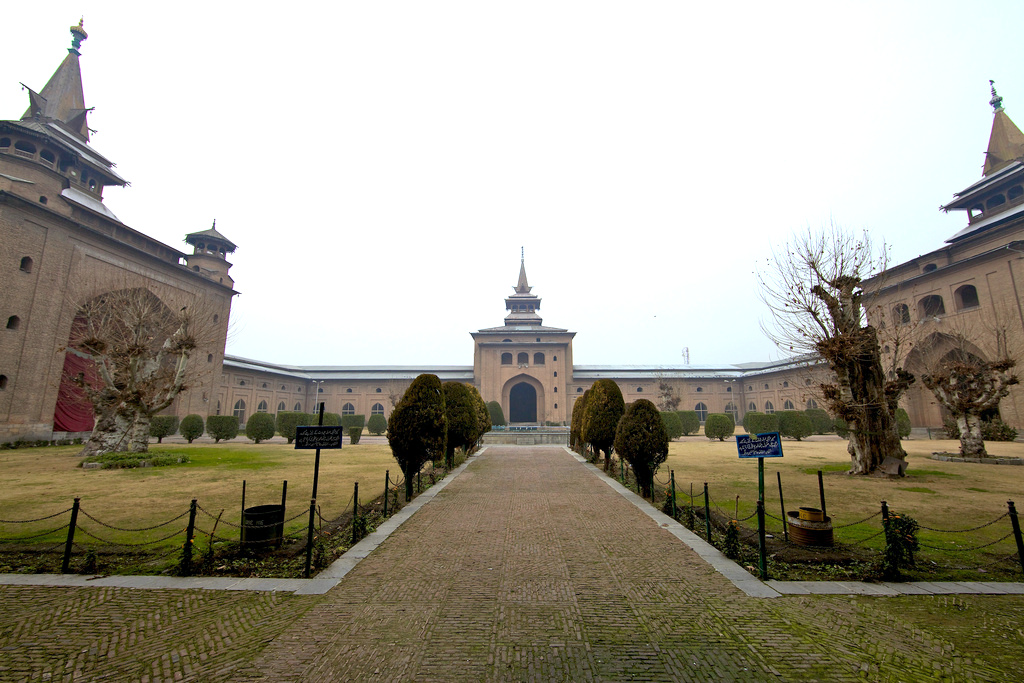
Jamia Masjid en Srinagar
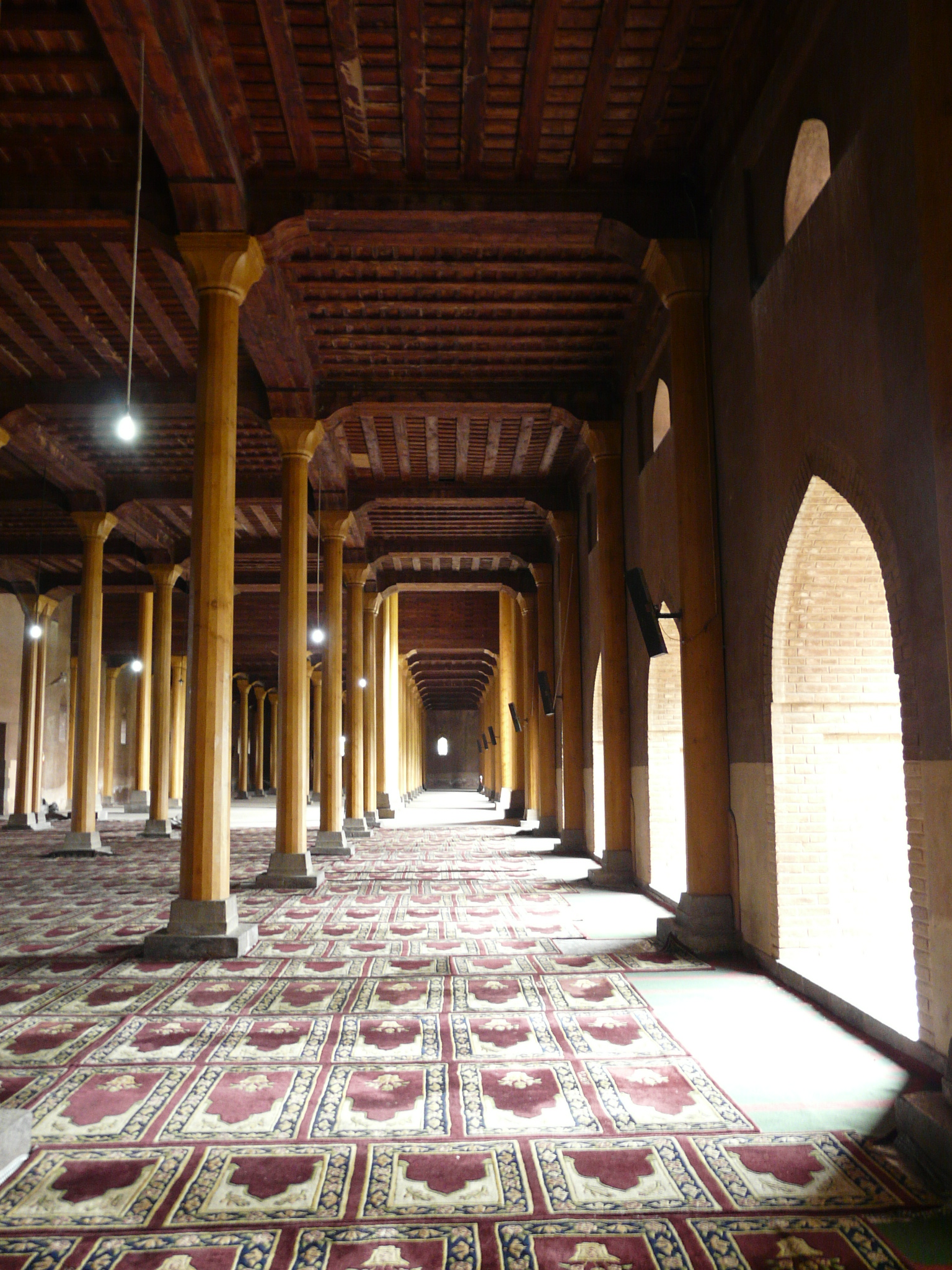
Interior de la Jamia Masjid.
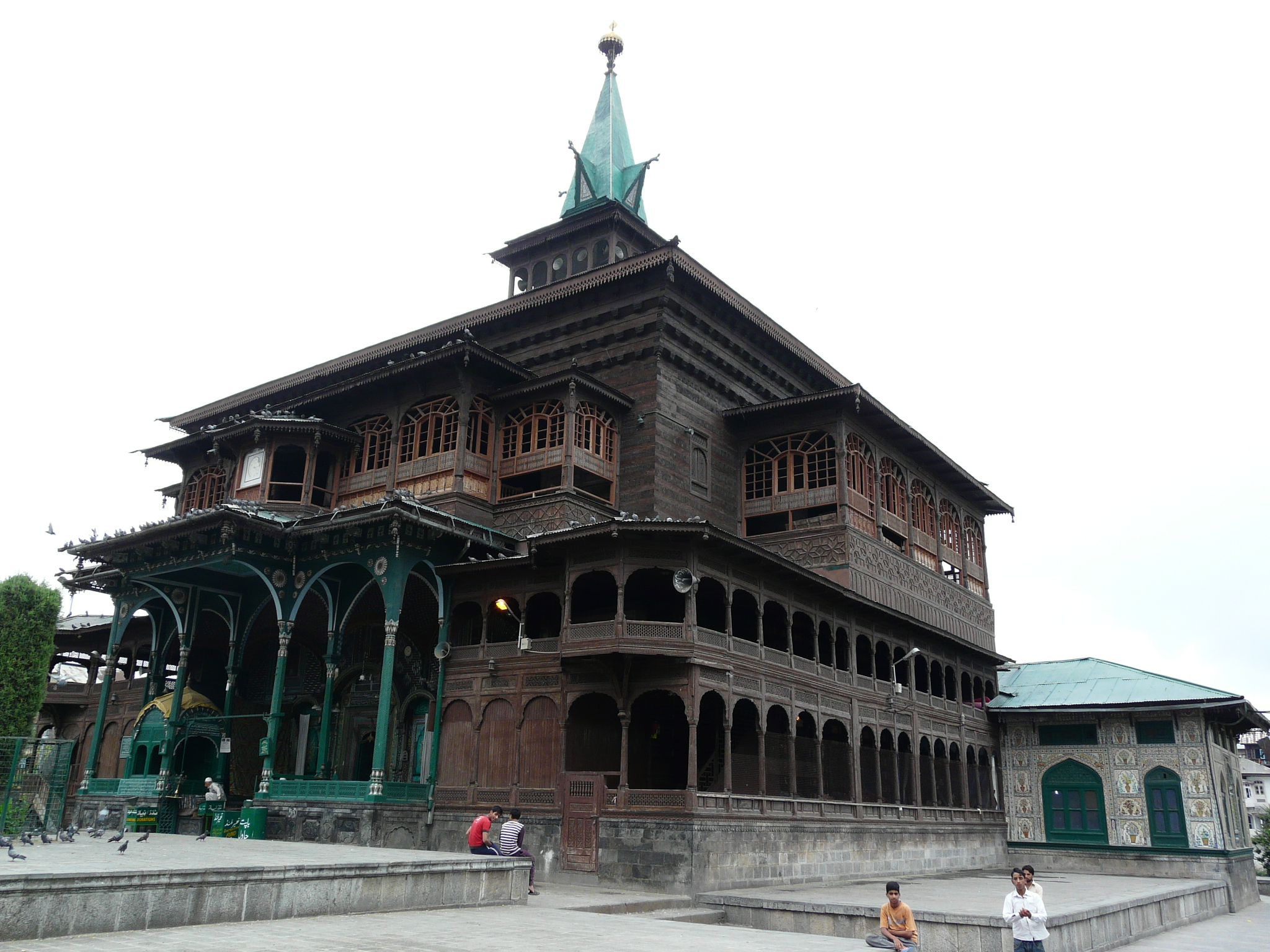
Khanqah-e-Moula en Srinagar
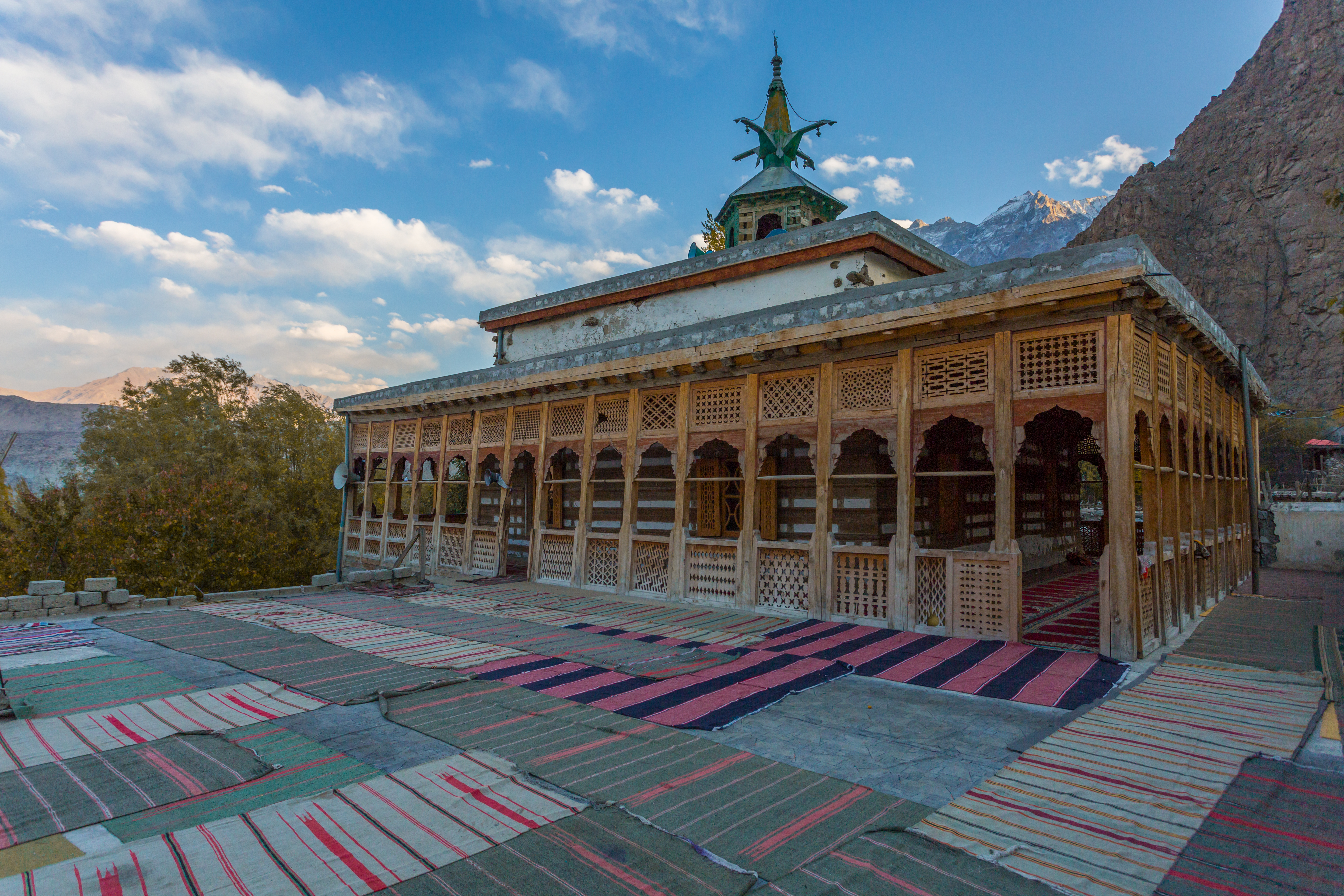
Mezquita Chaqchan  en Khaplu, Gilgit-Baltistán
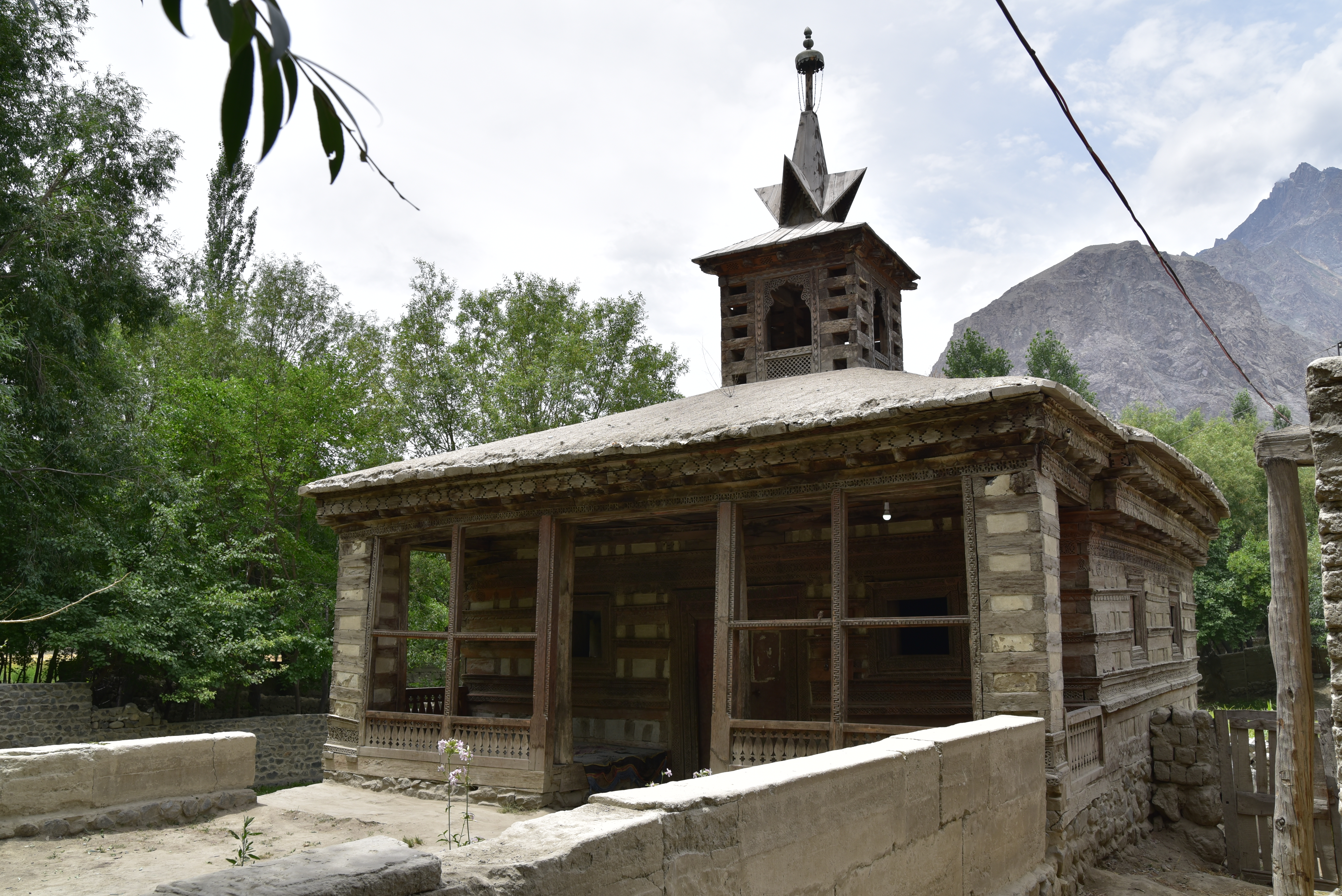
Mezquita Amburiq en Gilgit-Baltistán.

## Arquitectura mogola
La arquitectura mogol(a) hace referencia al estilo arquitectónico indoislámico más famoso que se desarrolló en el imperio mogol (1526-1857) en toda la extensión siempre cambiante de su imperio a partir de la India medieval. Continuando las tradiciones iraníes y locales anteriores, alcanzó una perfección excepcional enriqueciéndolas con elementos europeos y otros completamente nuevos, logrando una amalgama de arquitectura islámica, persa, turca e india. 
La dinastía mogol se estableció en la región en 1526 después de la victoria de Babur en Panipat frente al sultanato de Delhi de la dinastía Lodi. Durante su reinado de cinco años, Babur puso mucho interés en la erección de nuevos edificios, aunque pocos han sobrevivido, entre ellos el Bagh-e Babur en Kabul. Su nieto Akbar (r. 1556-1605) también construyó mucho y eso favoreció que el estilo se desarrollase plenamente durante su reinado. Entre sus logros están la tumba de Humayun (para su padre), el fuerte de Agra (1565-1574) —con una puerta que muestra influencias externas, exhibiendo el grifo asirio, elefantes indios y pájaros—, la fortaleza-ciudad real de Fatehpur Sikri (a unos 40 km al oeste de Agra) y el Buland Darwaza. El hijo de Akbar, Jahangir (1605-1627) encargó los jardines de Shalimar en Cachemira.
La arquitectura mogol alcanzó su cenit durante el reinado de Shah Jahan (r. 1627-1658), quien construyó la Jama Masjid, el fuerte rojo de Delhi, los jardines de Shalimar en Lahore y el monumento mogol más famoso, el Taj Mahal en Agra, construido como tumba para su reina Mumtaz Mahal muerta en 1631 y considerado una de las maravillas del mundo. Las ideas y temas principales de las tumbas de jardín ya habían sido explorados por emperadores mogoles anteriores y esta fue la culminación de todos esos trabajos anteriores, una tumba blanca de 171 m que se eleva sobre un estanque reflectante. 
Aunque el hijo de Shah Jahan, Aurangzeb (r. 1658-1707) encargó edificios como la Badshahi Masjid, en Lahore y Bibi Ka Maqbara en Aurangabad, su reinado correspondió con el declinar de la arquitectura mogol y del propio Imperio. A finales del siglo XVIII, el estilo efectivamente había terminado. Sin embargo, en ese momento los gobernantes de los estados principescos y otras personas ricas de todas las religiones habían adoptado ampliamente versiones del estilo mogol, a menudo llamado «post-mogol», para sus palacios y, cuando correspondía, tumbas. Los patrocinadores hindúes a menudo mezclaban aspectos de la arquitectura de los templos hindúes y la arquitectura tradicional de los palacios hindúes con elementos mogoles y, más tarde, europeos.
Un aspecto importante de la arquitectura mogol es la naturaleza simétrica de los edificios y patios. Los edificios tienen un patrón uniforme de estructura y apariencia, incluyendo el uso de grandes cúpulas bulbosas, esbeltos minaretes en las esquinas, grandes salas, masivas puertas abovedadas y una delicada ornamentación. Sus gobernantes levantaron muchos mausoleos —con edificios monumentales rodeados de jardines en los cuatro lados, y delicados trabajos de ornamentación, incluidos trabajos decorativos de pachin kari y pantallas de celosía jali—, mezquitas, fuertes, jardines y ciudades, encontrándose aun hoy día buenos ejemplos en las actuales India, Afganistán, Bangladés y Pakistán.
Seis elementos de la arquitectura mogol han sido declarados por la Unesco Patrimonio de la humanidad: el fuerte y jardines de Shalimar en Lahore (1981), el fuerte de Agra y el Taj Mahal (1983), la capital Fatehpur Sikri (1988), la tumba de Humayun (1993) y el fuerte rojo de Delhi (2007). Otros cuatro han sido inscritos en las listas indicativas —paso previo para solicitar que sean incluidos en la lista del Patrimonio de la Humanidad— de dos países: Pakistán incluyó la Badshahi Masjid de Lahore (1983), el conjunto de las tumbas de Jahangir, Asif Khan y Akbari Sarai, en Lahore (1993) y la mezquita de Shah Jahan de Thatta (1993) e India incluyó los jardines mogoles de Cachemira (2010).
- El fuerte de Agra (1565-1574), la fortaleza más importante de la India, donde vivieron y desde la que gobernaron los grandes emperadores Babur, Humayun, Akbar, Jahangir, Shah Jahan y Aurangzeb.
- Puerta Lahori  del fuerte rojo de Delhi, construido durante el cenit del imperio bajo Sha Jahan y residencia principal de los emperadores mogoles durante casi 200 años, hasta 1856[46]
- Puerta de Alamgiri del Fuerte de Lahore (siglos XVI y XVII)
- Mezquita Aljama de Delhi (1650-1656), la más grande de la India

- Los grandes mausoleos mogoles
- Tumba de Humayun (1569-1570), Delhi, la primera tumba imperial mogola[47]
- La tumba de Akbar (1605-1613), en Agra, utiliza arenisca roja y mármol blanco, como muchos de los monumentos mogoles.
- Bibi Ka Maqbara (1651-1661), tumba en Aurangabad construida por Azam Shah, hijo del emperador Aurangzeb, en memoria de su madre.
- Tumba de Safdarjung (1753-1754),  mausoleo del nawab Safdar Jang, construido en Nueva Delhi en el estilo mogol tardío

| Destacados edificios de la época mogol | Destacados edificios de la época mogol | Destacados edificios de la época mogol | Destacados edificios de la época mogol                 |
| --- | --- | --- | ------------------------------------------------------ |
| India | Pakistán | Bangladés | Afganistán                                             |
| - Taj Mahal en Agra - Fuerte de Agra en Agra - Buland Darwaza en Agra - Tumba de Akbar en Sikandra - Tumba de Mariam-uz-Zamani en Sikandra - Tumba de Humayun en Delhi - Jama Masjid en Delhi - Fuerte rojo de Delhi - Sunder Nursery en Delhi - Purana Qila en Delhi - Sher Mandal en Delhi - Jardines de Pinjore en Pinjore - Shalimar Bagh en Srinagar - Nishat Bagh en Srinagar - Chasma Shahi en Srinagar - Pari Mahal en Srinagar - Jardines Verinag en Srinagar - Fuerte de Allahabad en Prayagraj - Puente Shahi en Jaunpur - Bibi Ka Maqbara en Aurangabad - Kos Minar en Haryana - Baoli Ghaus Ali Shah en Farrukhnagar | - Badshahi Masjid en Lahore - Jardines de Shalimar en Lahore - Fuerte de Lahore en Lahore - Shahi Hammam en Lahore - Mezquita Wazir Khan en Lahore - Tumba de Jahangir en Lahore - Tumba de Anarkali en Lahore - Tumba de Nur Jahan en Lahore - Tumba de Asif Khan en Lahore - Mezquita Begum Shahi en Lahore - Akbari Sarai en Lahore - Hiran Minar en Sheikhpura - Mezquita Mahabat Khan en Peshawar - Mezquita Shahi Eid Gah en Multan - Mausoleo de Masum Shah en Sukkur - Losar Baoli en Taxila - Makli Necropolis en Thatta - Mezquita Shah Jahan en Thatta | - Mughal Eidgah en Dhaka - Fuerte de Lalbagh en Dhaka - Shahi Eidgah en Sylhet - Mughal Tahakhana en Chapai Nawabganj - Mezquita Sat Gambuj en Dhaka - Masjid-e-Siraj ud-Daulah en Chittagong - Allakuri Masjid en Dhaka - Chawkbazar Shahi Masjid en Dhaka - Laldighi Masjid en Rangpur - Khan Mohammad Mridha Masjid en Dhaka - Wali Khan Masjid en Chittagong - Shaista Khan Masjid, in Dhaka - Musa Khan Masjid, in Dhaka - Shahbaz Khan Masjid, in Dhaka - Kartalab Khan Masjid en Dhaka - Azimpur Masjid en Dhaka - Goaldi Masjid en Sonargaon - Atia Masjid en Tangail - Arifail Masjid en Brahmanbaria - Bazra Shahi Masjid en Noakhali - Masjid Kur en Khulna - Nayabad Masjid en Dinajpur - Ghayebi Dighi Masjid en Sylhet - Hussaini Dalan en Dhaka - Bara Katra en Dhaka - Fuerte de Hajiganj en Narayanganj - Fuerte de Idrakpur en Munshiganj - Choto Katra en Dhaka - Fuerte de Sonakanda en Narayanganj | - Bagh-e-Babur en Kabul - Mezquita Shahjahani en Kabul |

## Arquitectura islámica posmogola

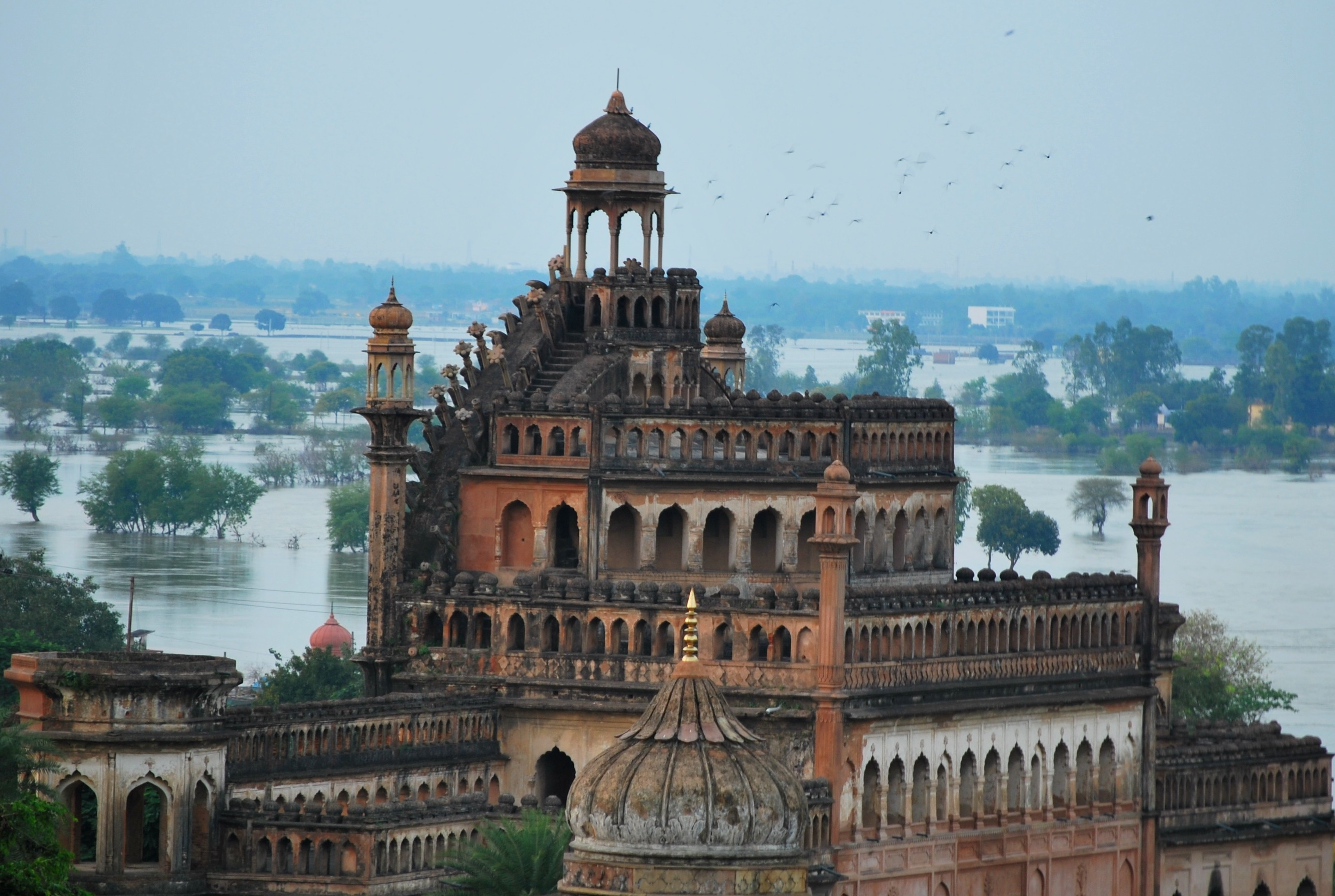
El Rumi Darwaza en Lucknow, 1784, desde atrás, durante una inundación.

Tras el colapso del imperio mogol después de las guerras Mughal-Maratha, el surgimiento del imperio sij y las invasiones de Nader Shah, Ahmed Sah Abdalii y la Compañía Británica de las Indias Orientales, provincias prósperas de imperio mogol como Awadh, Bengala, Hyderabad, y Mysore emergieron como poderosos estados regionales independientes de Delhi.
En Awadh (que abarca el moderno este de Uttar Pradesh), Lucknow surgió como un centro de la cultura Ganga-Jamuni y la literatura urdu/indostaní. Los nababs de Awadh patrocinaron la construcción de obras maestras arquitectónicas como Bara Imambara, Rumi Darwaza, Chota Imambara, Sikandar Bagh y Ghantaghar en Lucknow, así como Gulab Bari y Bahu Begum ka Maqbara en Faizabad.
En Hyderabad, la dinastía Asaf Jahi se hizo extremadamente pudiente y era una de las familias reales más ricas del mundo a mediados del siglo XX. El Nizam encargó la construcción de varias obras y edificios públicos en su Estado (a menudo en estilo indo-sarraceno y mogol), como el Tribunal Superior de Telangana, el City College, los jardines públicos (anteriormente Bagh-e-Aaam), el Salón del Jubileo y la biblioteca Asafia, el edificio de la Asamblea, el Hospital Niloufer, el Osmania Arts College y el Osmania Medical College, así como palacios como Hyderabad House y Chowmahalla Palace.
La llamada arquitectura indo-sarracena, que comenzó a finales del siglo XVIII, pero se desarrolló principalmente desde la década de 1840 hasta la independencia un siglo después, fue diseñada principalmente por arquitectos británicos u otros europeos, y adoptó características islámicas o específicamente indias, generalmente como elemento decorativo. piel sobre edificios cuyas formas esenciales reflejaban tipos y usos occidentales contemporáneos, ya fueran edificios de oficinas, palacios, tribunales de justicia, estaciones de ferrocarril u hoteles. El estilo, que es muy variable, se convirtió así en uno de los varios estilos arquitectónicos renacentistas que estuvieron disponibles para el arquitecto victoriano. El tipo habitual de arquitectura india que se tomó prestado fue la arquitectura mogol, o su versión del palacio Rajput.

## Otras lecturas
- Michell, George; Zebrowski, Mark (1999). Architecture and Art of the Deccan Sultanates. The New Cambridge History of India. I.8. Cambridge, UK: Cambridge University in Bijapur Press. ISBN 0-521-56321-6. Consultado el 14 de septiembre de 2011.